# Lancelot Brown
Lancelot Brown (30 de agosto de 1716-6 de febrero de 1783), más conocido como por Capability Brown, fue un paisajista y arquitecto británico, considerado como el padre de la jardinería paisajista inglesa.

## Biografía

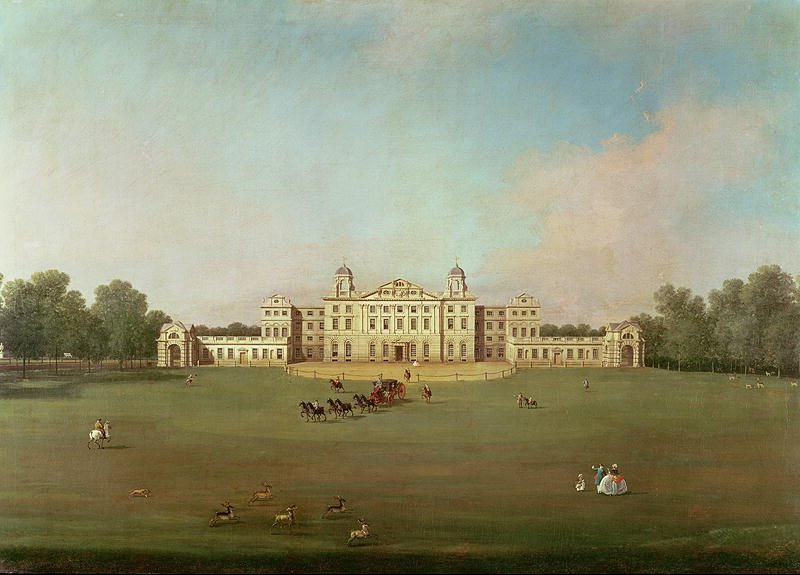
Canaletto - Badminton House, Gloucestershire

Hijo de un modesto campesino propietario de sus tierras, su carrera se inicia en Northumberland, lugar donde su padre tenía tierras arrendadas en una finca llamada Kirkharle. A los catorce años, Brown comenzó a trabajar allí como aprendiz de jardinero, y estuvo siete años empleado. El asma que padecía fue, probablemente, la razón que le empujó a abandonar Northumberland y trasladarse al sur. No existe constancia clara acerca de lo que hizo en los siguientes años de su vida, pero después del fallecimiento de Charles Bridgeman, Lord Cobham lo llamó a su lado como nuevo jardinero de su finca, llamada Stowe. Brown contaba entonces con veinticuatro años de edad.
Encargado inicialmente de los cuarenta empleados que tenía a su cargo como jardinero, poco a poco Brown asumió la gestión de la totalidad de la finca, encargándose tanto de los proyectos de jardinería como de los de construcción. Así, y con algunos estudios complementarios, adquirió las habilidades necesarias para convertirse en un arquitecto competente y profesional. Brown diseñaba paisajes a los aristócratas de su tiempo. Sus trabajos se caracterizaron por su apariencia natural, dando la impresión de no haber sido planeados. No creaba jardines sino más bien paisajes. El apodo «Capability» (capacidad en español) se lo dio él mismo: adquirió la costumbre, en cuanto estudiaba una finca, de anunciar a sus clientes que tenía capacidad de realizar aquel determinado trabajo, y de ahí proviene su apodo. 
Tras la muerte de Lord Cobhan, en 1749, Brown decidió trabajar de forma independiente. Se trasladó a Hammersmith, que era entonces un pueblo situado al oeste de Londres, y comenzó allí su carrera de profesional autónomo. Su gran capacidad de trabajo le permitió, desde entonces, realizar multitud de obras por encargo de los aristócratas más afamados de su tiempo, a cuyos jardines dotó de una naturalidad paisajística sorprendente e incluso fuertemente criticada por sus detractores, entre los que cabe mencionar al artista John Constable, al poeta Richard Owen Cambridge, o a sir William Chambers, el diseñador de los Jardines de Kew.

## Paisajismo de jardines

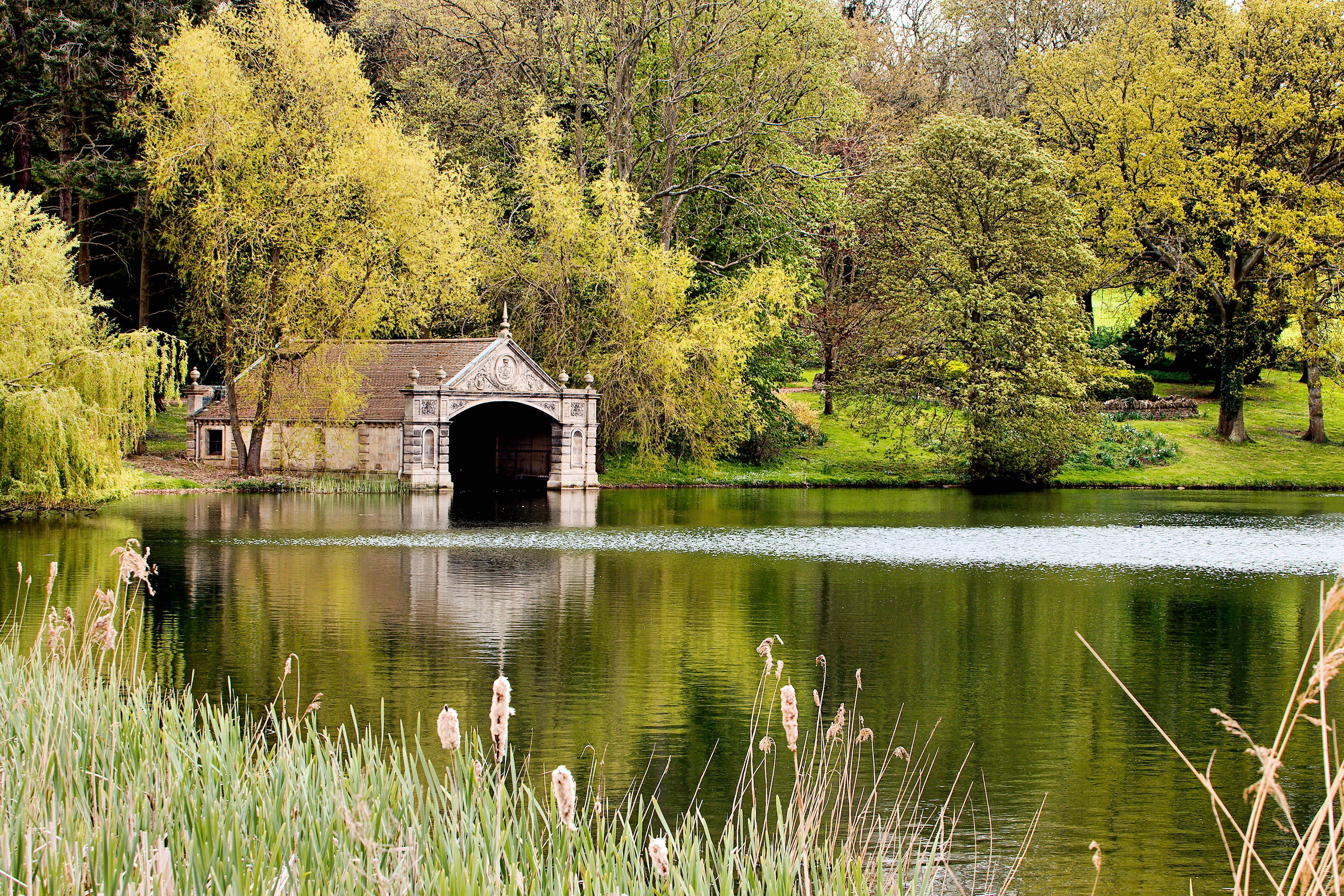
Burghley House

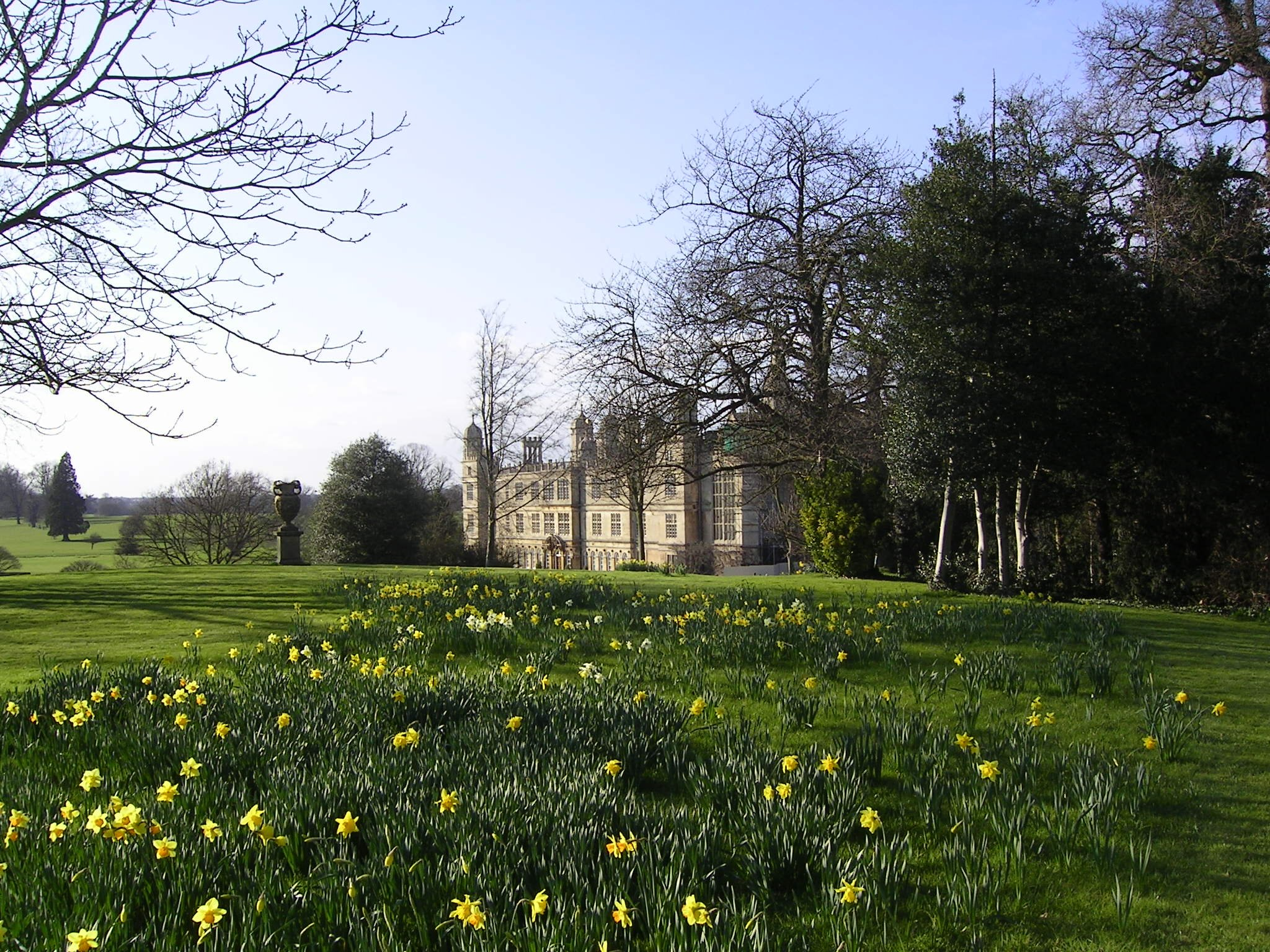
Burghley House

Se estima que Brown fue responsable del diseño de más de 170 jardines que rodean las mejores casas de campo y fincas en Gran Bretaña. Su trabajo aún perdura en Croome Court (donde también diseñó la casa), Blenheim Palace, Warwick Castle, Harewood House, Badminton House, Appuldurcombe House, Milton Abbey (y la vecina aldea de Milton Abbas), en rastros en los Kew Gardens y en muchos otros lugares. Su estilo de prados suaves y ondulantes, que dan directamente a la casa, grupos, cinturones y árboles dispersos y sus laberínticas lagunas formadas por represas invisibles en pequeños ríos, fueron un nuevo estilo dentro del paisaje inglés, una forma de jardinería paisajística «sin jardín», que arrasó con casi todos los restos de estilos formados previamente.
Sus paisajes estuvieron a la vanguardia de la moda. Eran fundamentalmente diferentes de lo que reemplazaron, los conocidos jardines formales de Inglaterra que fueron criticados por Alexander Pope y otros de la década de 1710. Comenzando en 1719, William Kent reemplazó estos con composiciones más naturalistas, que alcanzaron su mayor refinamiento en los paisajes de Brown.
En Hampton Court, Brown se encontró con Hannah More en 1782 y ella describió su manera «gramatical» en términos literarios: «'Ahora allí', dijo, señalando con el dedo, 'hago una coma, y señalando otro punto. Donde un giro más decidido es apropiado, hago un colon, en otra parte, donde es deseable una interrupción para romper la vista, un paréntesis, ahora un punto y luego comienzo otro tema». Los patrones de Brown vieron los paisajes idealizados que estaba creando para ellos en términos de los pintores de paisajes italianos que admiraban y coleccionaban.

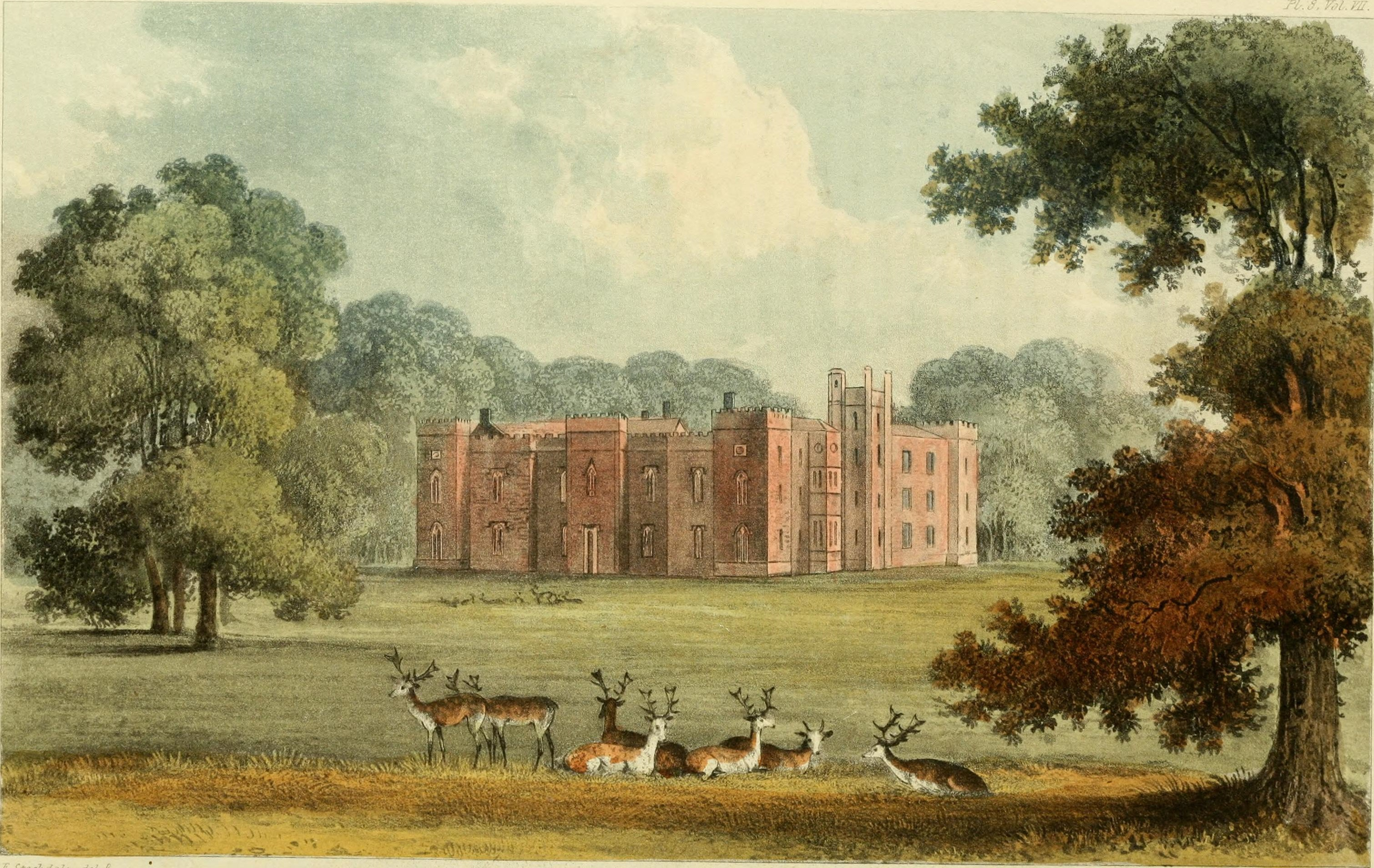
Belhus, Essex. The Repository of arts, literature, commerce, manufactures, fashions and politics (1826)
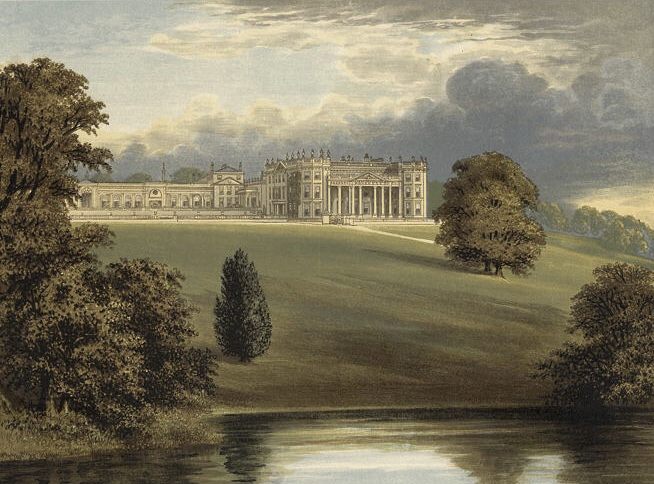
Bowood House from Morris's County Seats 1880
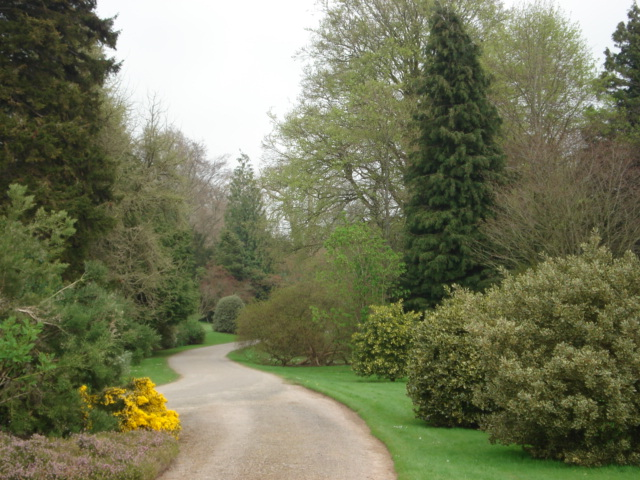
Driveway leading to Berrington Hall
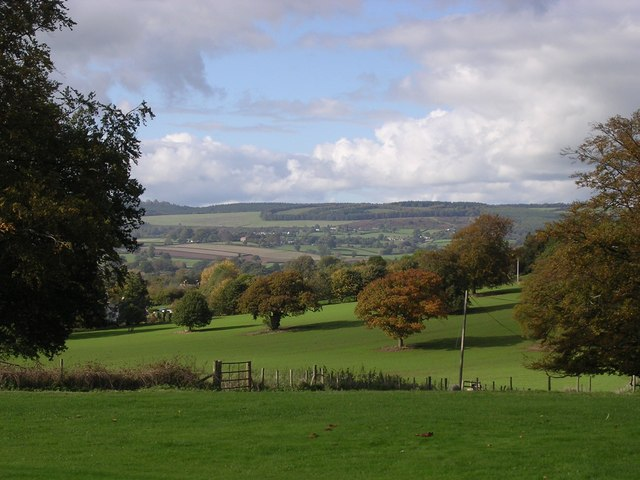
Looking towards the Black Mountains from Berrington Hall

## Jardines y parques
- Adderbury House, Oxfordshire
- Addington Place, Croydon
- Alnwick Castle, Northumberland
- Althorp, Northamptonshire

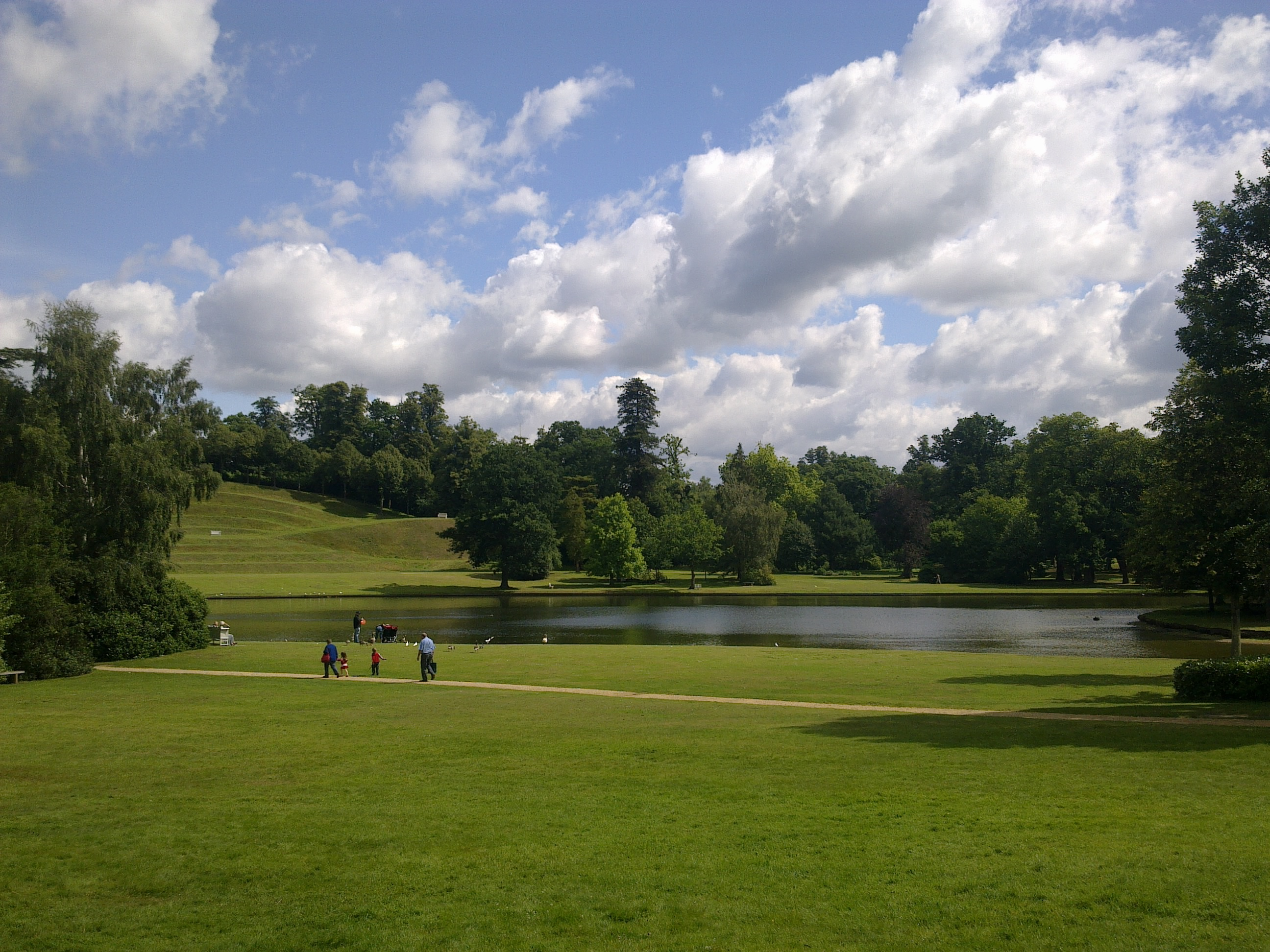
Anfiteatro e isla Claremont

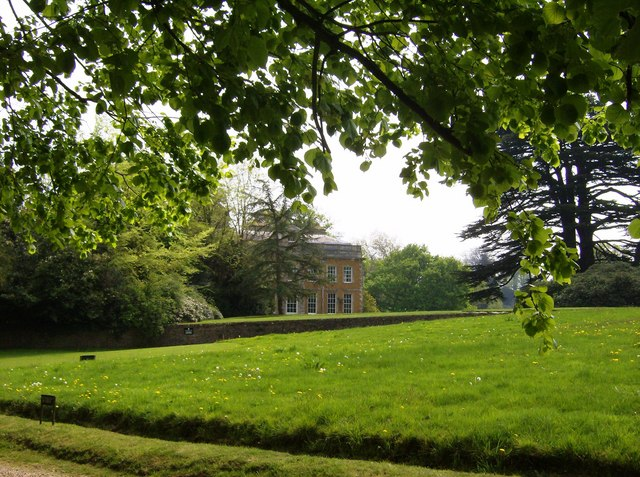
Farnborough Hall

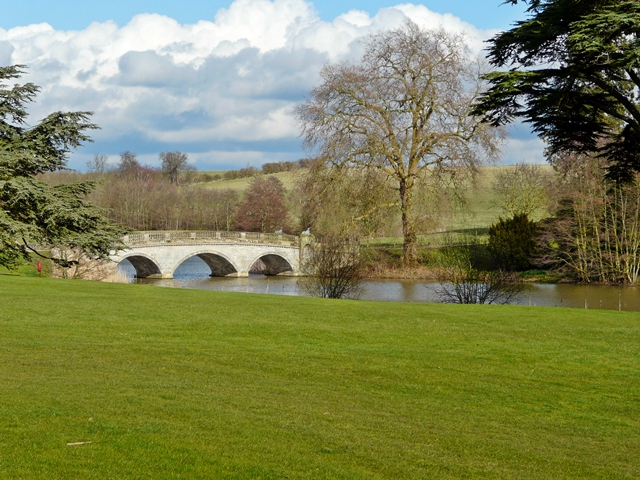
Compton Verney

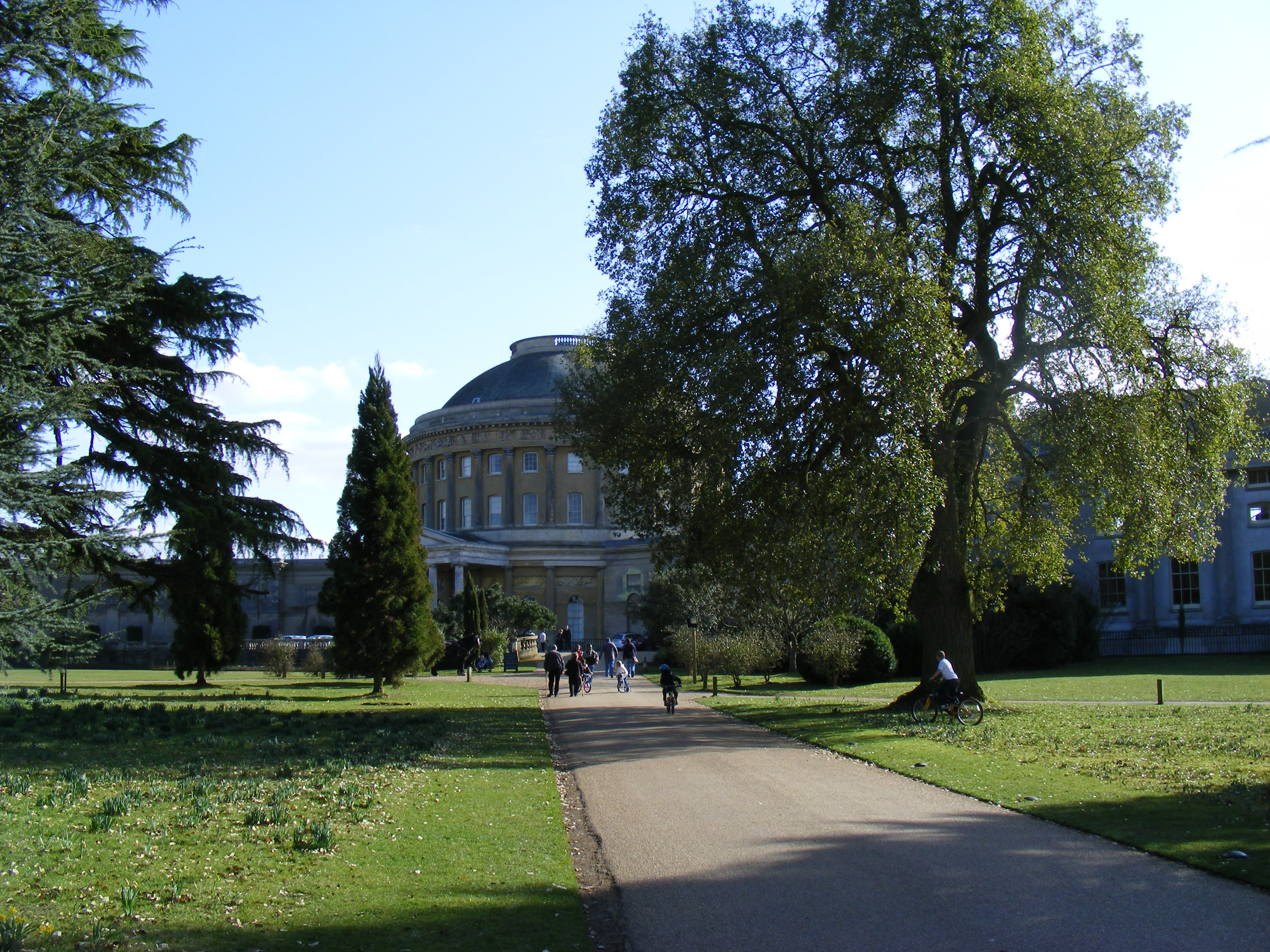
Rotonda en Ickworth House

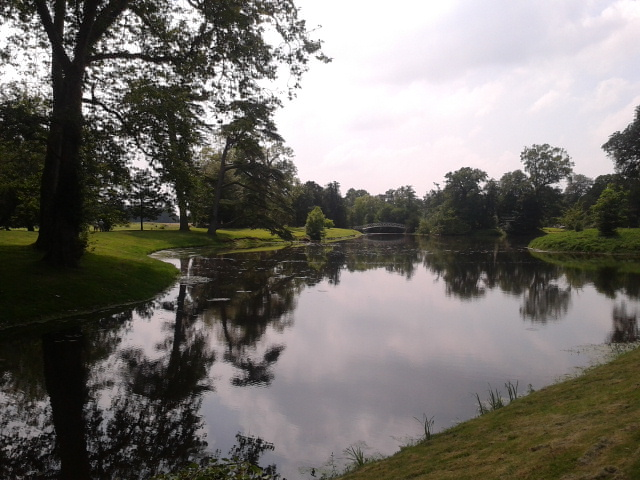
Lago parque Croome

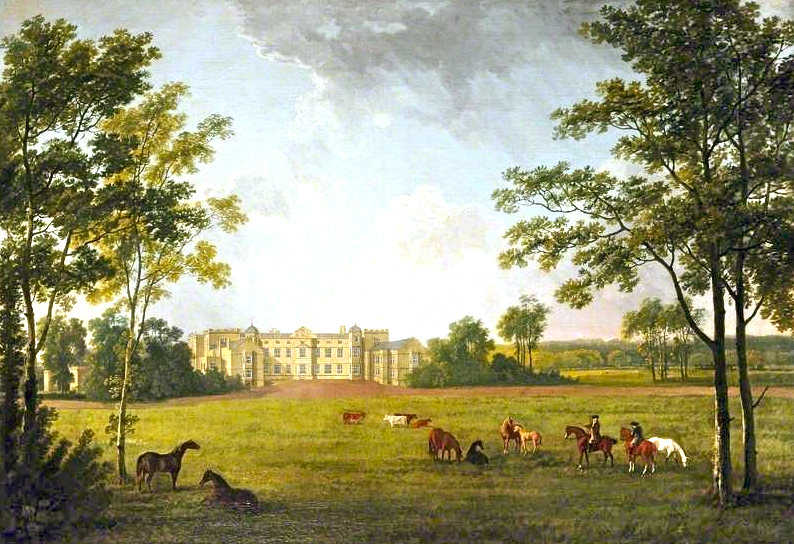
The Entrance Front, Burton Constable 1777

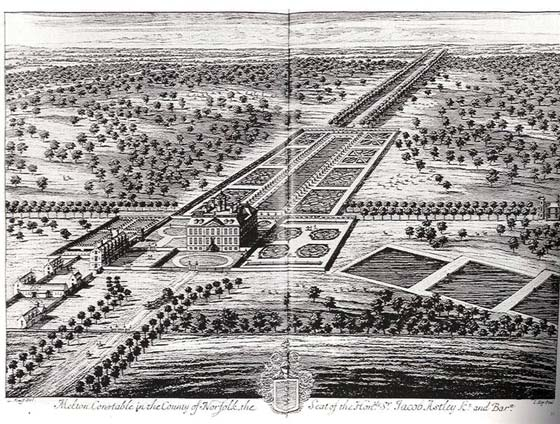
Melton Constable Hall. Diseño de Brown

- Ampthill Park, Ampthill, Bedfordshire
- Ancaster House, Richmond, Surrey
- Appuldurcombe House, Isle of Wight
- Ashburnham Place, East Sussex
- Ashridge House, Hertfordshire
- Aske Hall, North Yorkshire
- Astrop Park, Northamptonshire
- Audley End, Essex
- Aynhoe Park, Northamptonshire
- The Backs, Cambridge
- Badminton House, Gloucestershire
- Ballyfin House, Ireland
- Basildon Park, Berkshire
- Battle Abbey, East Sussex
- Beaudesert, Staffordshire
- Beechwood, Bedfordshire
- Belhus, Essex
- Belvoir Castle, Leicestershire
- Benham, Berkshire
- Benwell Tower, near Newcastle upon Tyne
- Berrington Hall, Herefordshire
- Blenheim Palace, Oxfordshire
- Boarstall, Buckinghamshire (unknown if work carried out)
- Bowood House, Wiltshire
- Branches Park, Cowlinge, Suffolk
- Brentford, Ealing
- Brightling Park, Sussex
- Broadlands, Hampshire
- Brocklesby Park, Lincolnshire
- Burghley House, Lincolnshire
- Burton Constable Hall, East Riding of Yorkshire
- Burton Park, Sussex
- Burton Pynsent, Somerset
- Byram, West Yorkshire
- Cadland, Hampshire
- Capheaton Hall, Northumberland
- Cardiff Castle, Cardiff
- Castle Ashby House, Northamptonshire
- Caversham, Berkshire
- Chalfont House, Buckinghamshire
- Charlecote, Warwickshire
- Charlton, Wiltshire
- Chatsworth House, Derbyshire
- Chilham Castle, Kent
- Chillington Hall, West Midlands
- Church Stretton Old Rectory, Shropshire
- Clandon Park, Surrey
- Claremont House, Surrey
- Clumber Park, Nottinghamshire
- Compton Verney, Warwickshire
- Coombe Abbey, Coventry
- Corsham Court, Wiltshire
- Croome Park, Worcestershire
- Dodington Park, Gloucestershire
- Danson Park, Bexley Borough of London
- Darley Abbey Park, Derby
- Euston Hall, Suffolk
- Farnborough Hall, Warwickshire
- Fawley Court, Oxfordshire
- Gatton Park, Surrey
- Grimsthorpe Castle, Lincolnshire
- Hampton Court Palace, Surrey
- Harewood House, Leeds
- Heveningham Hall, Suffolk
- Highclere Castle, Hampshire
- Highcliffe Castle, Dorset
- Himley Hall, Staffordshire
- Holkham Hall, Norfolk
- Holland Park, London
- The Hoo, Hertfordshire
- Hornby Castle, North Yorkshire
- Howsham, near York
- Ickworth, Suffolk
- Ingestre, Staffordshire
- Ingress Abbey, Kent
- Kelston, Somerset
- Kew Gardens, South West London
- Kiddington Hall, Oxfordshire
- Kimberley, Norfolk
- Kimbolton Castle, Cambridgeshire
- King's Weston House, Bristol
- Kirkharle, Northumberland
- Kirtlington, Oxfordshire
- Knowsley, near Liverpool
- Kyre Park, Herefordshire
- Lacock Abbey, Wiltshire
- Laleham Abbey, Surrey
- Langley, Berkshire
- Langley Park, Norfolk
- Latimer, Buckinghamshire
- Leeds Abbey, Kent
- Littlegrove, Barnet, London
- Lleweni Hall, Clwyd
- Longford Castle, Wiltshire
- Longleat, Wiltshire
- Lowther, Cumbria
- Luton Hoo, Bedfordshire
- Madingley Hall, Cambridgeshire
- Maiden Earley, Berkshire
- Mamhead, Devon
- Melton Constable Hall, Norfolk
- Milton Abbey, Dorset
- Moccas Court, Herefordshire
- Moor Park, Rickmansworth, Hertfordshire
- Mount Clare, Roehampton, South West London
- Navestock, Essex
- Newnham Paddox, Warwickshire
- Newton Park, Newton St Loe, Somerset
- New Wardour Castle, Wiltshire
- North Cray Place, near Sidcup, Bexley, London
- North Stoneham Park, Eastleigh, Hampshire
- Nuneham Courtenay, Oxfordshire
- Oakley, Shropshire
- Packington Park, Warwickshire
- Paddenswick Manor, West London
- Patshull Hall, Staffordshire
- Paultons Park, Hampshire
- Peper Harow, Surrey
- Peterborough House, Hammersmith, London
- Petworth House, West Sussex
- Pishiobury, Hertfordshire
- Porter's Park, Hertfordshire
- Prior Park, Somerset
- Ragley Hall, Warwickshire
- Redgrave Park, Suffolk
- Roche Abbey, South Yorkshire
- Sandleford, Berkshire
- Savernake Forest, Wiltshire
- Schloss Richmond (Richmond Palace) in Braunschweig, Germany
- Scampston Hall, North Yorkshire
- Sheffield Park Garden, Sussex
- Sherborne Castle, Dorset
- Sledmere House, East Riding of Yorkshire
- Southill Park, Bedfordshire
- South Stoneham House, Southampton, Hampshire
- Stoke Park, Buckinghamshire
- Stowe Landscape Garden
- Syon House, West London
- Temple Newsam, Leeds
- Thorndon Hall, Essex
- Trentham Gardens, Staffordshire
- Ugbrooke Park, Devon
- Wallington, Northumberland
- Warwick Castle, Warwick
- Wentworth Castle, South Yorkshire
- West Hill, Putney, South London
- Weston Park, Staffordshire
- Whitehall, London
- Whitley Beaumont, West Yorkshire
- Widdicombe, near Slapton, Devon
- Wimbledon House, South West London
- Wimbledon Park, South West London
- Wimpole Hall, Cambridgeshire
- Woburn Abbey, Bedfordshire
- Wolterton Hall, Norfolk
- Woodchester, Gloucestershire
- Woodside, Berkshire
- Wootton Place Rectory, Oxfordshire
- Wotton, Buckinghamshire
- Wrest Park, Bedfordshire
- Wrotham Park, Hertfordshire
- Wycombe Abbey, Buckinghamshire
- Wynnstay, Clwyd, Wales
- Youngsbury, Hertfordshire

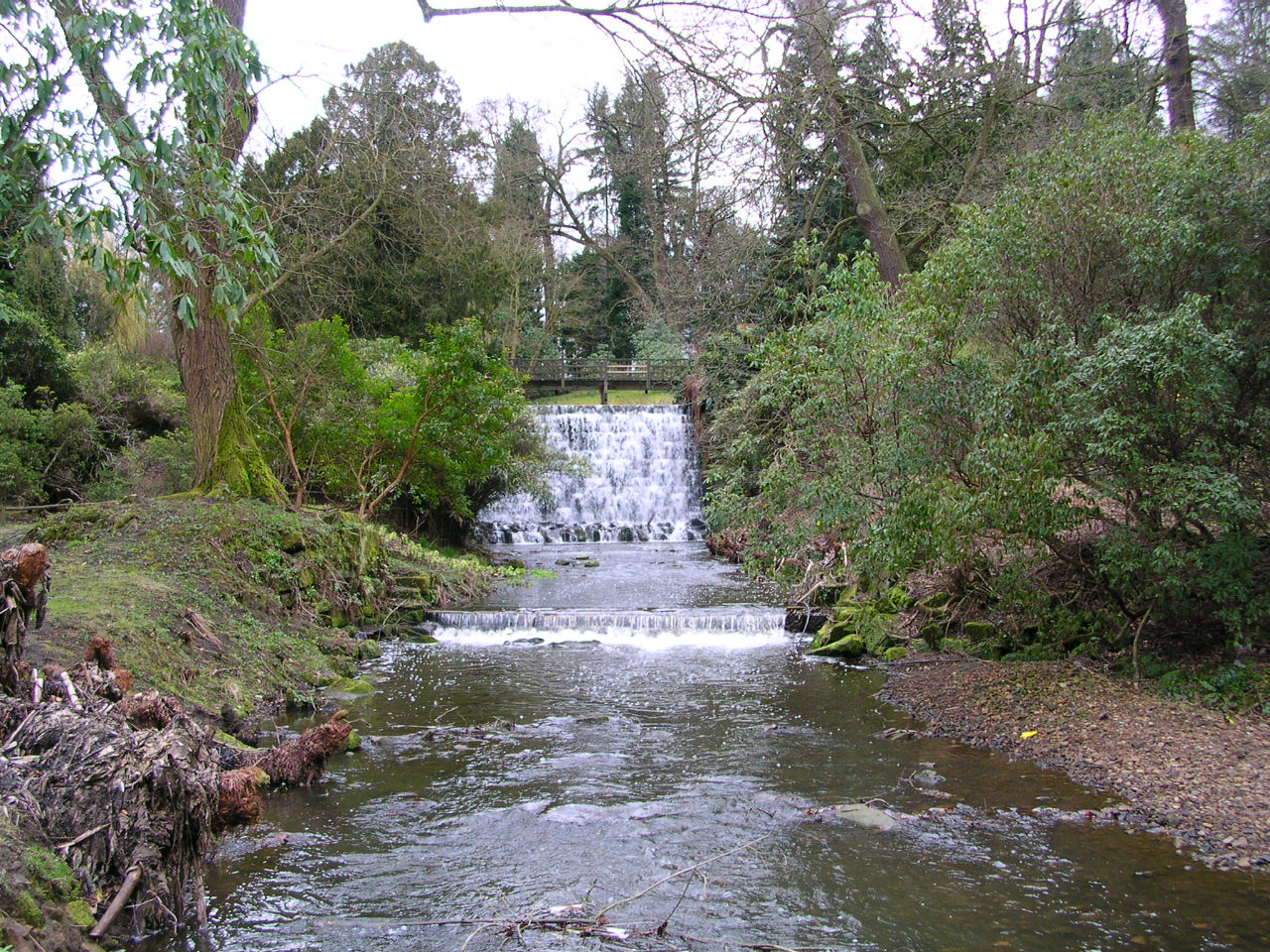
Cascada de la Harewood House
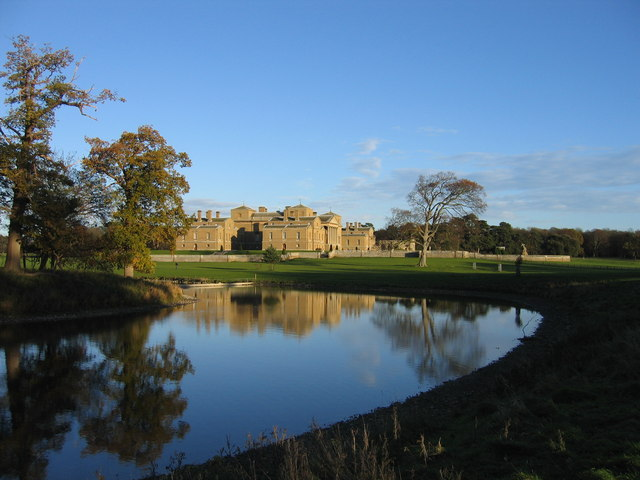
Holkham Hall
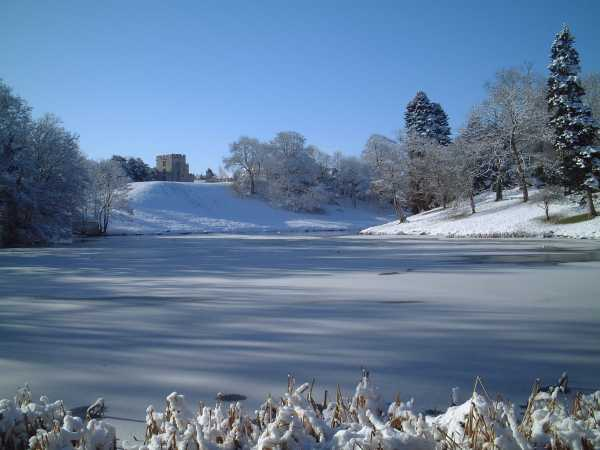
Newton Park
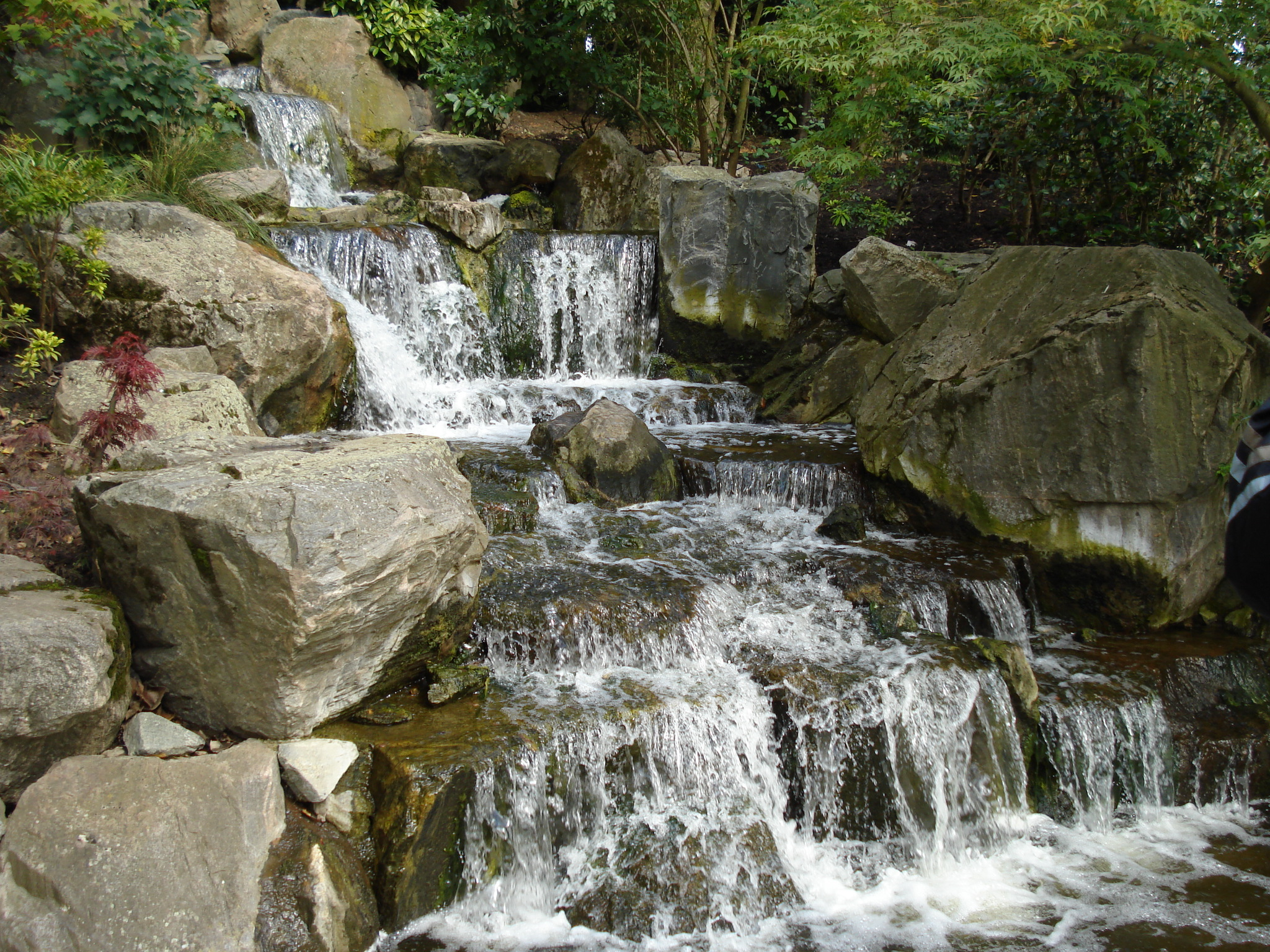
Cascada en parque Holland
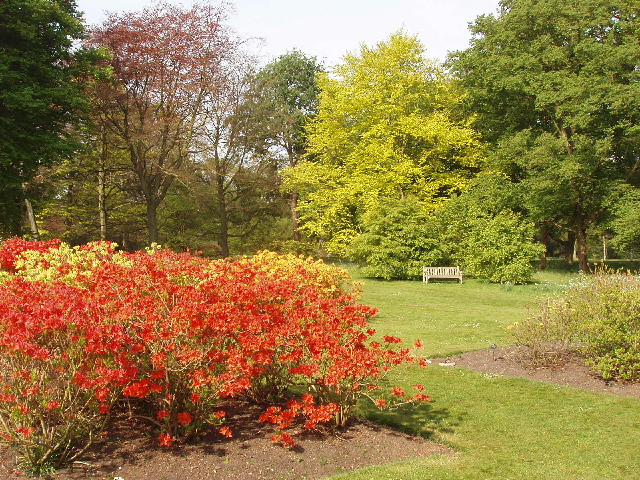
Azaleas en Kew Gardens
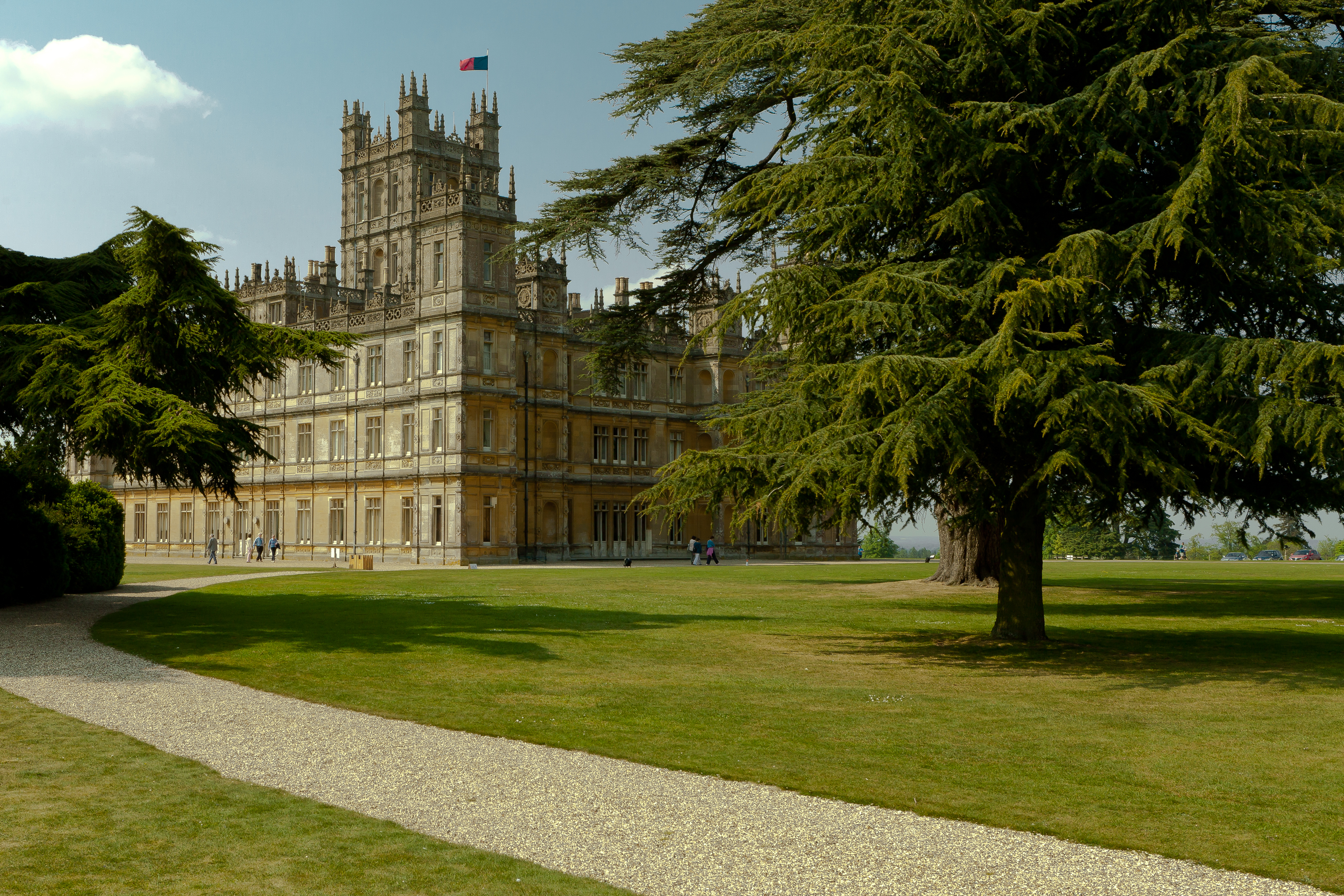
Castillo Highclere
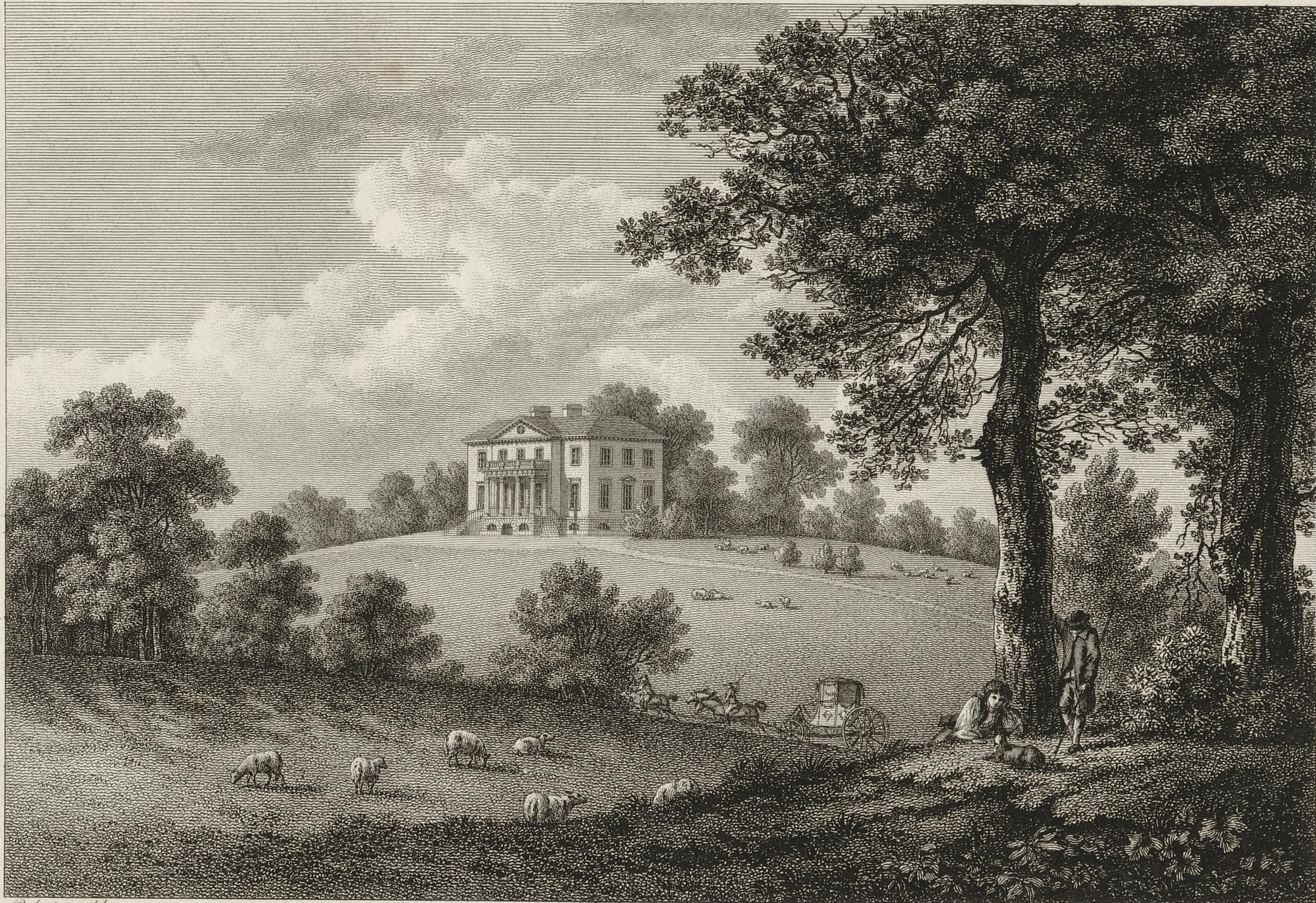
Mount Clare
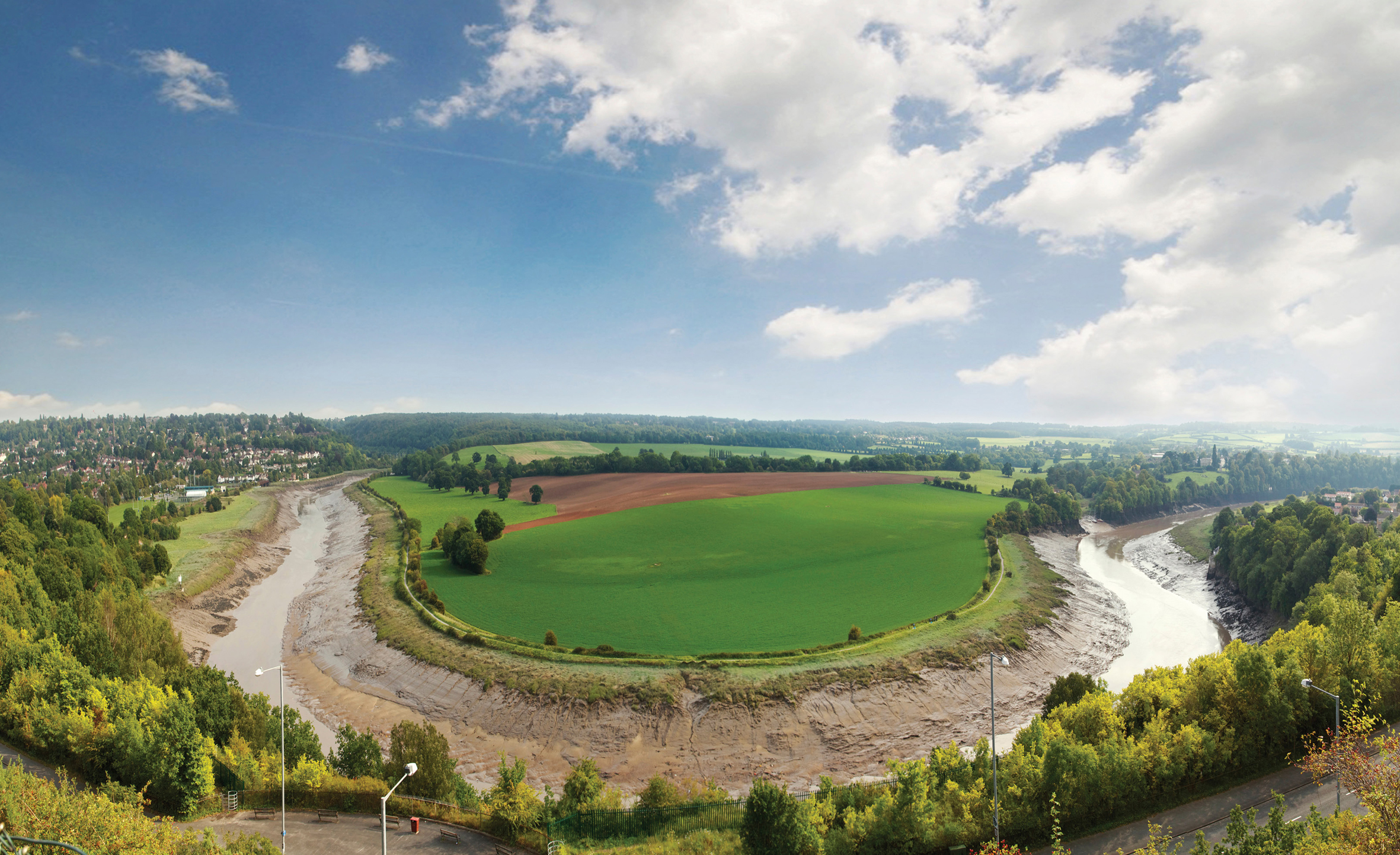
View from Shirehampton Park on the Kings Weston House
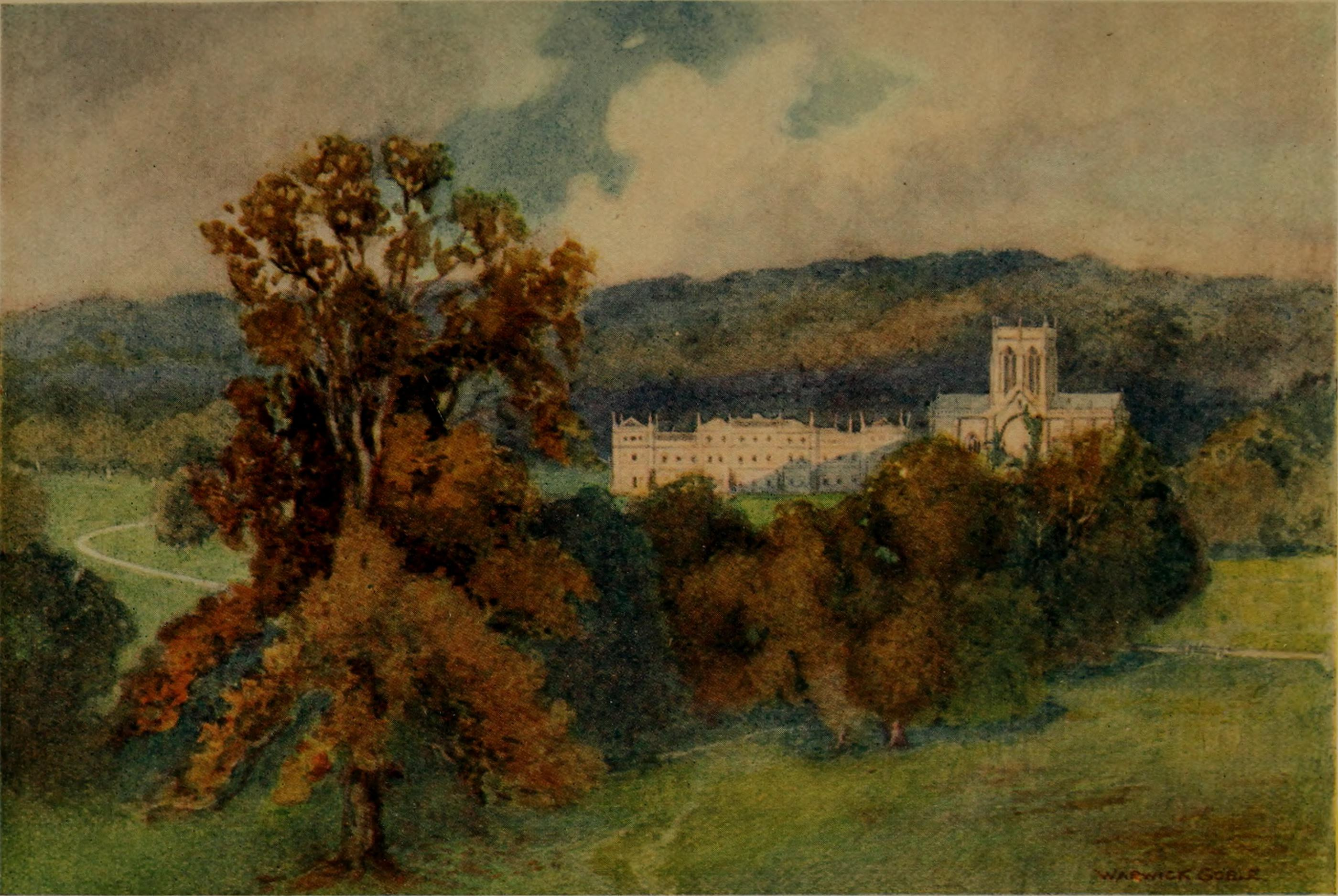
Lacock Abbey
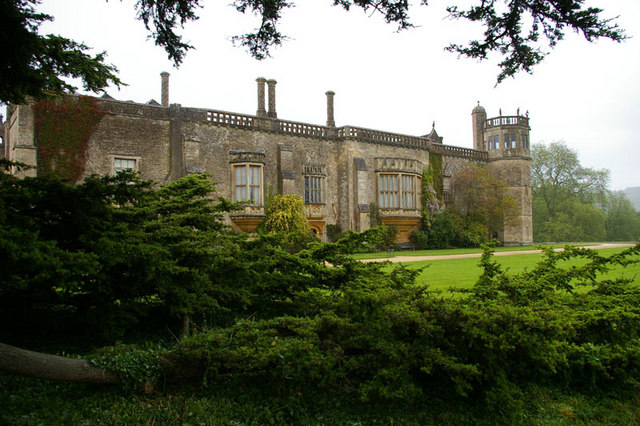
Lacock Abbey

## Galería Blenheim Park

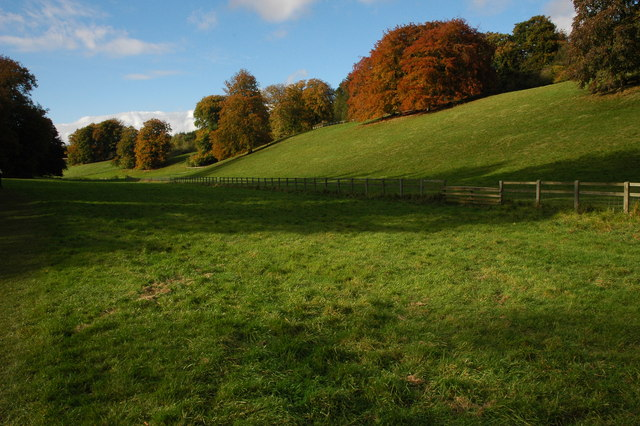
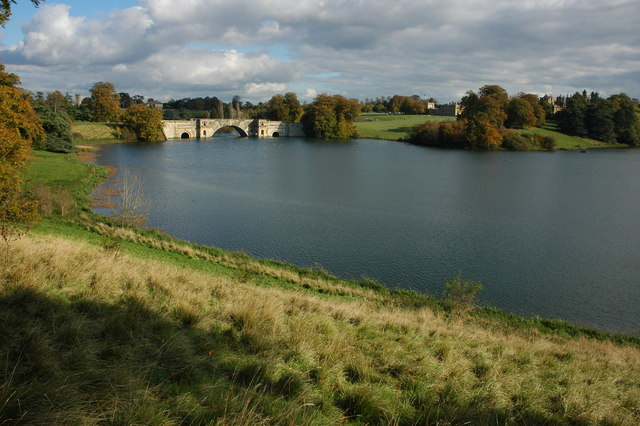
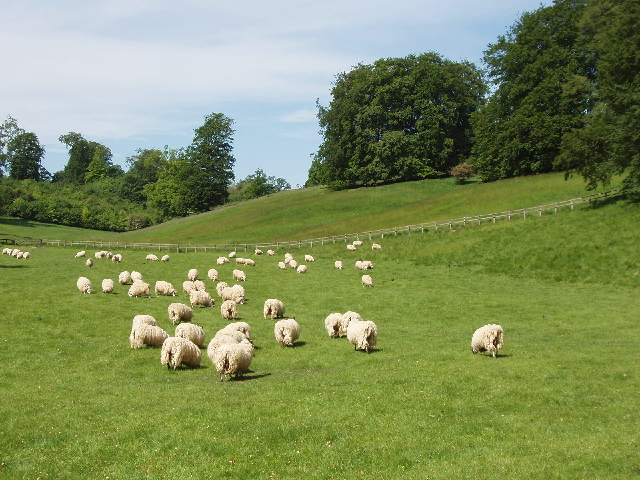
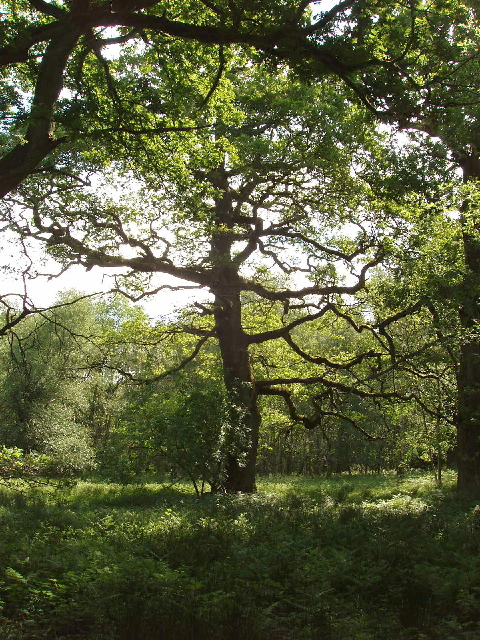
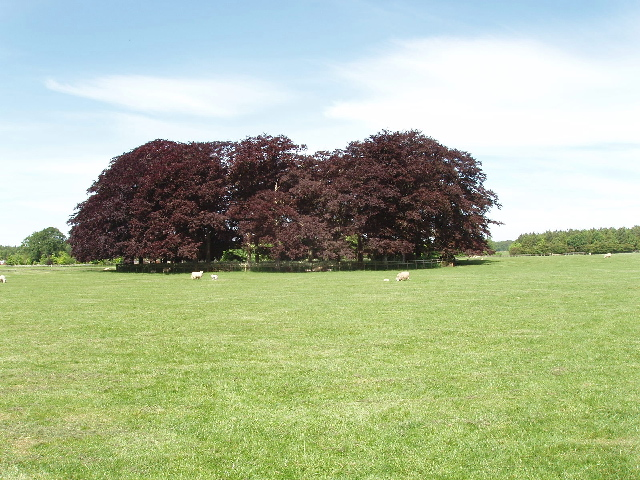
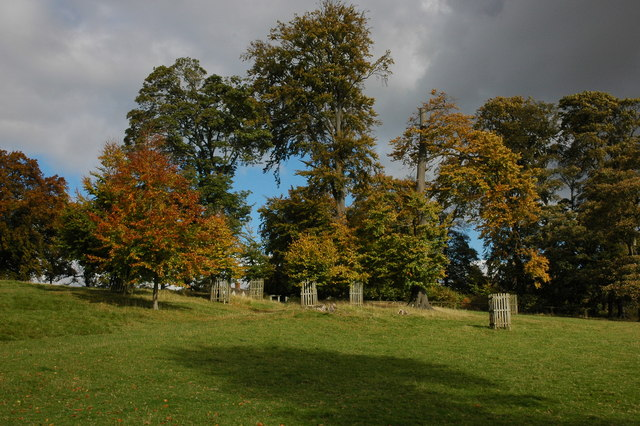
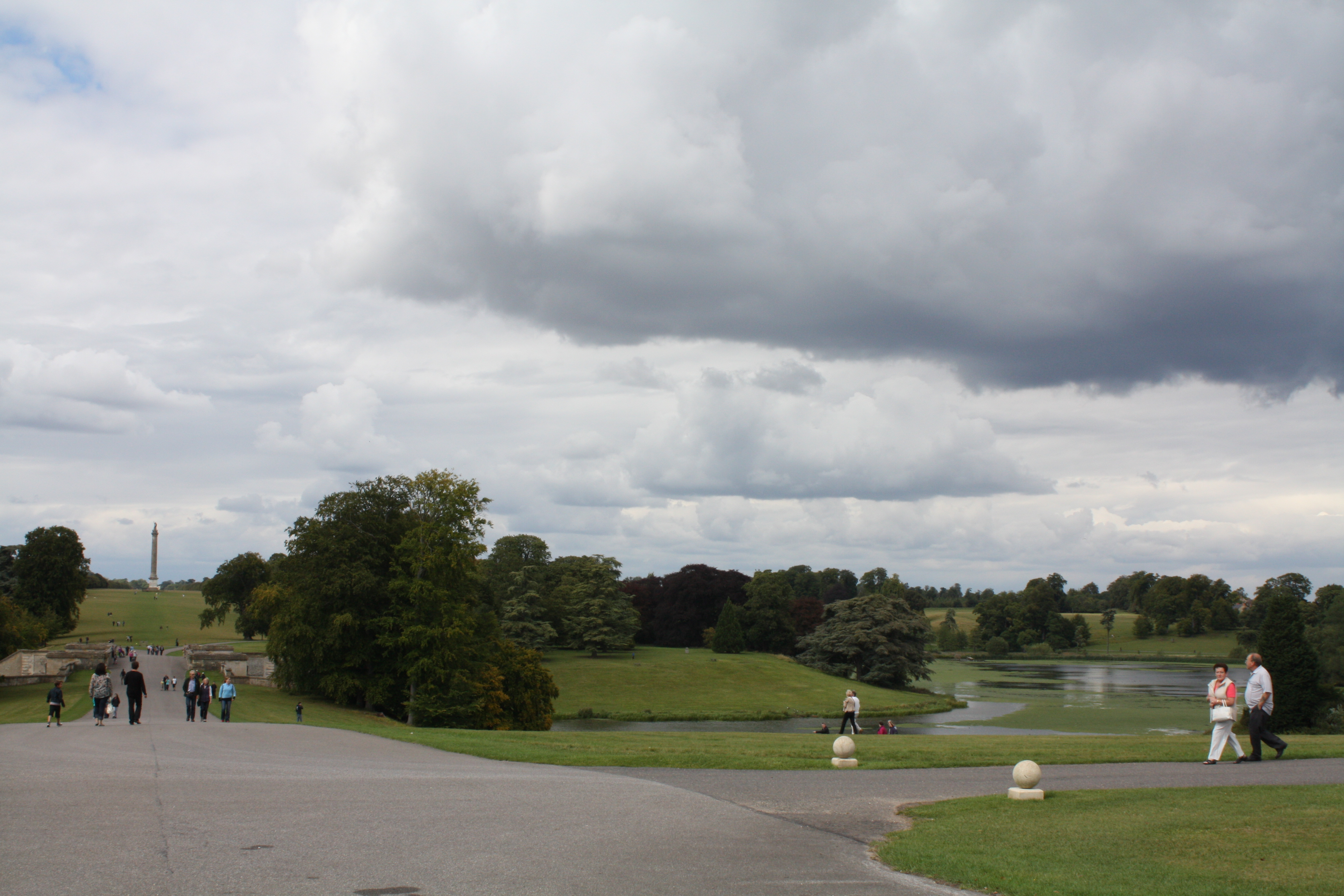
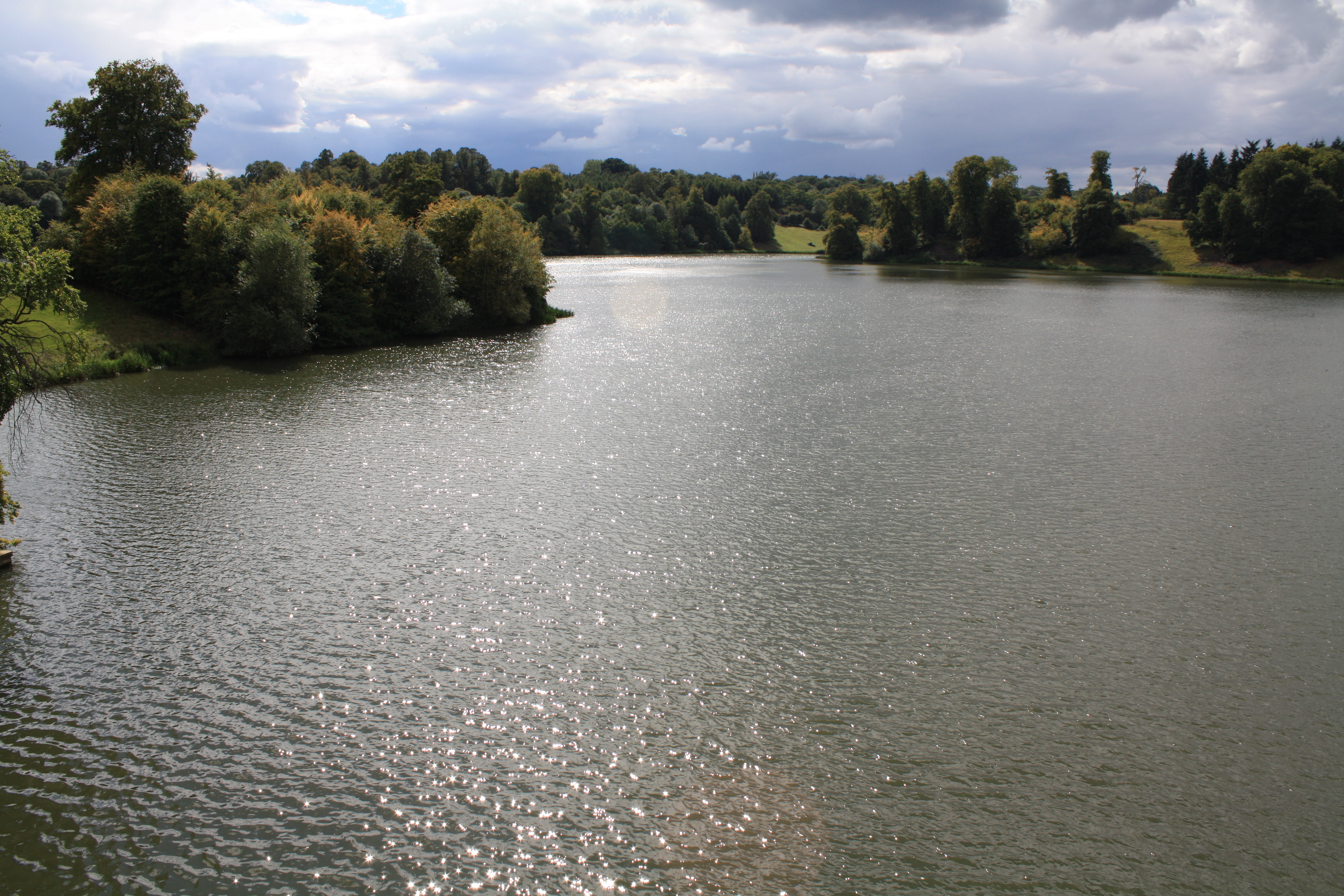
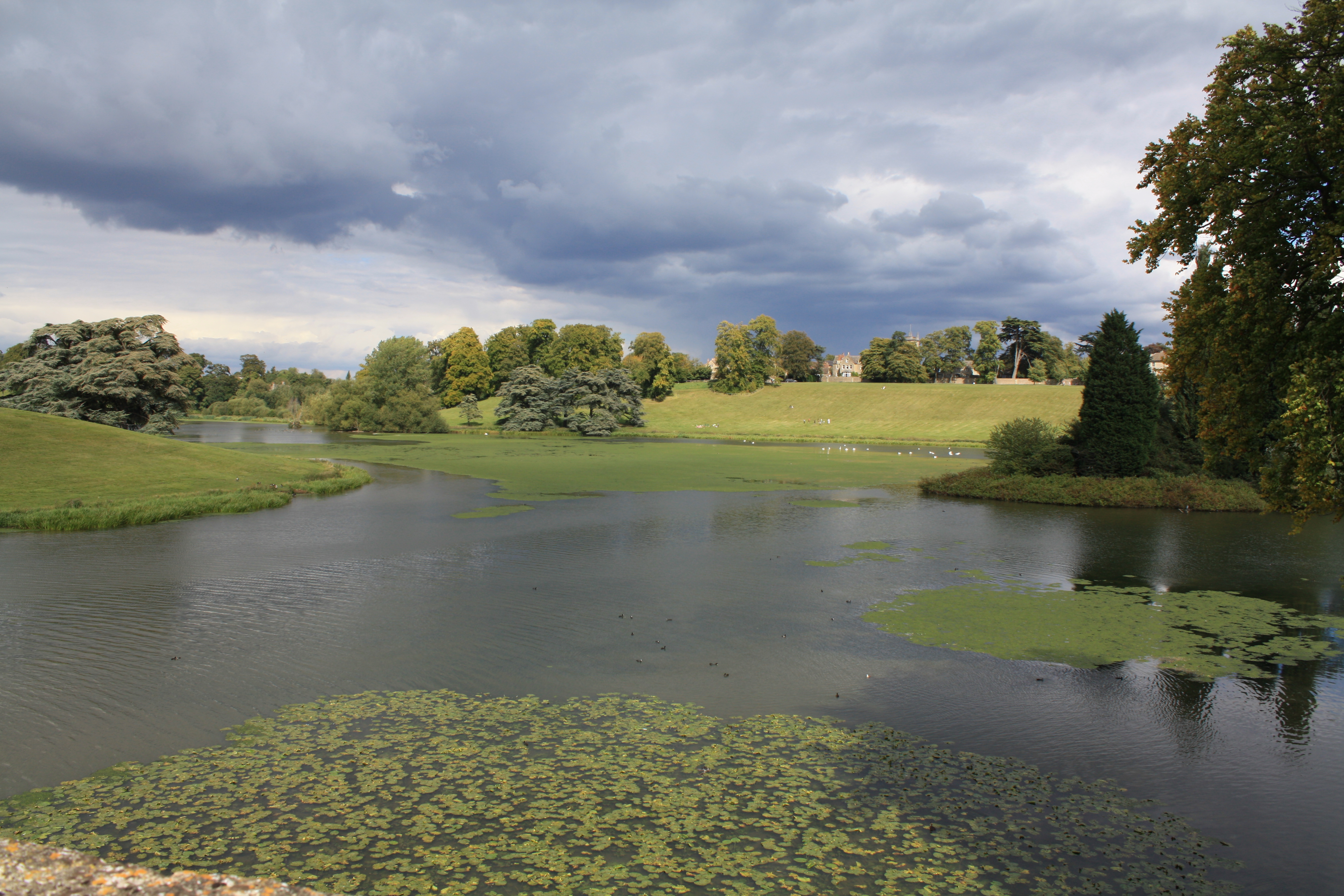
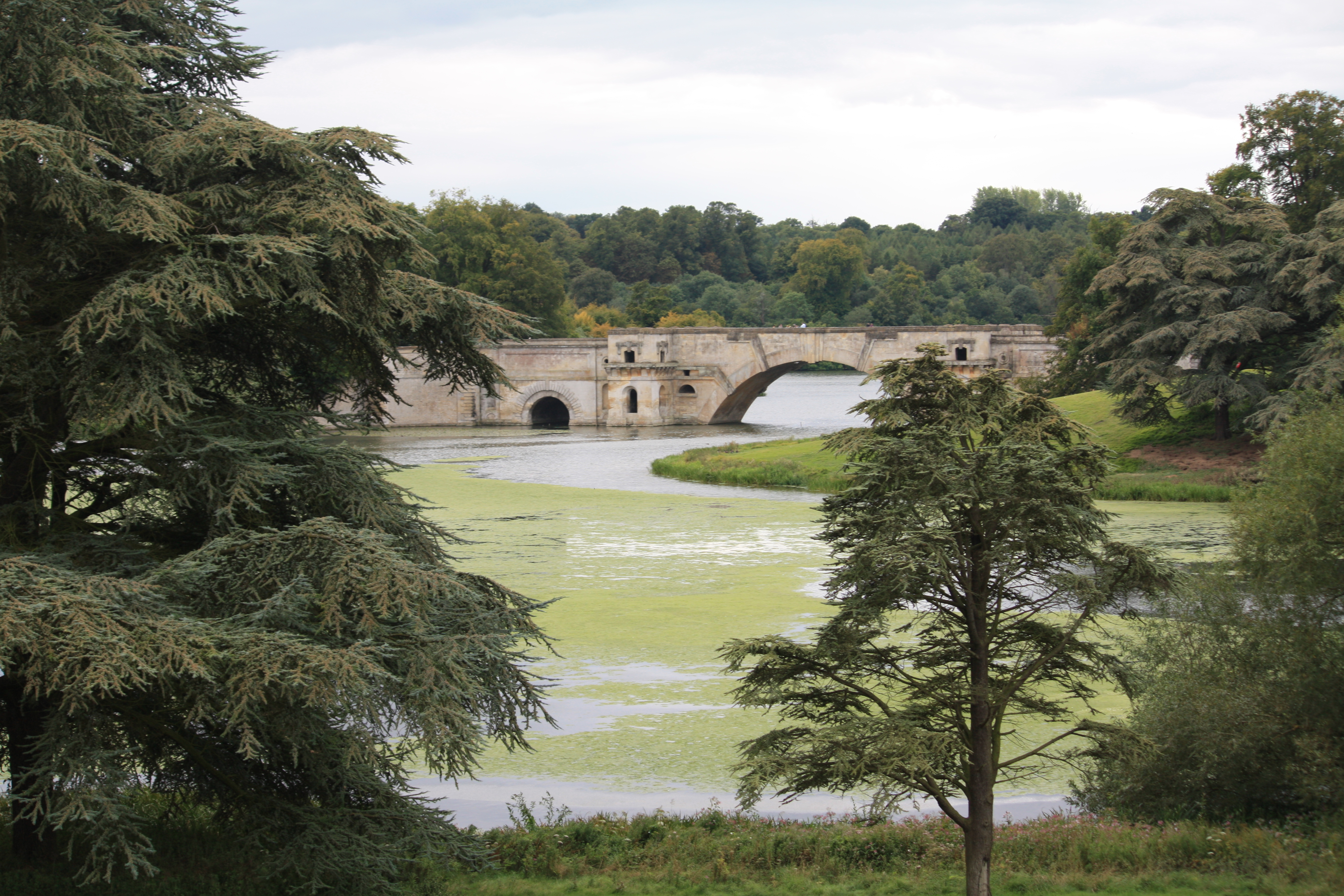
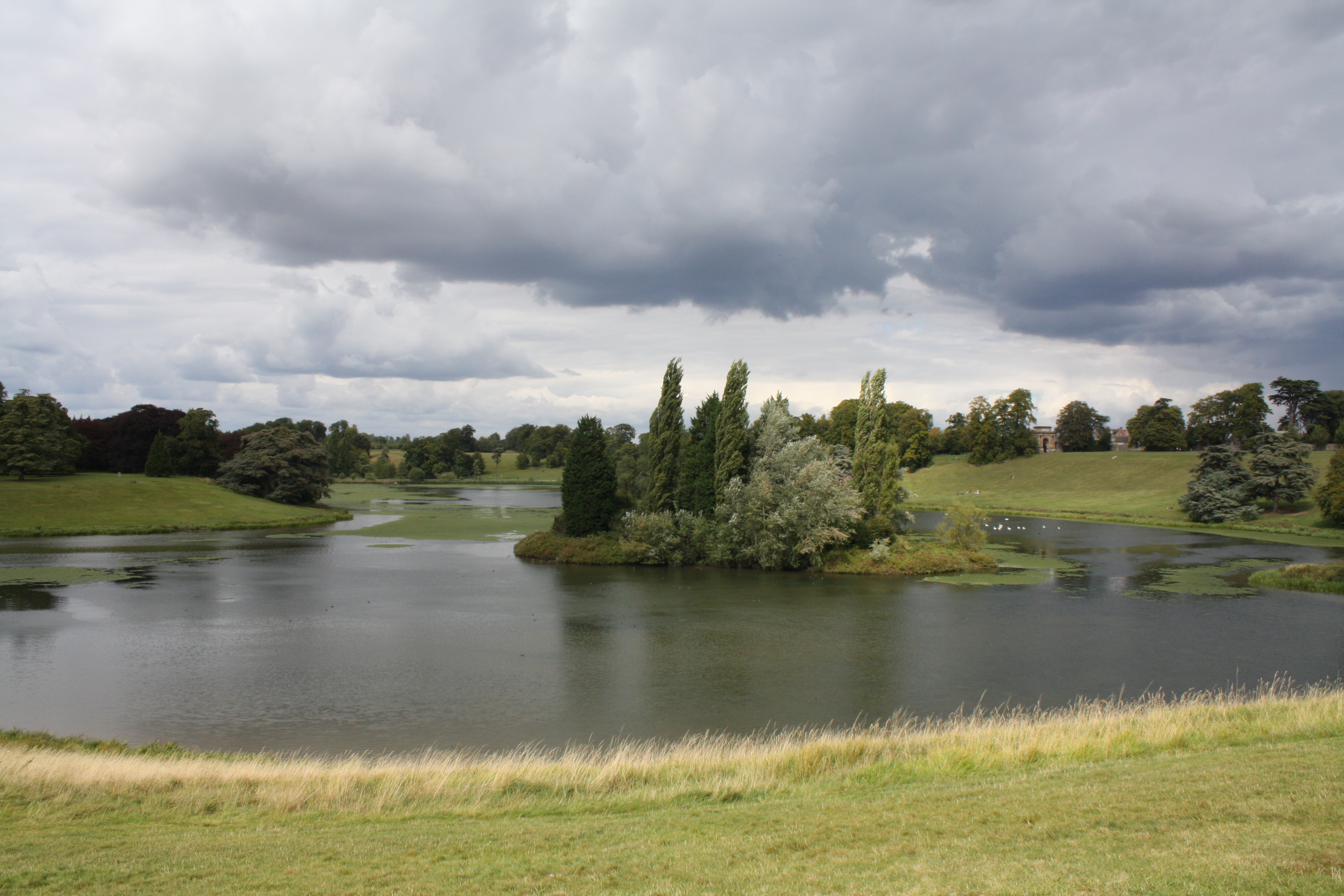
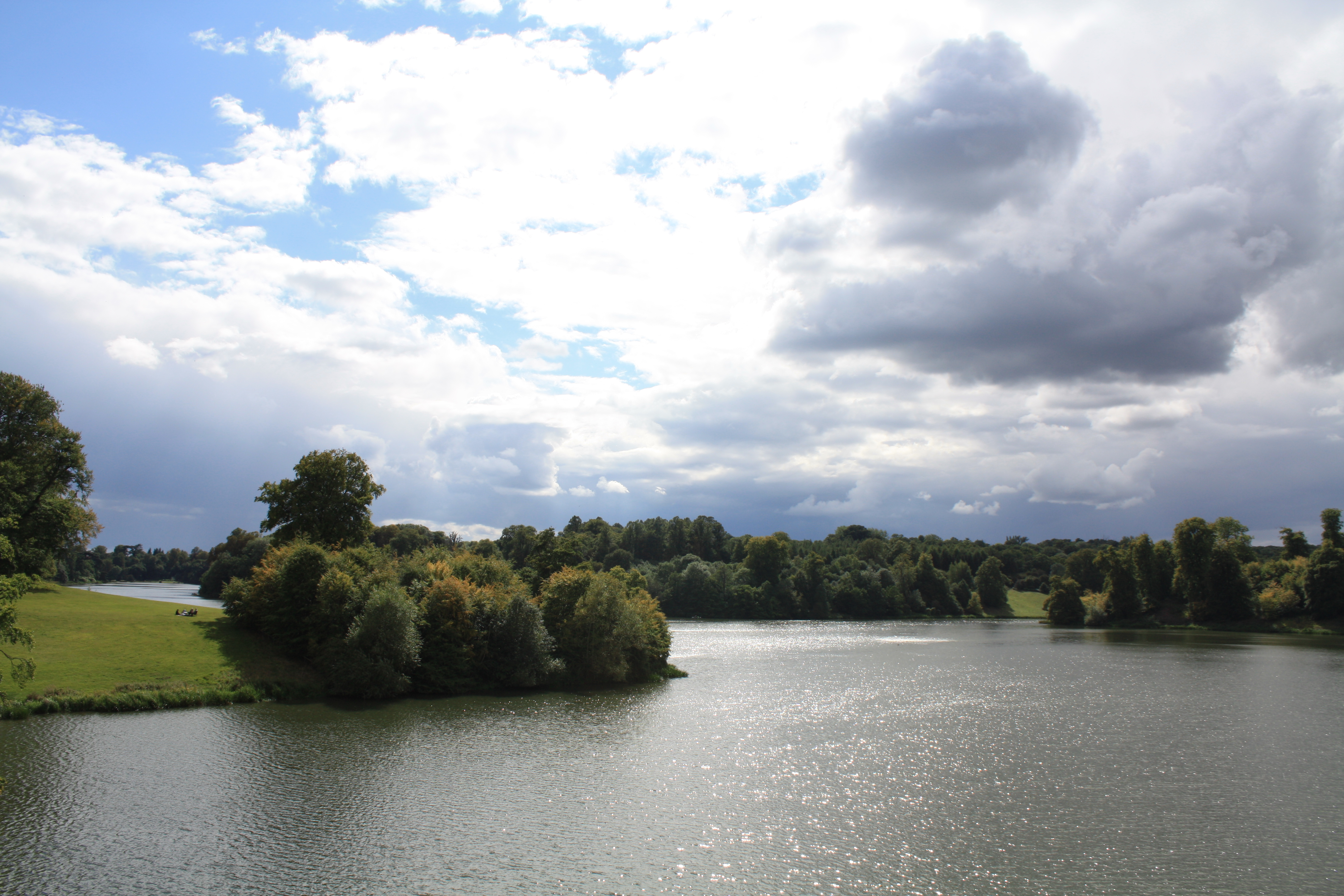
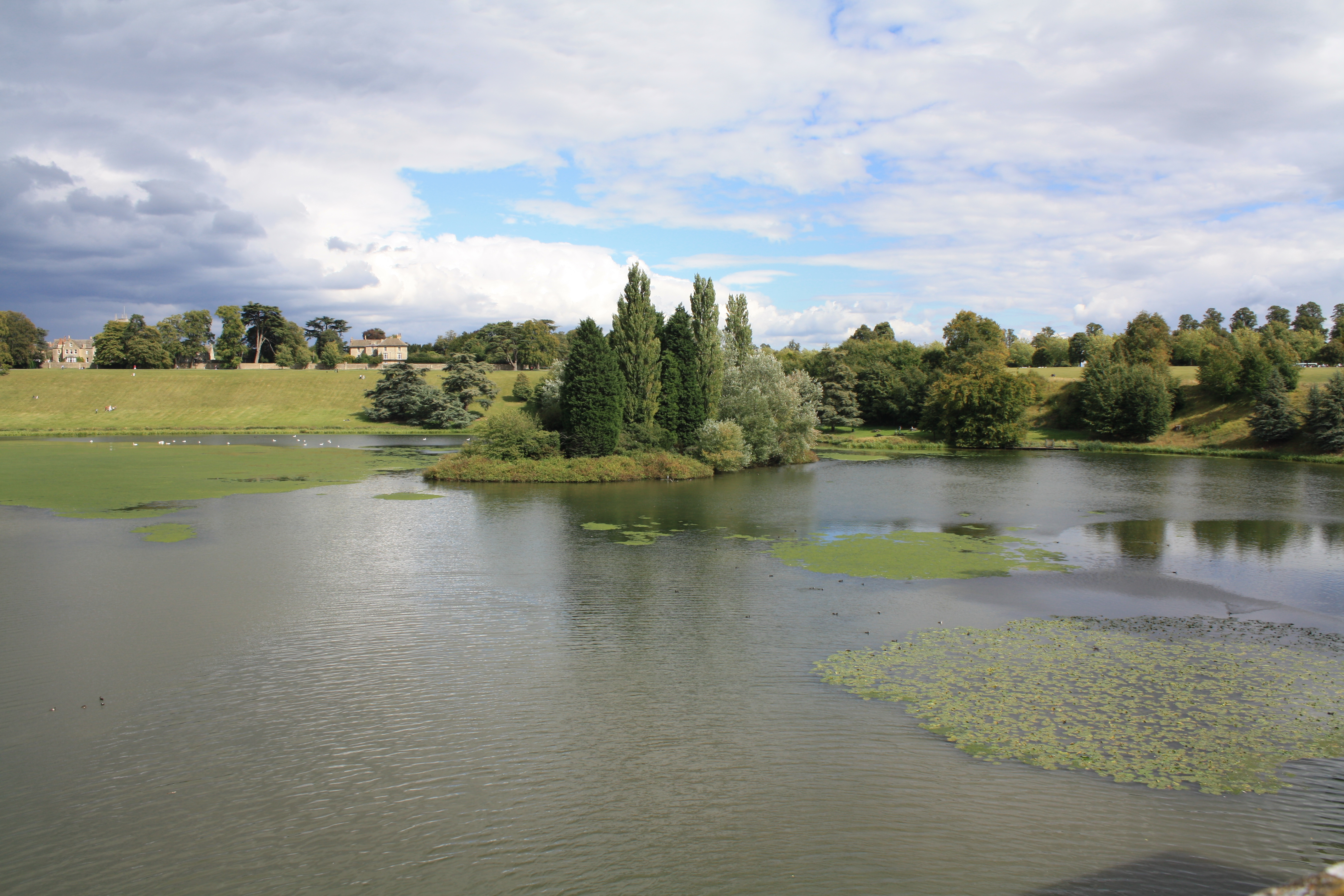
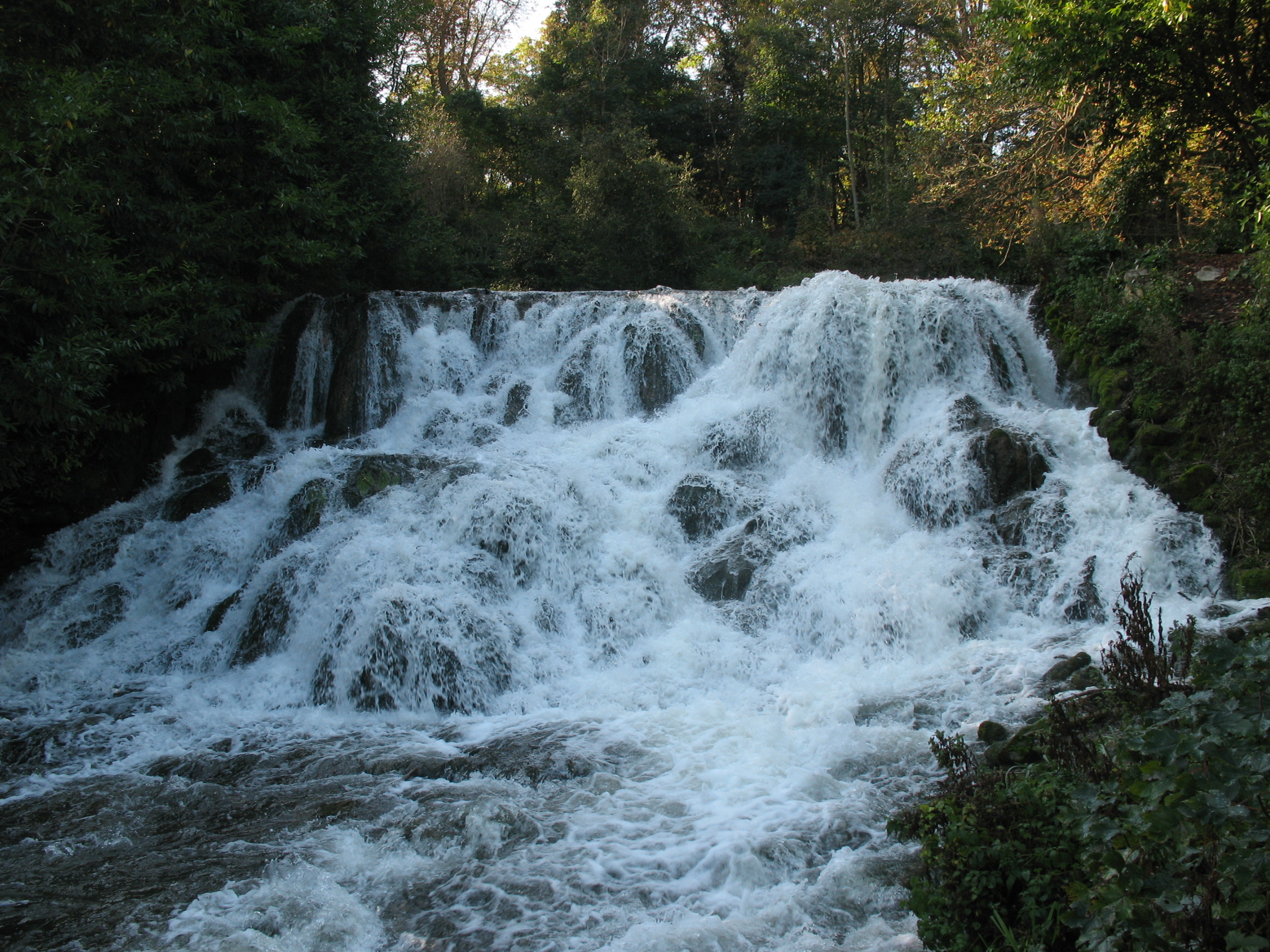
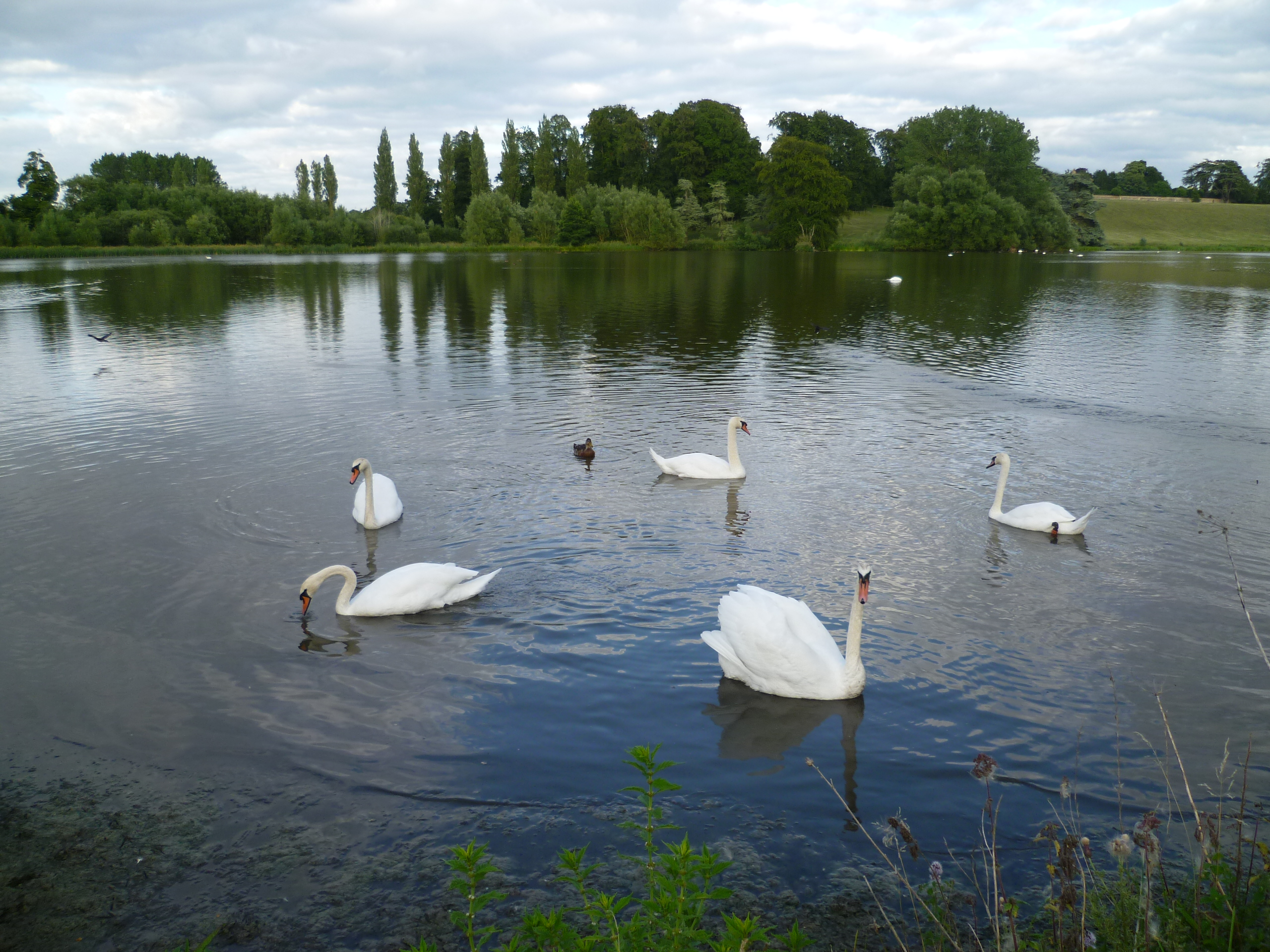
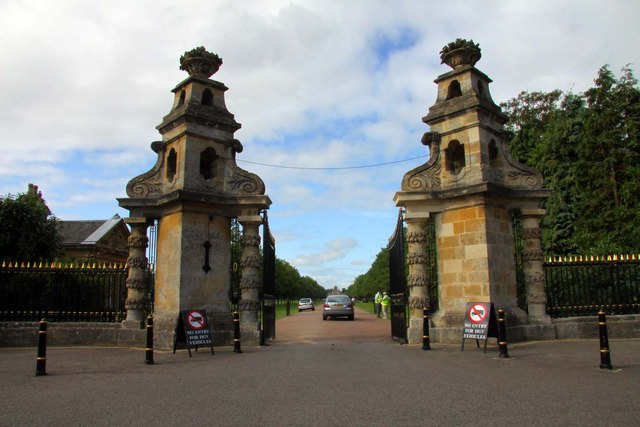
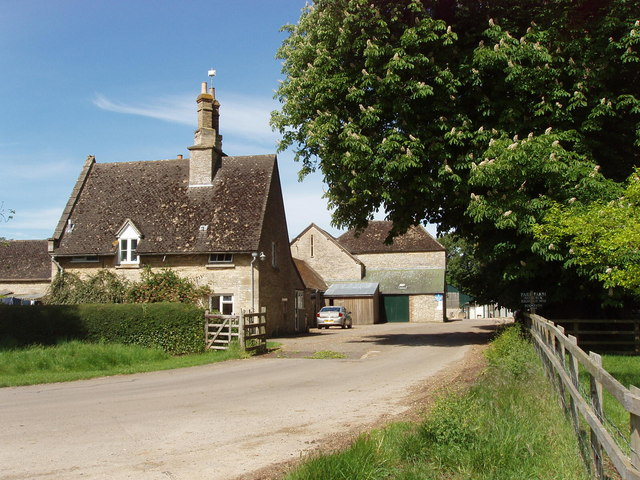
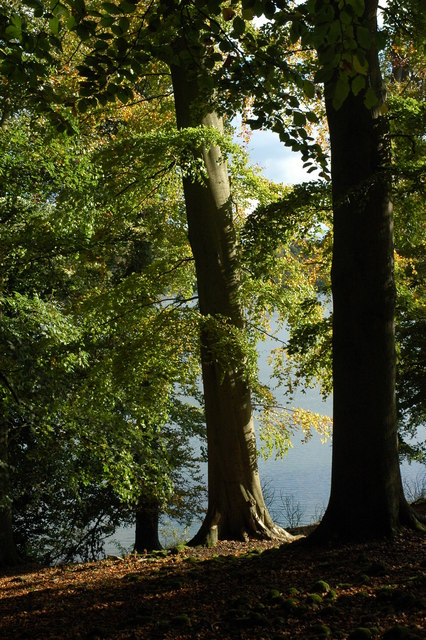
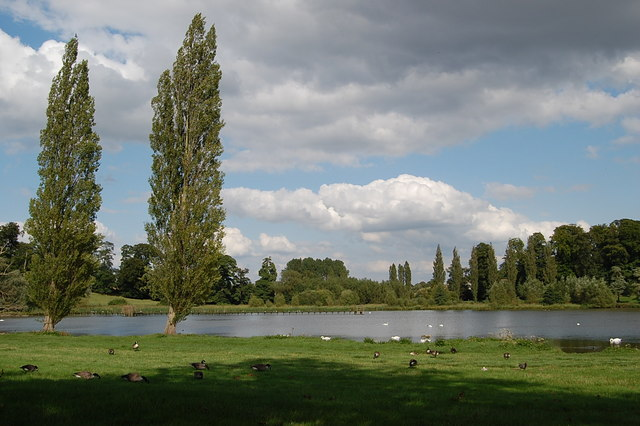
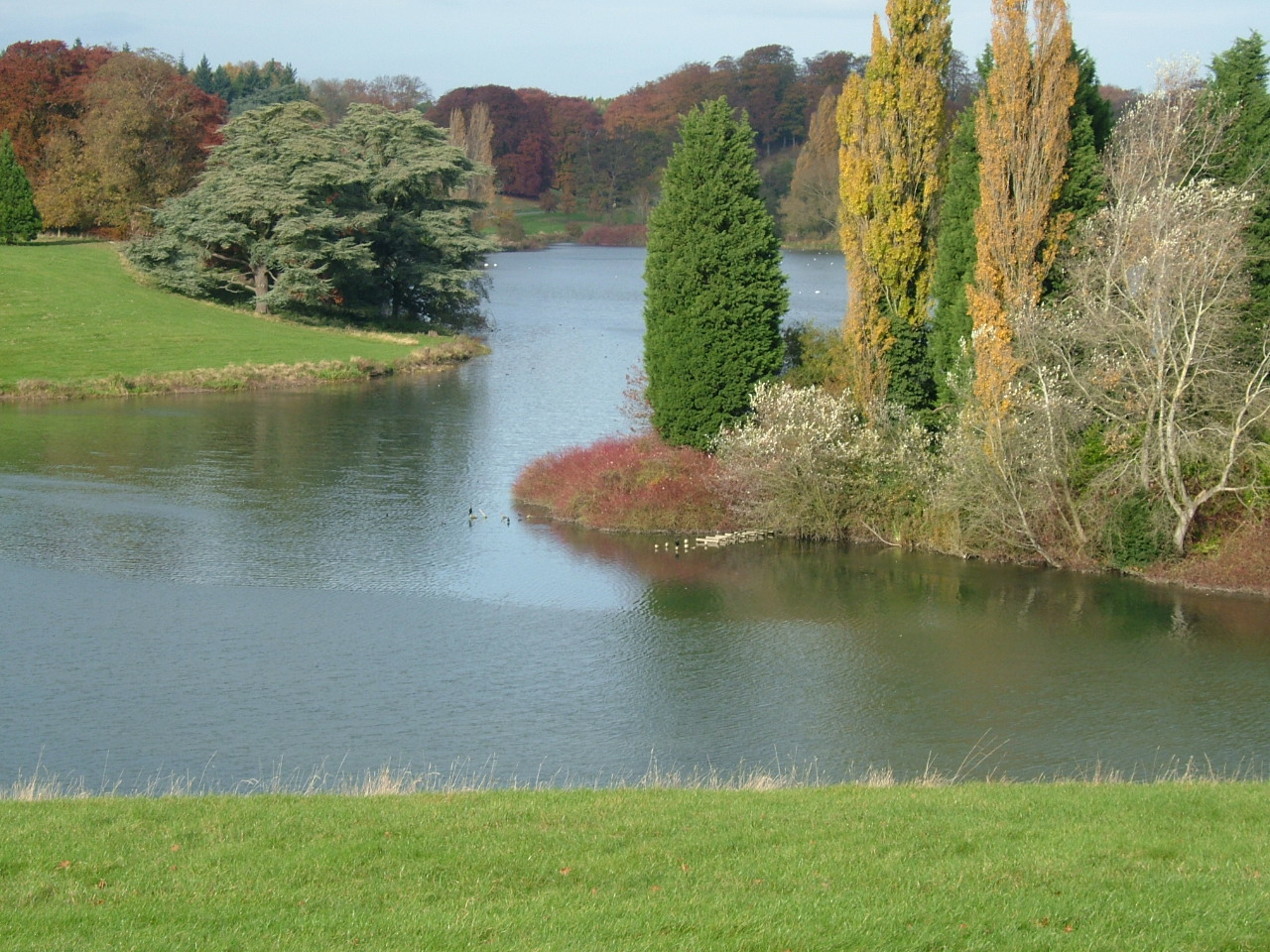
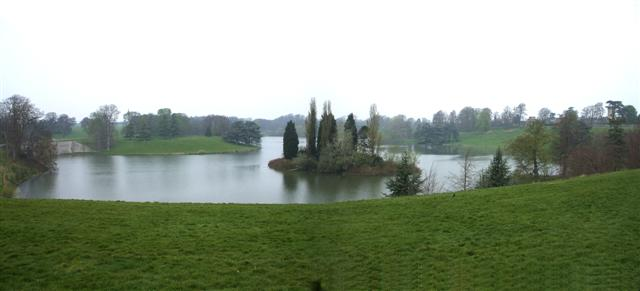
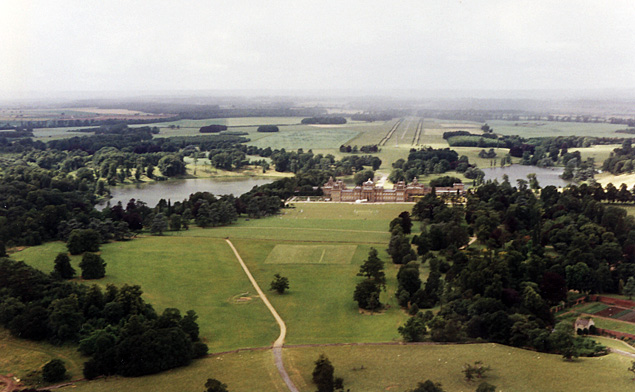
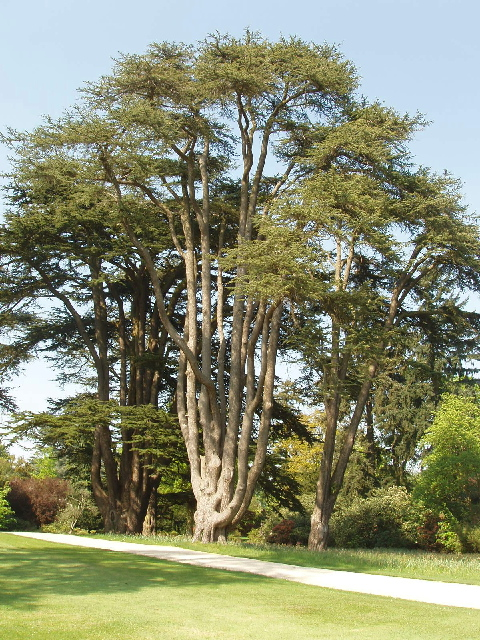
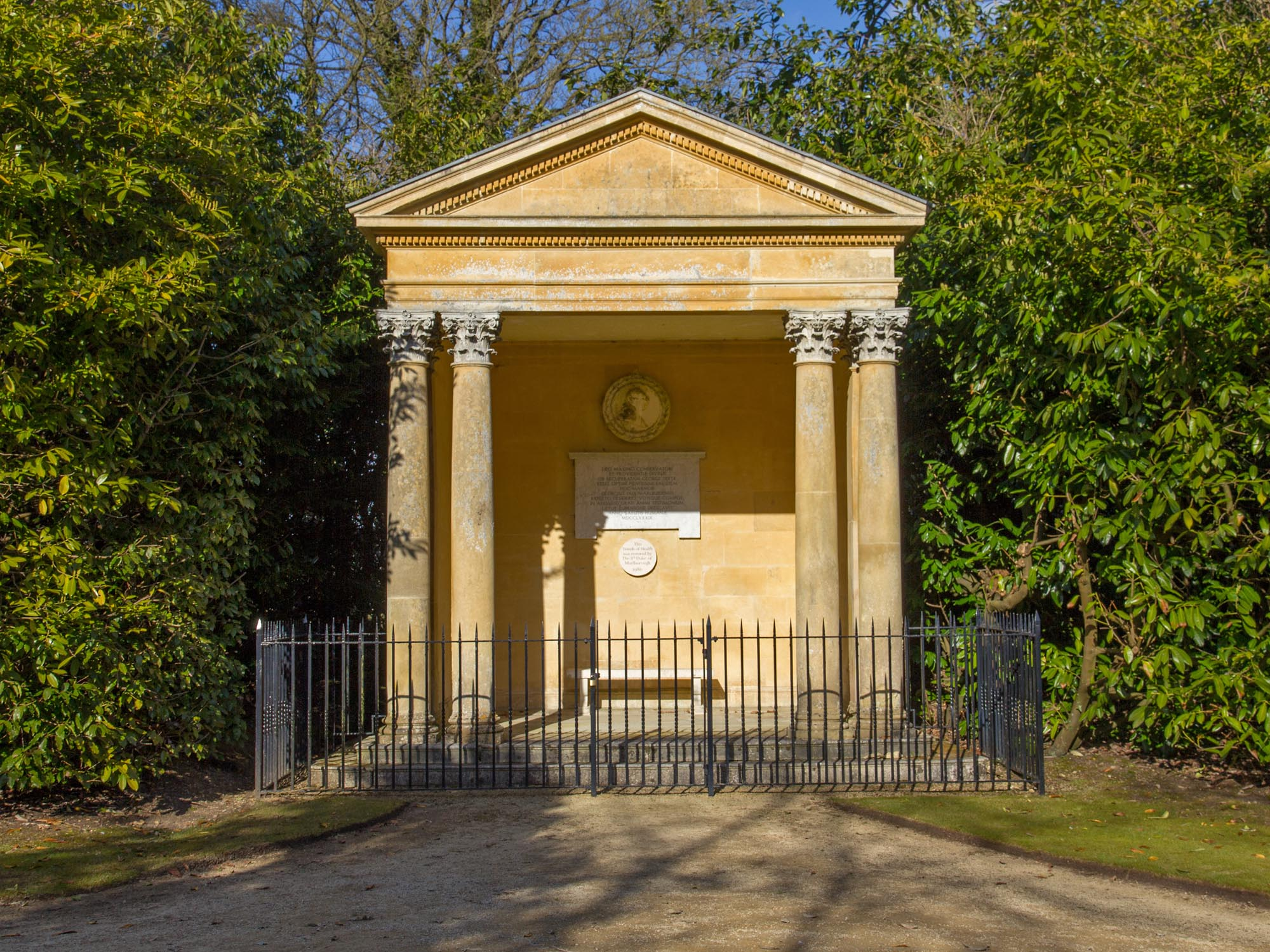
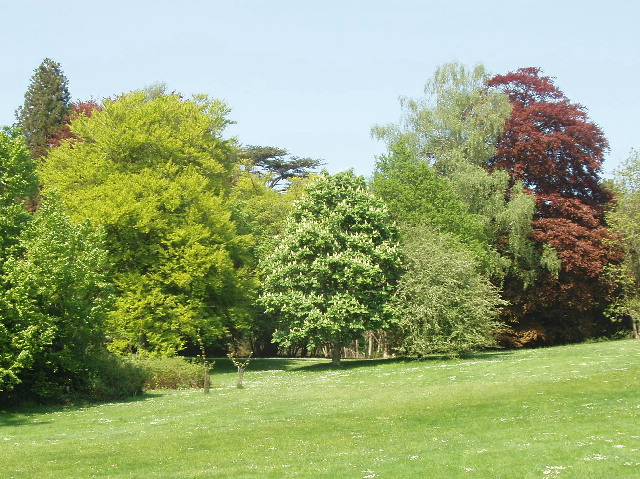
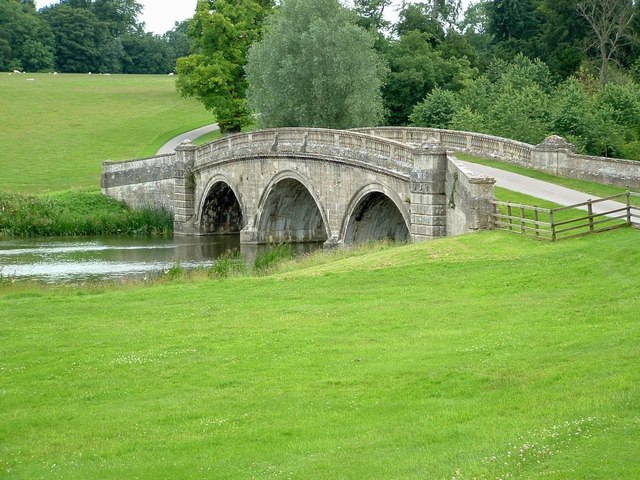

## Galería de otros jardines y parques

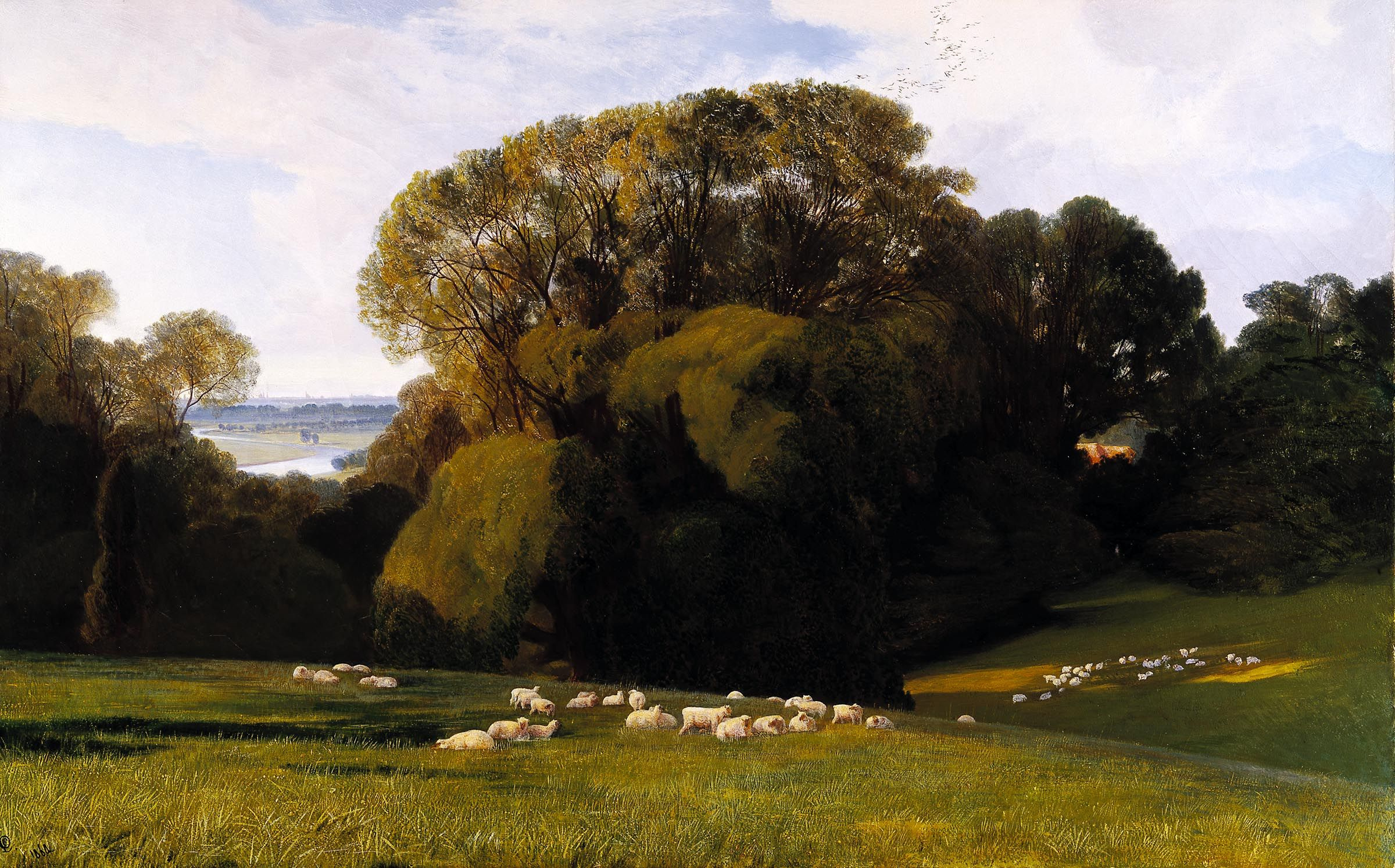
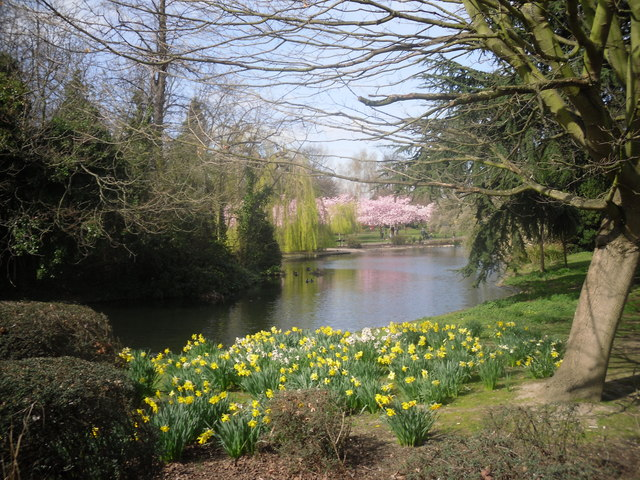
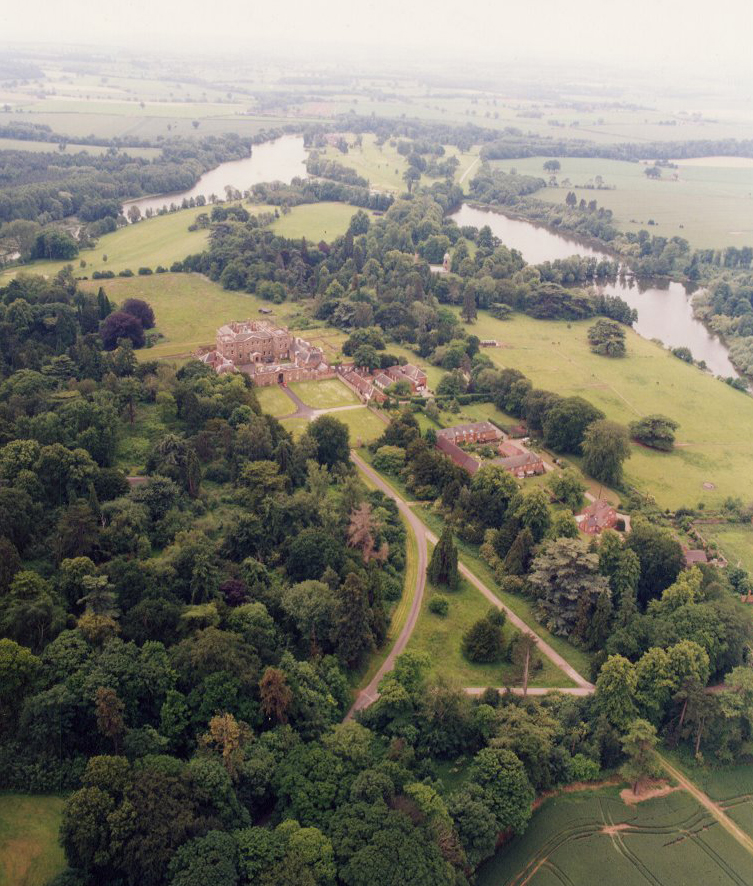
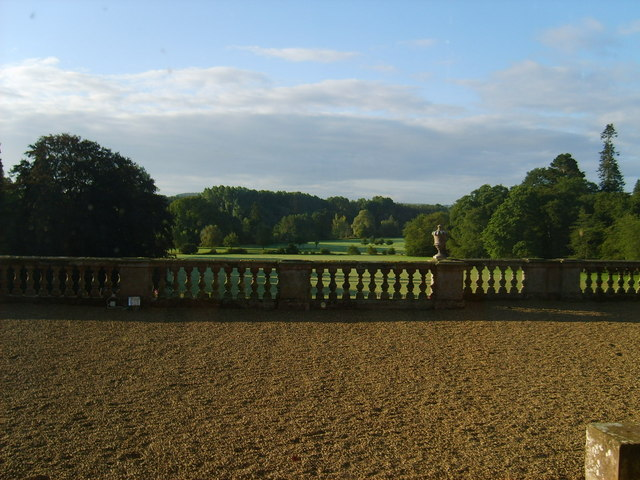
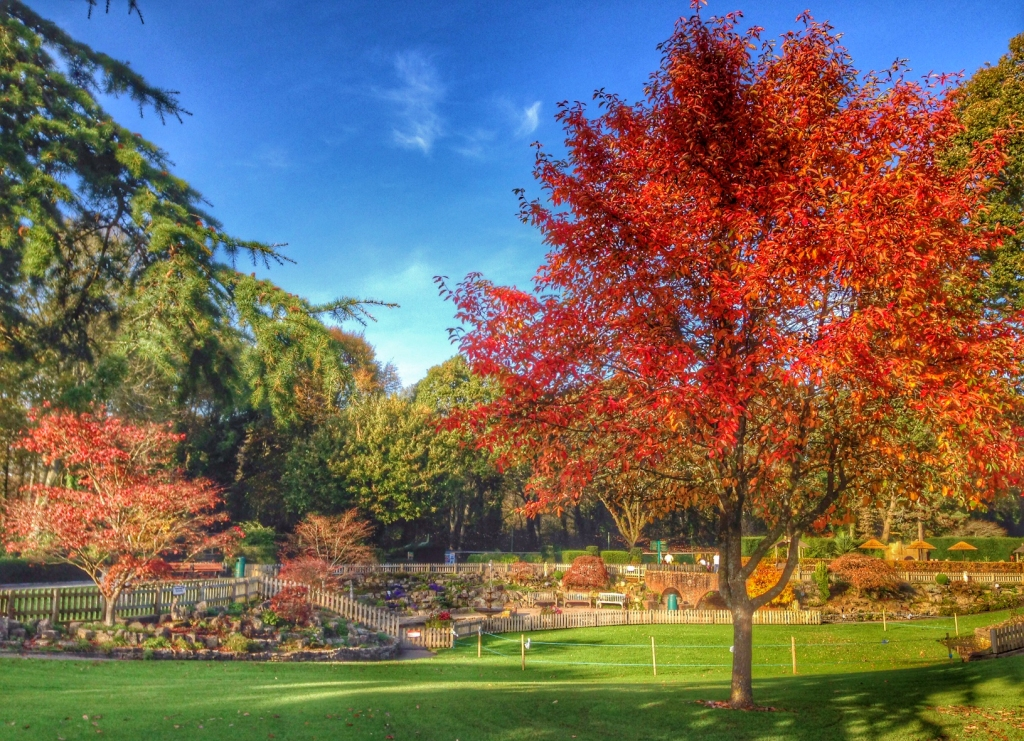
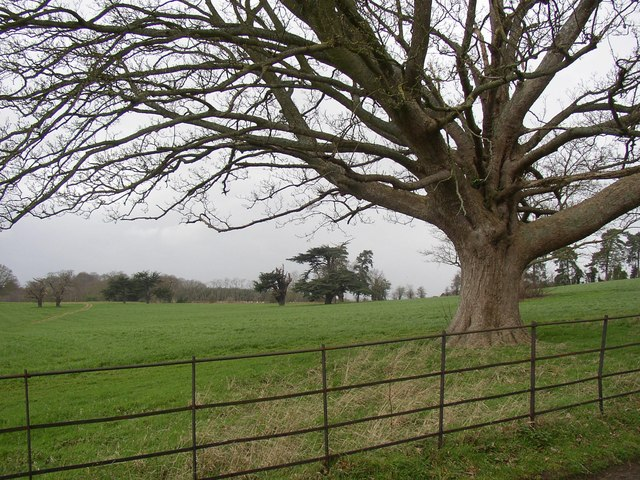
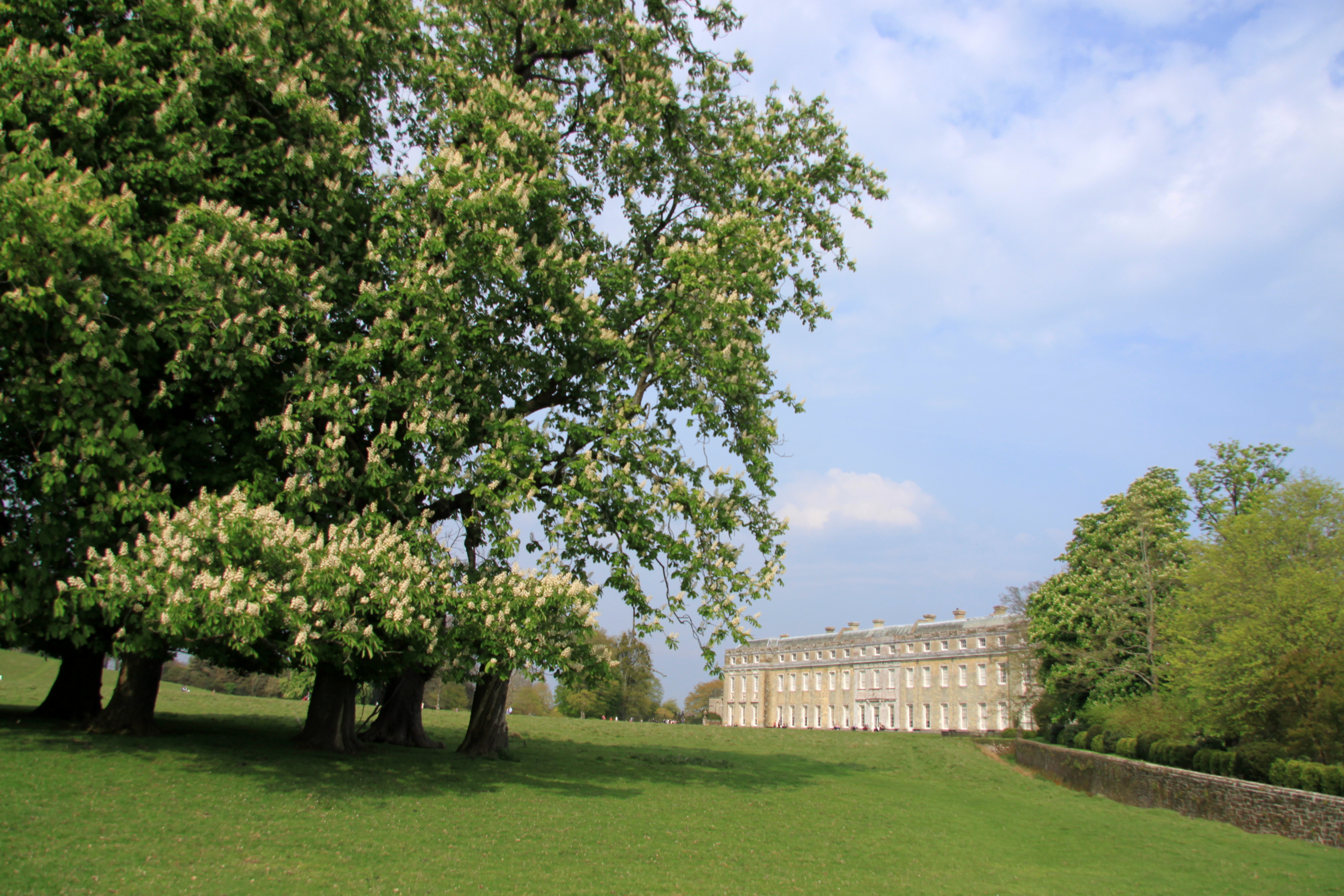
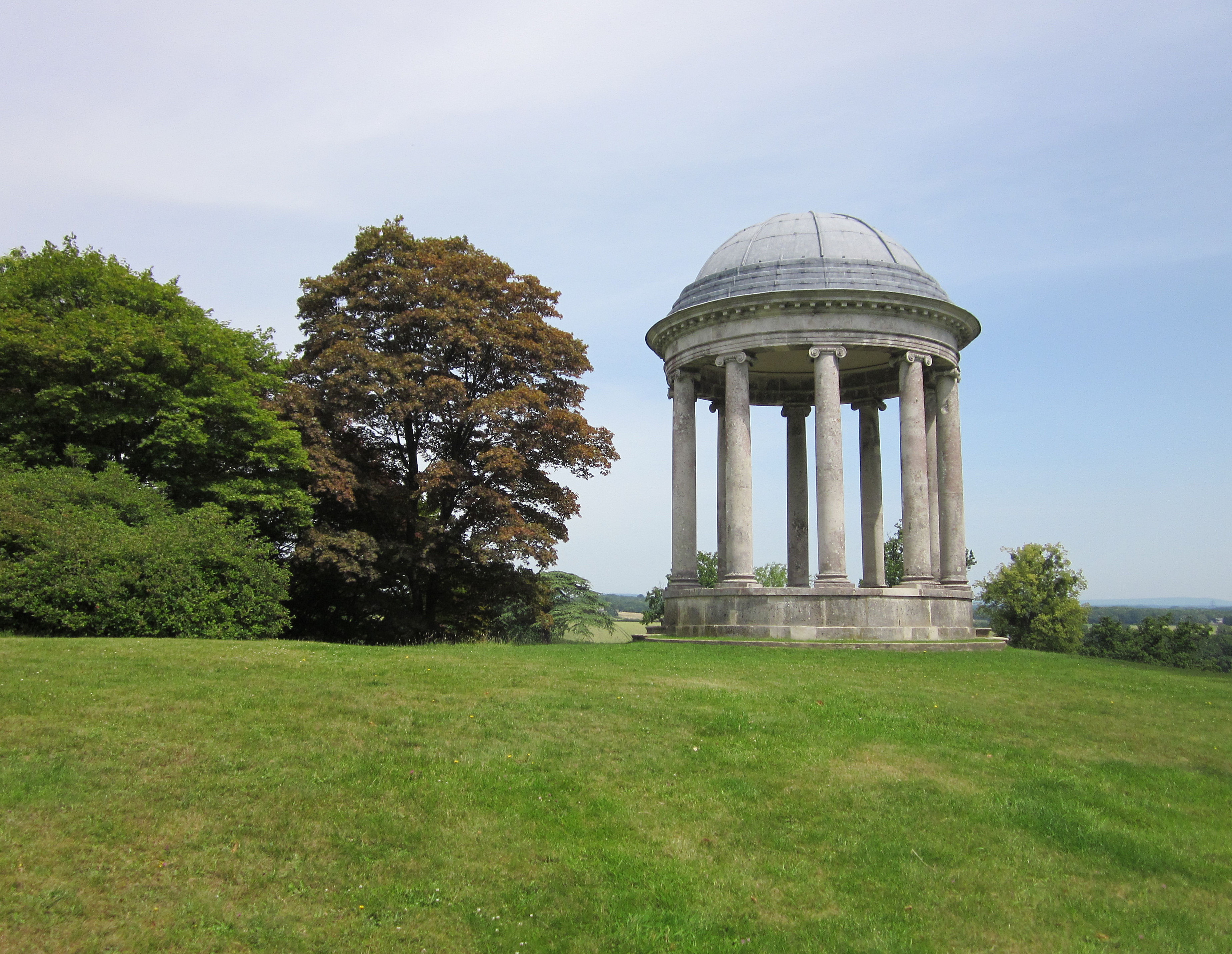
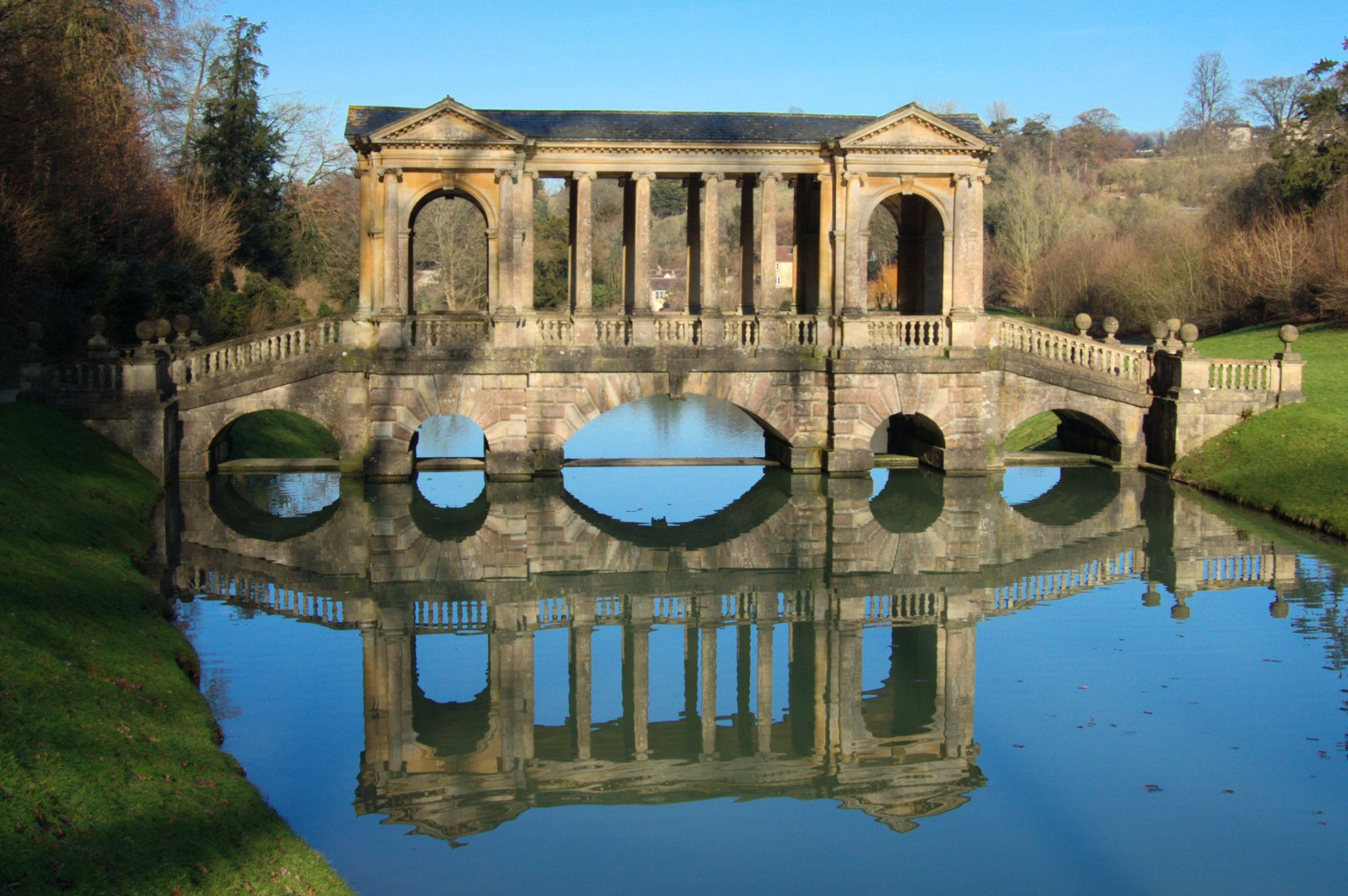
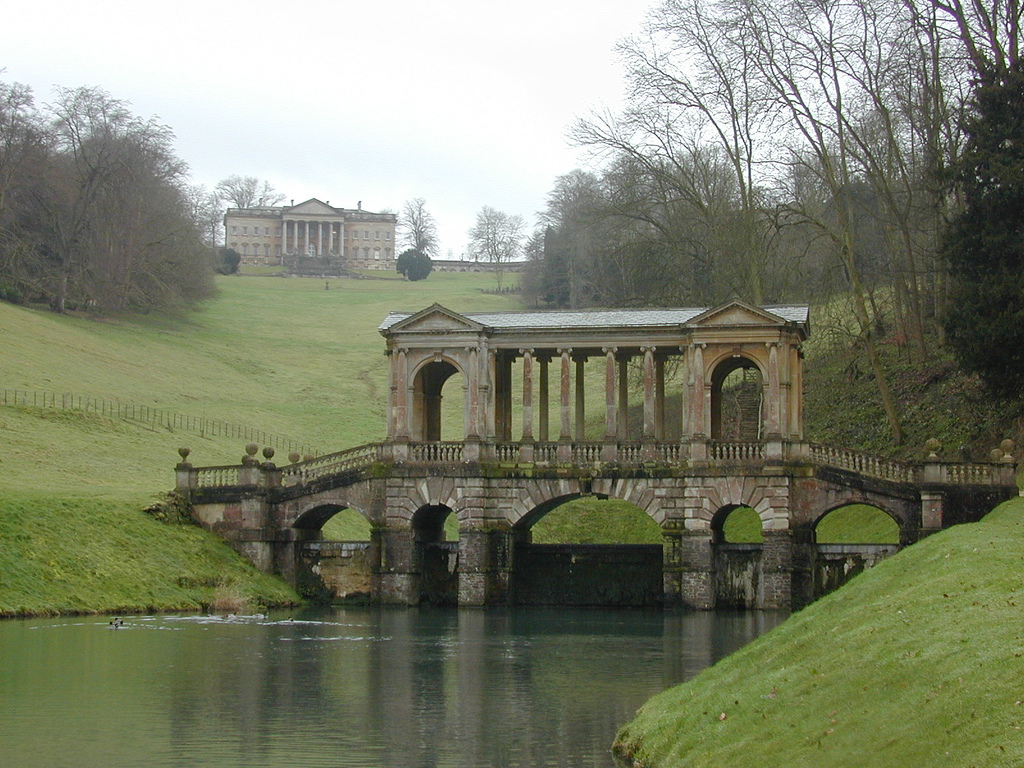
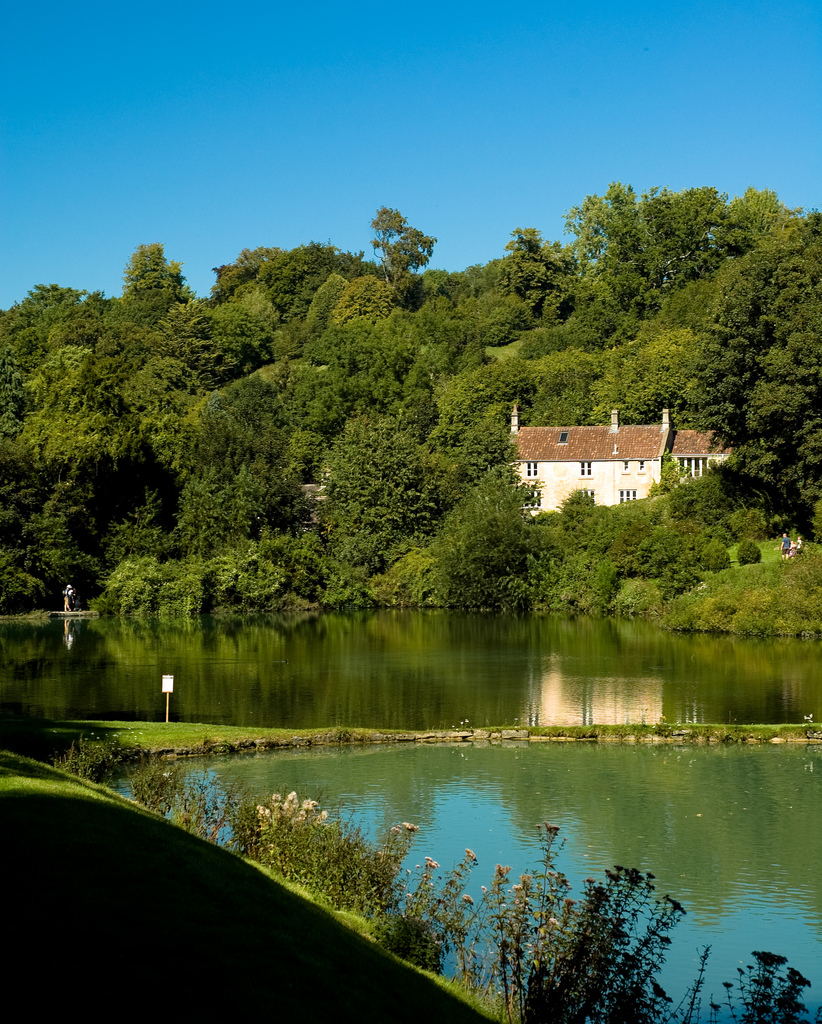
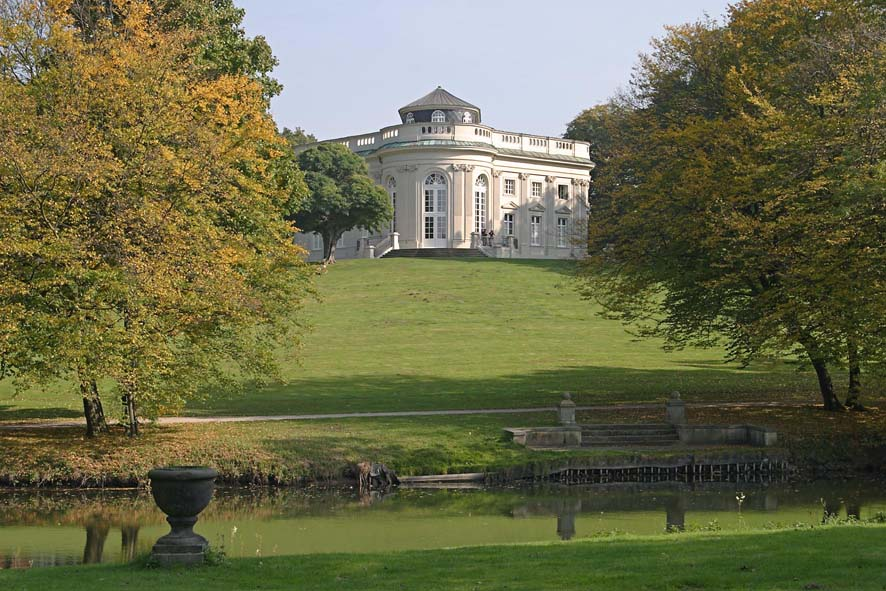
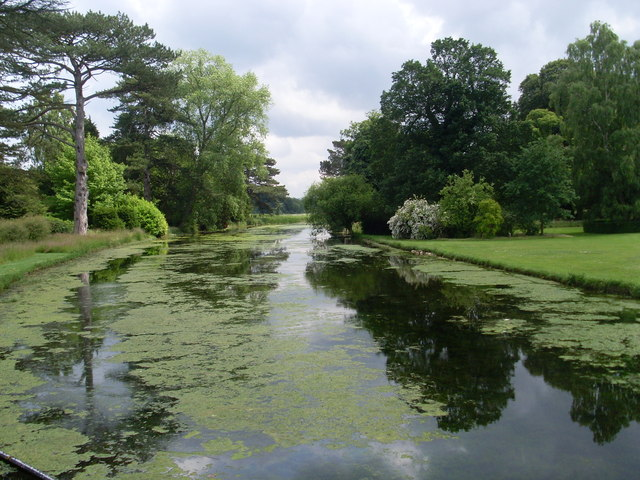
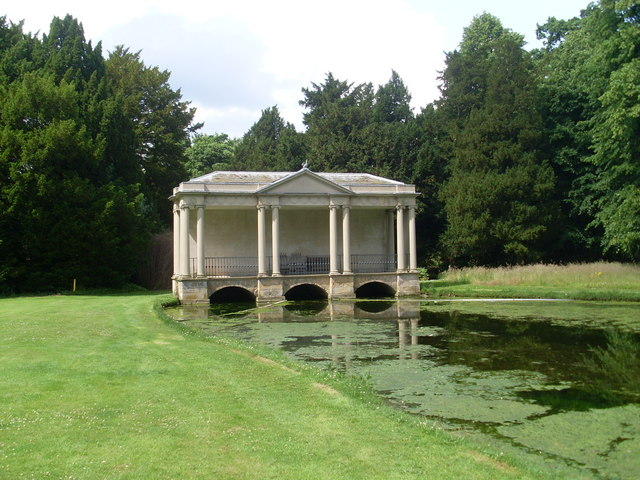
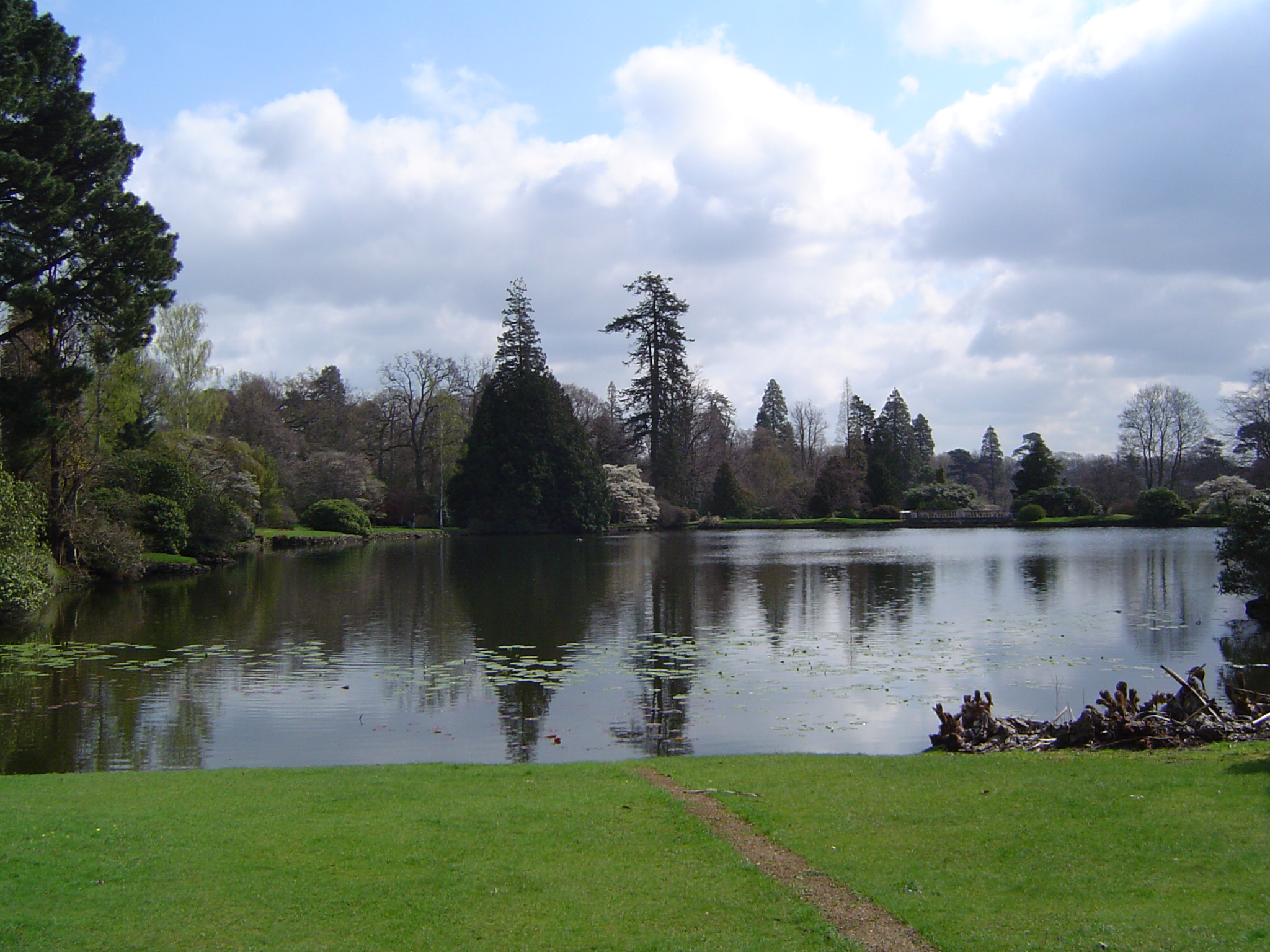
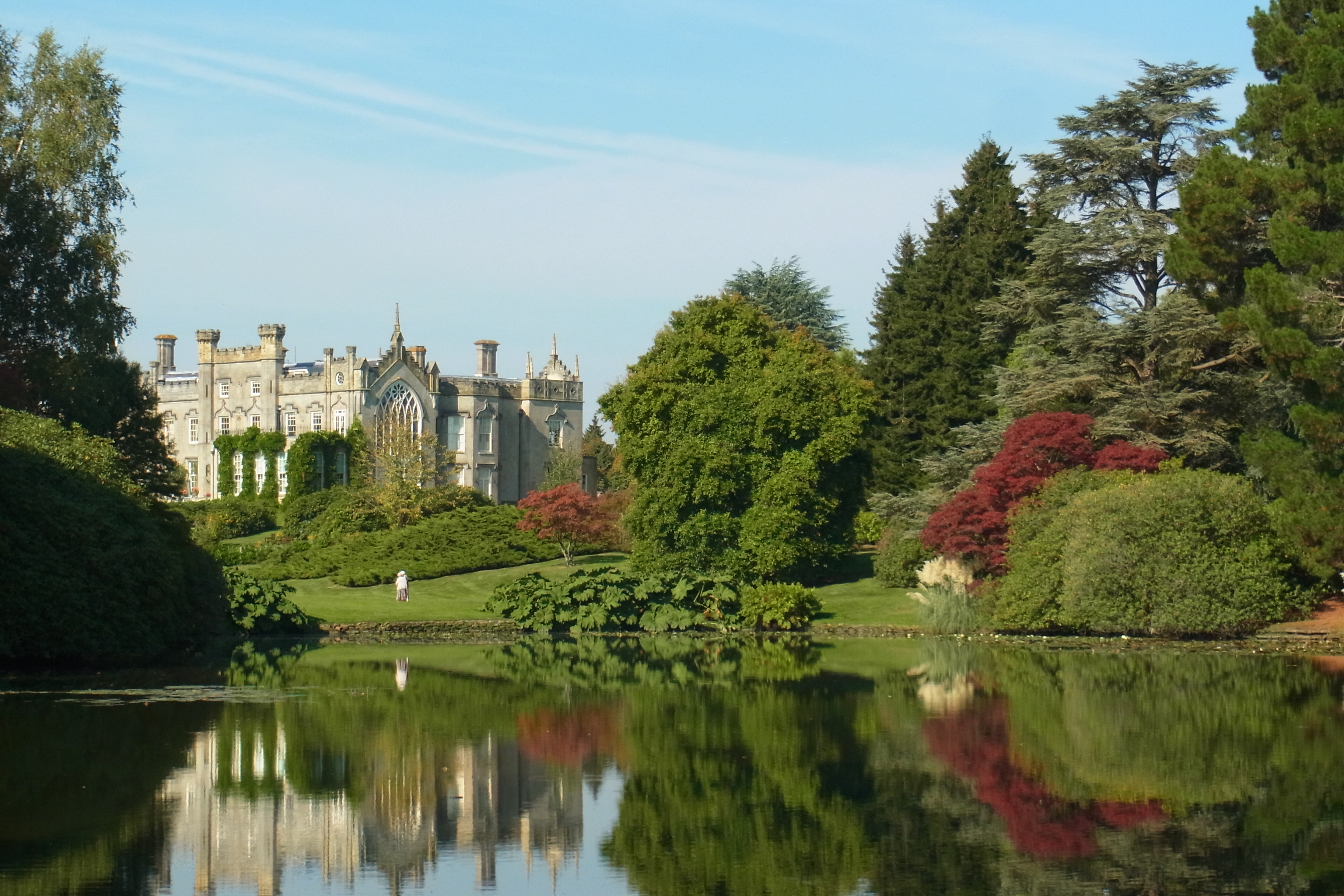
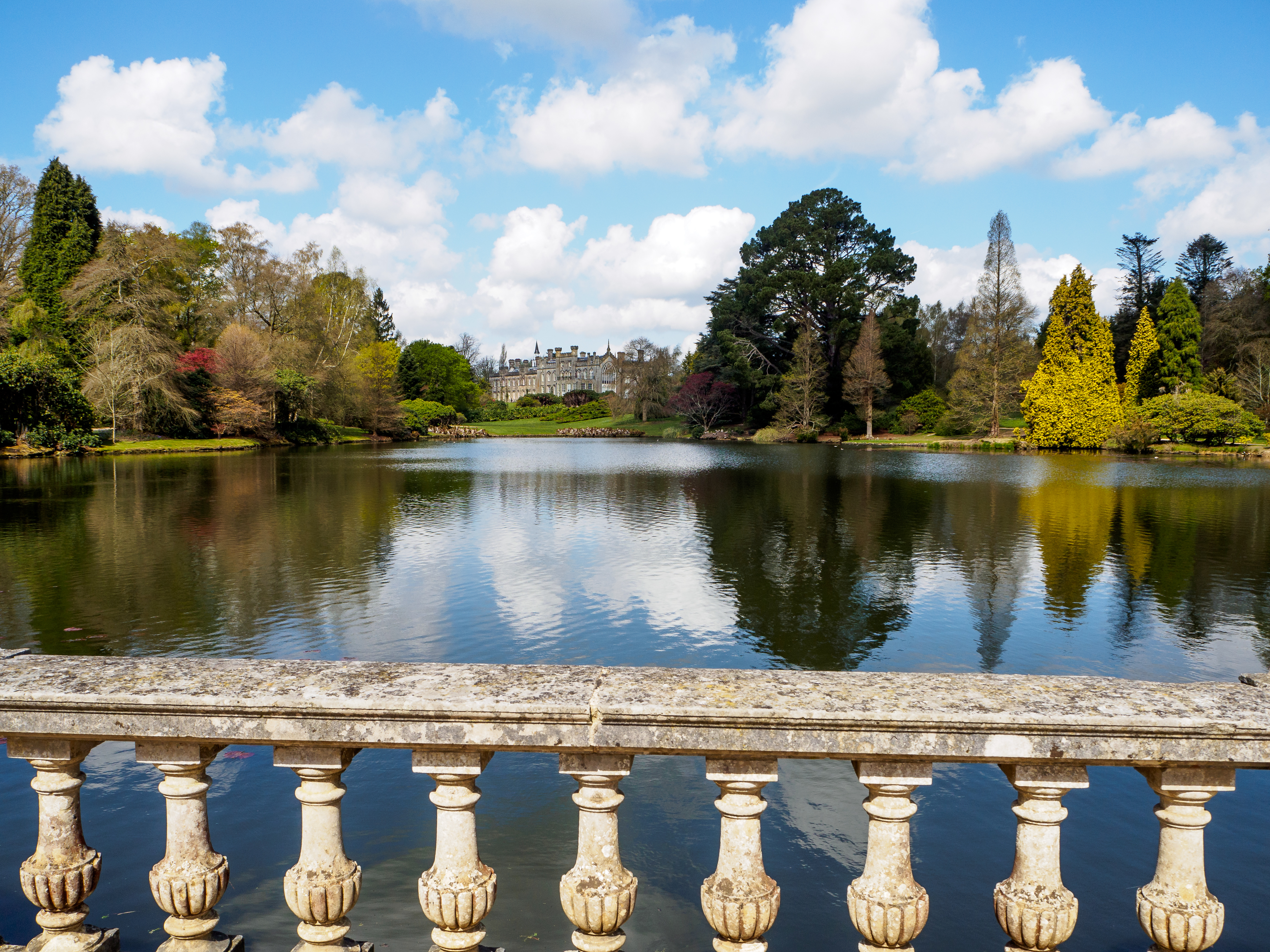
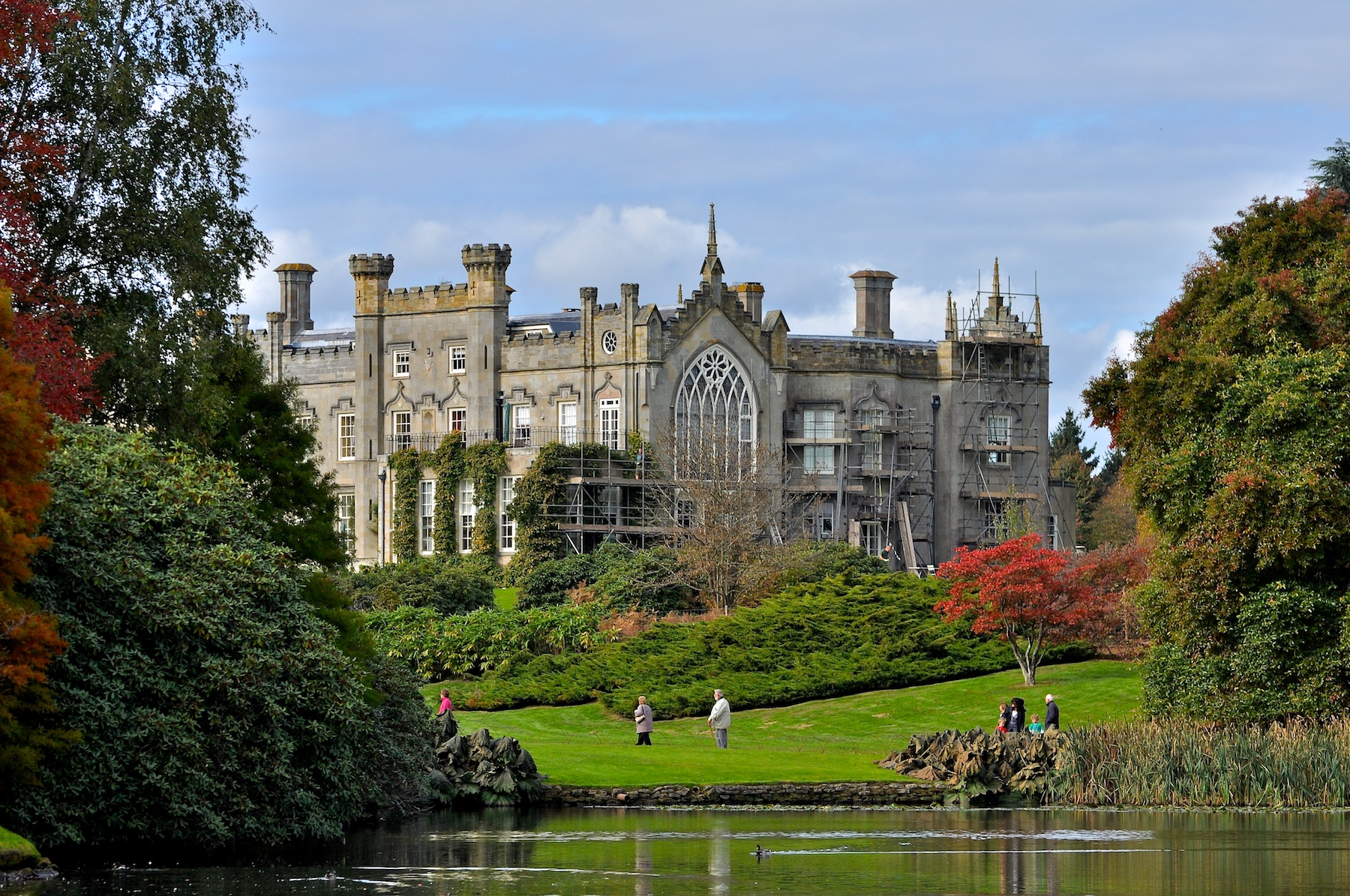
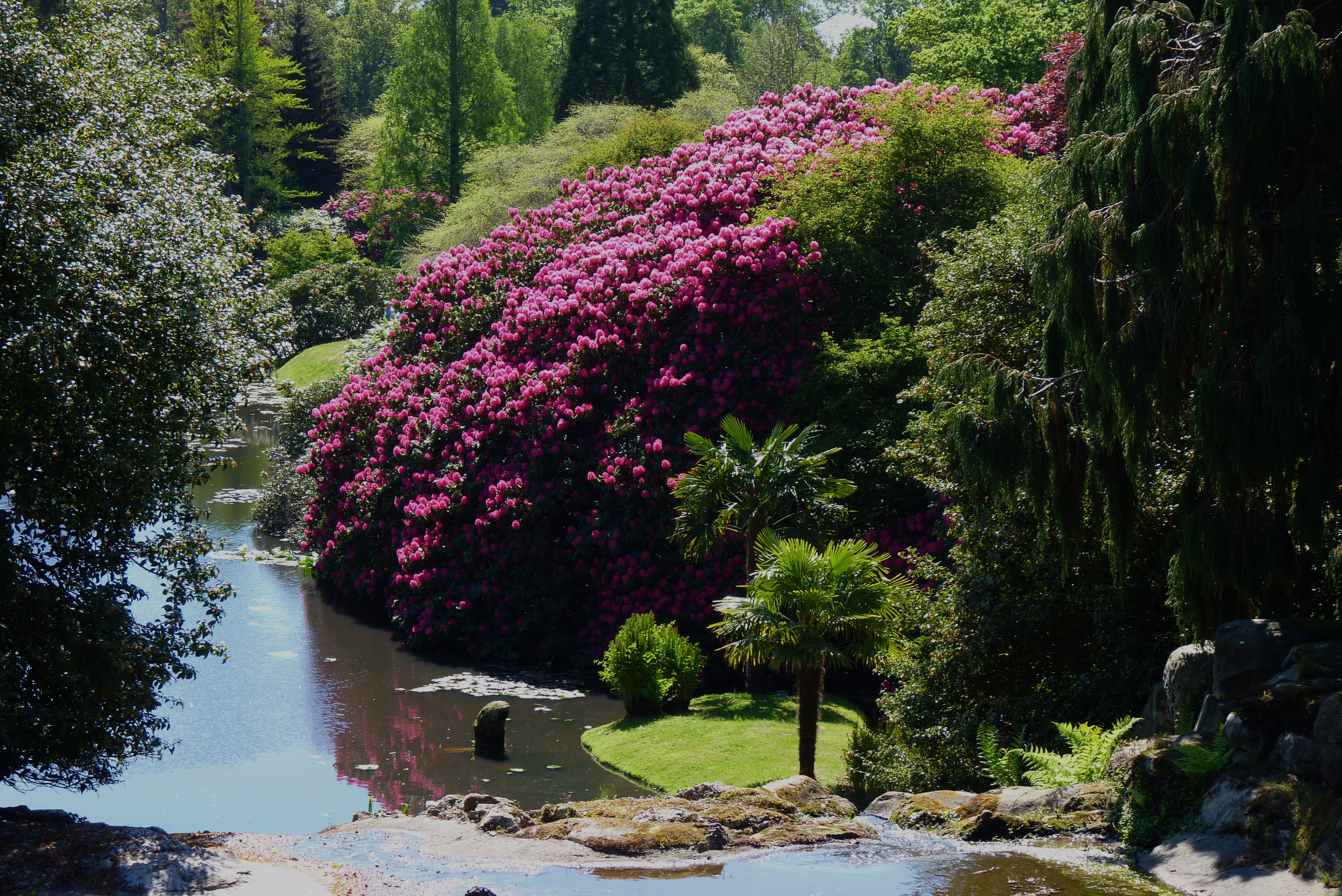
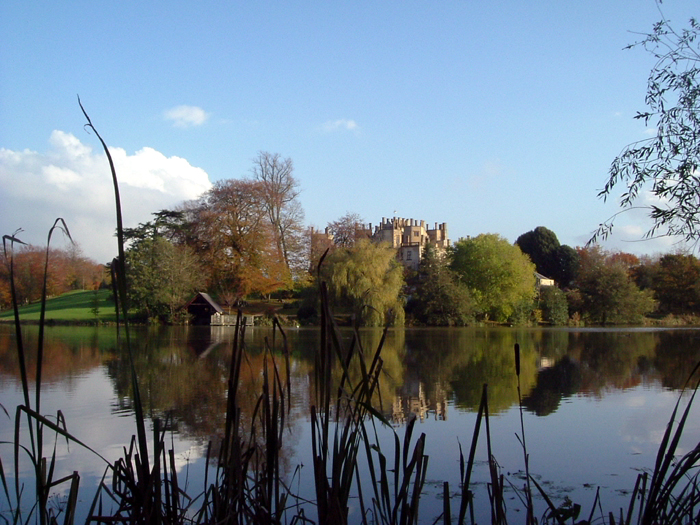
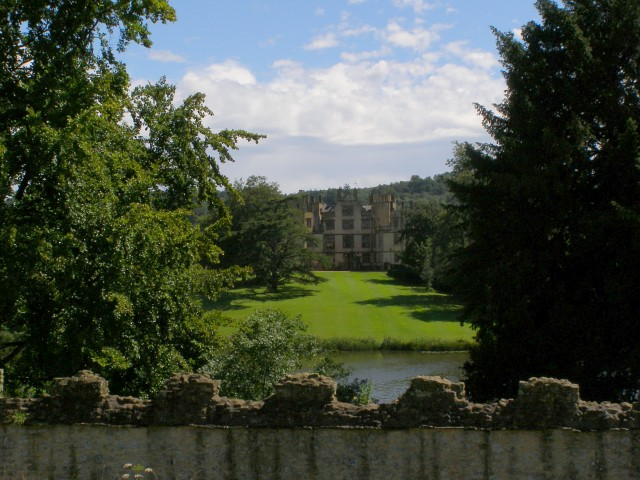
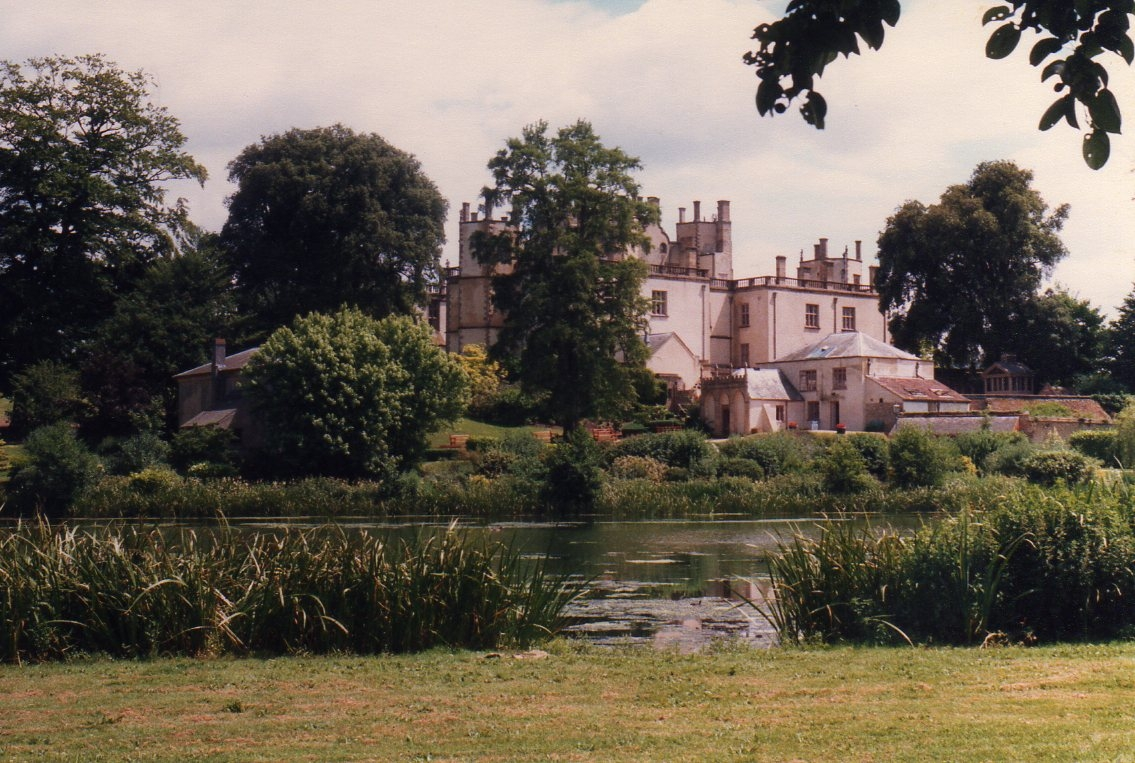
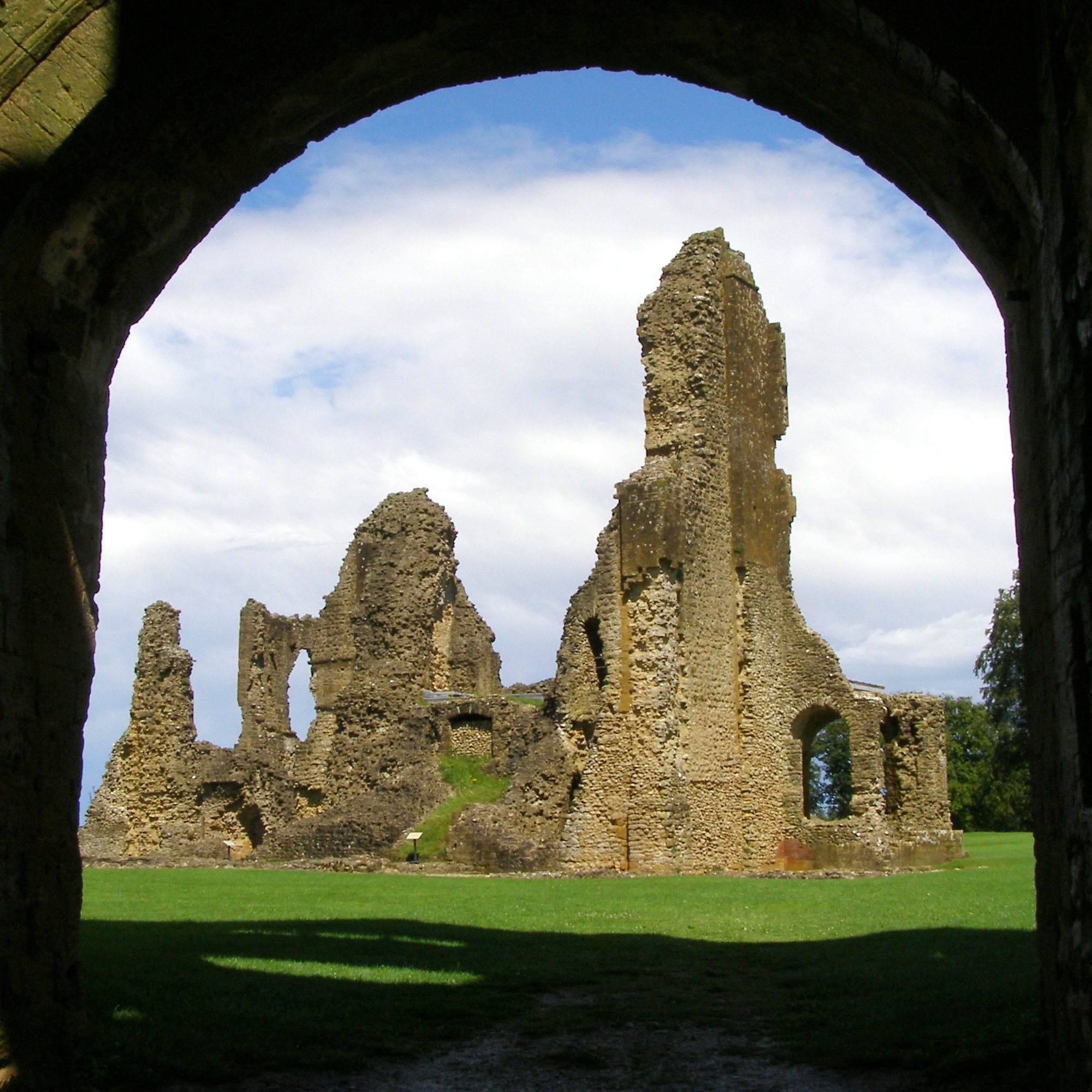
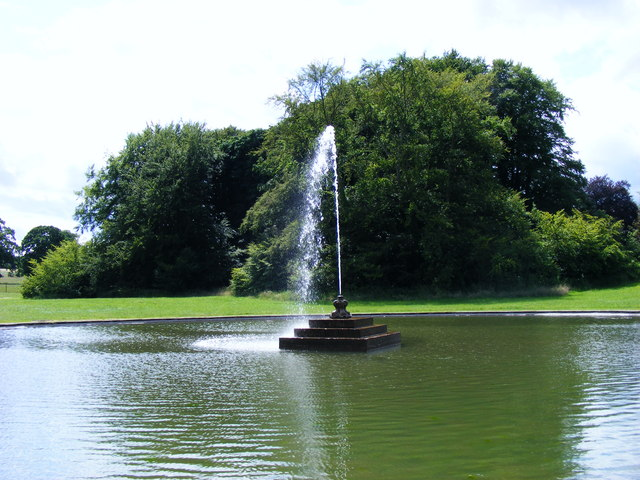
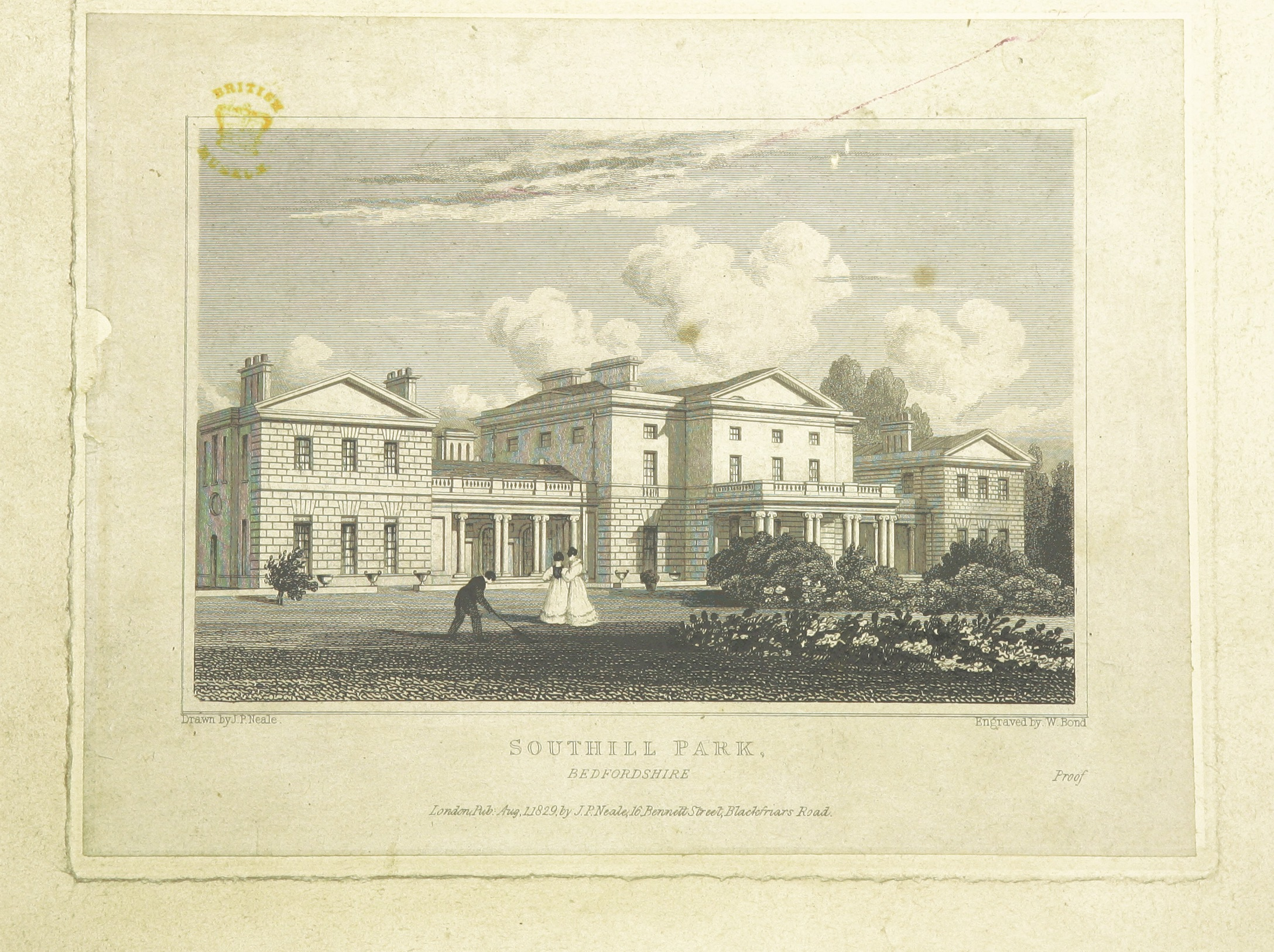
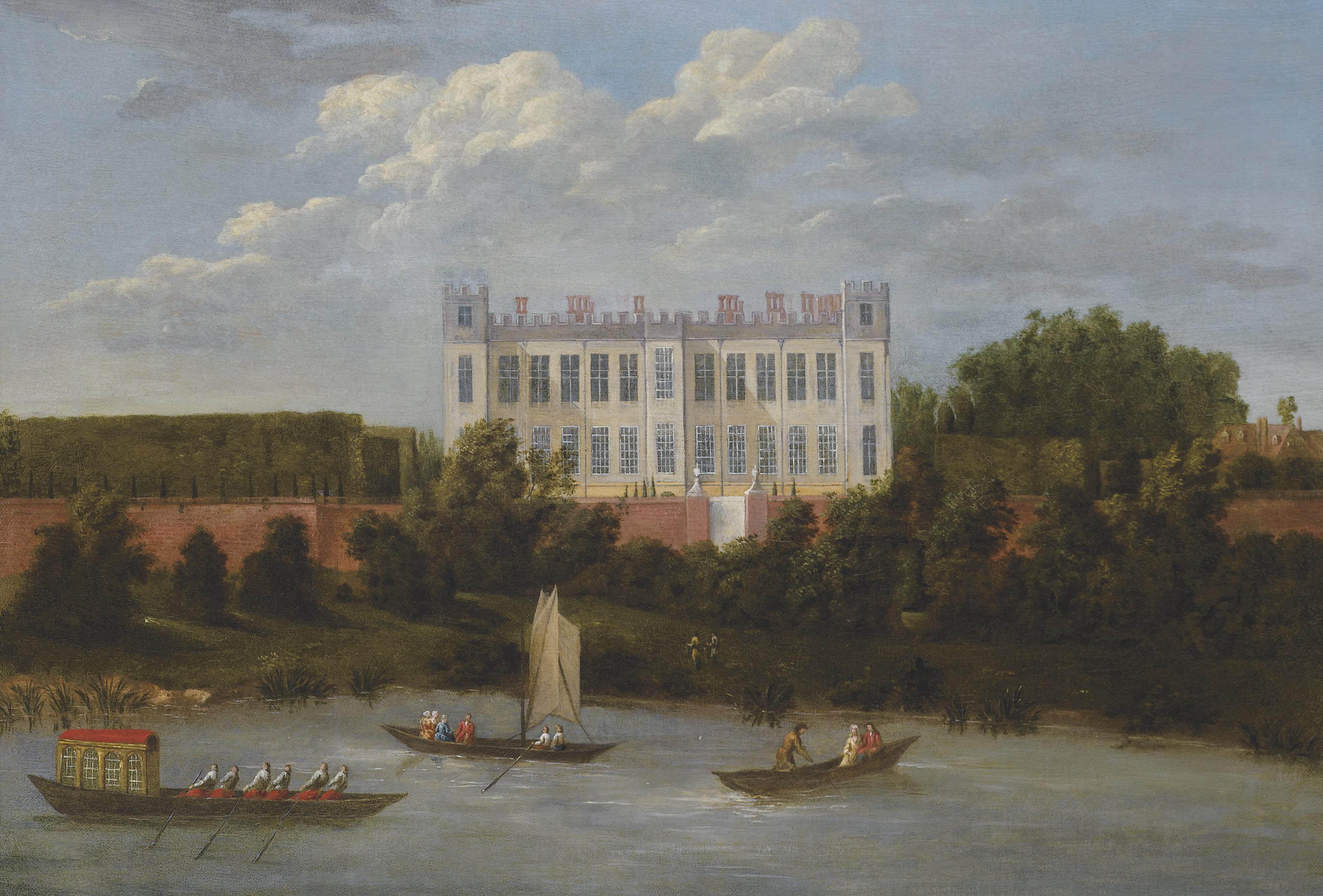
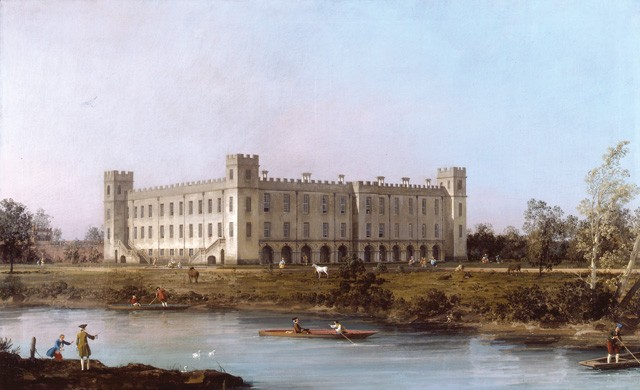
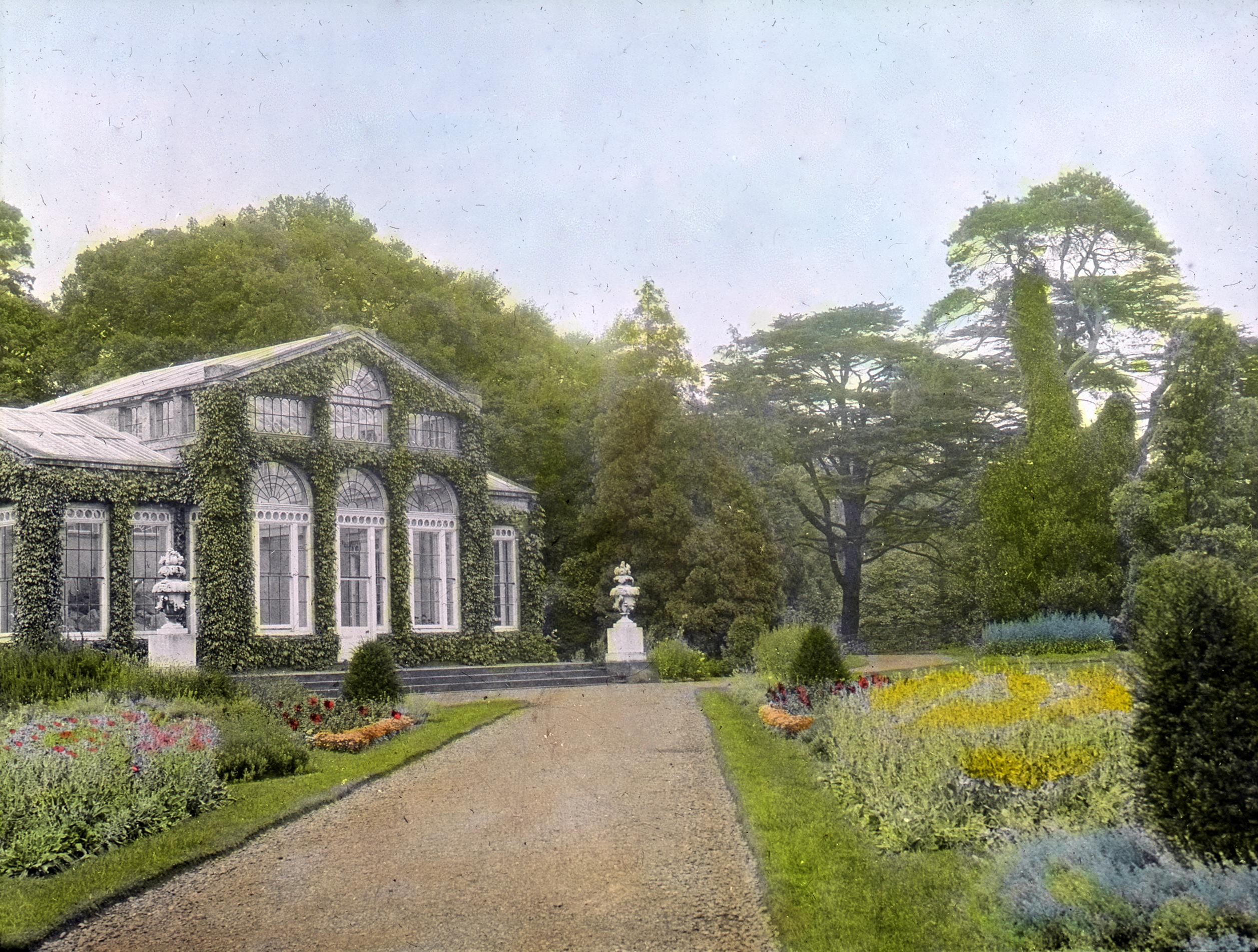
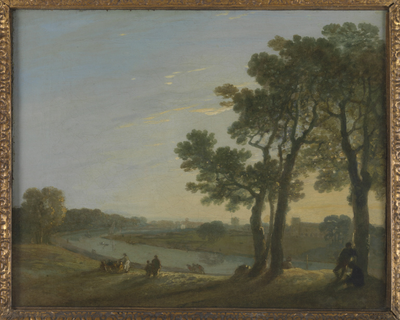
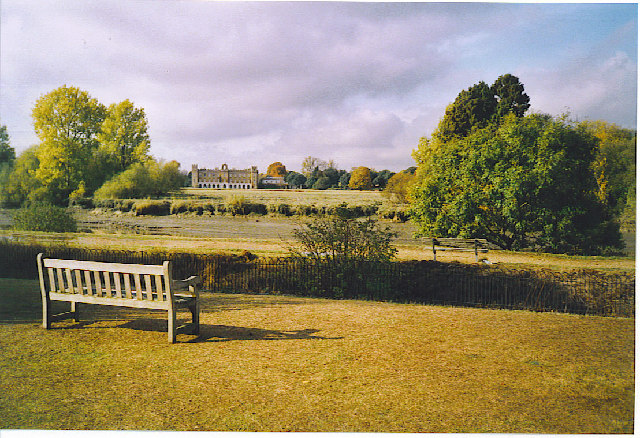
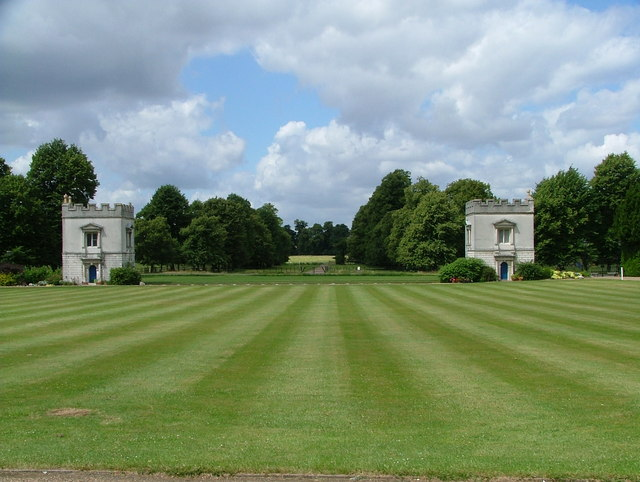
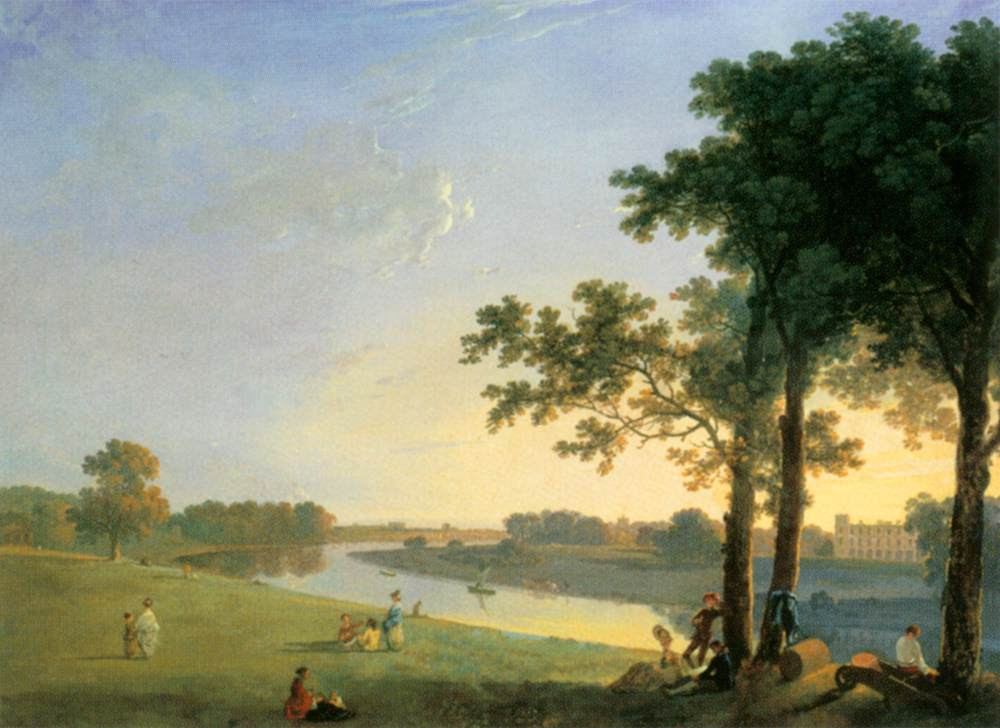
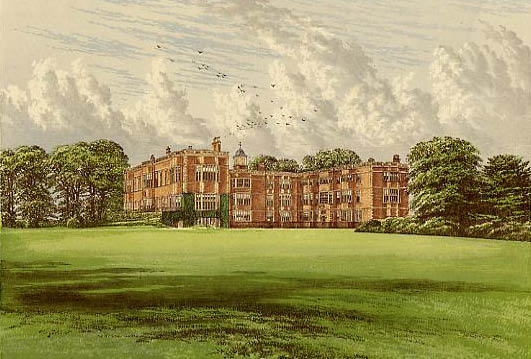
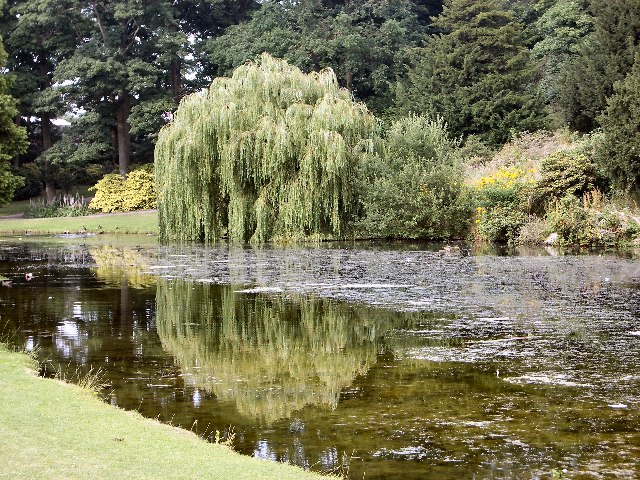
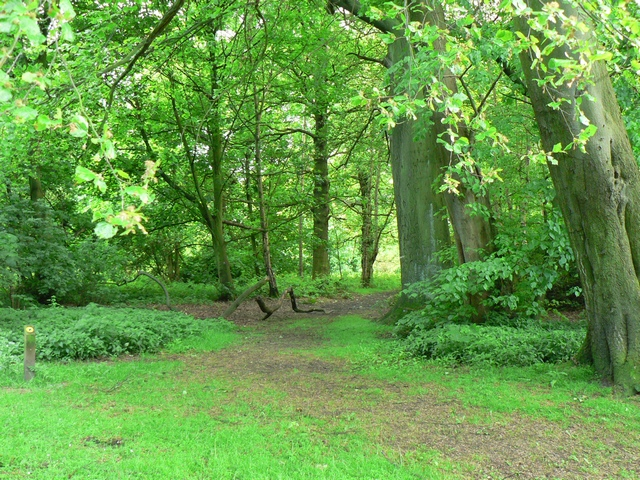
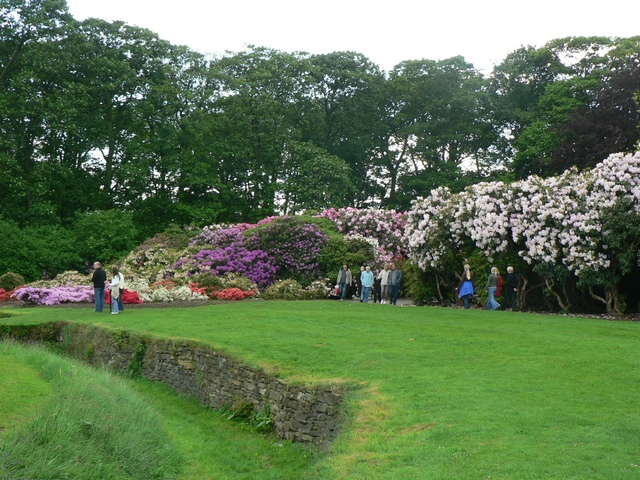
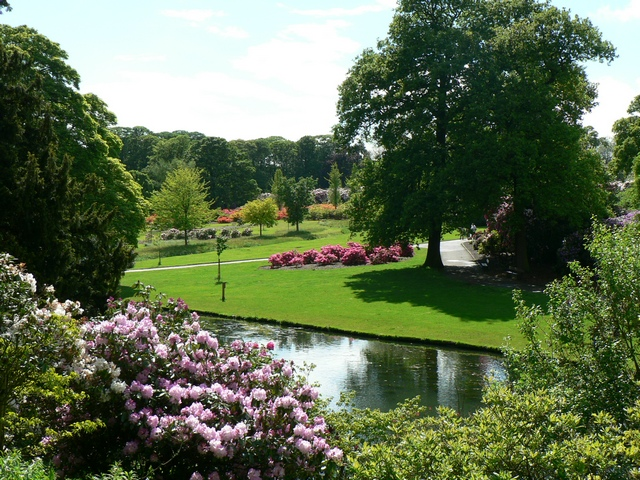
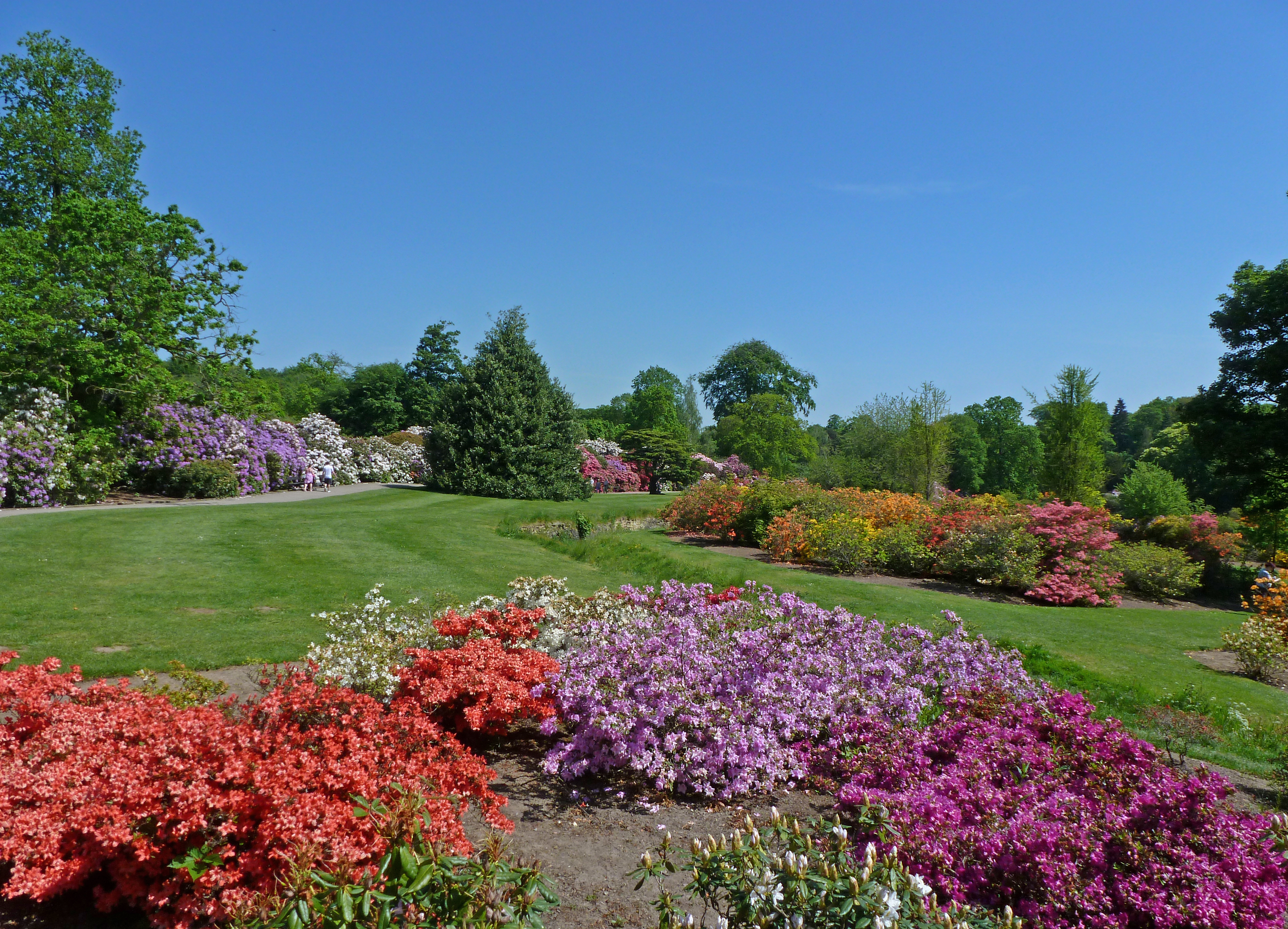
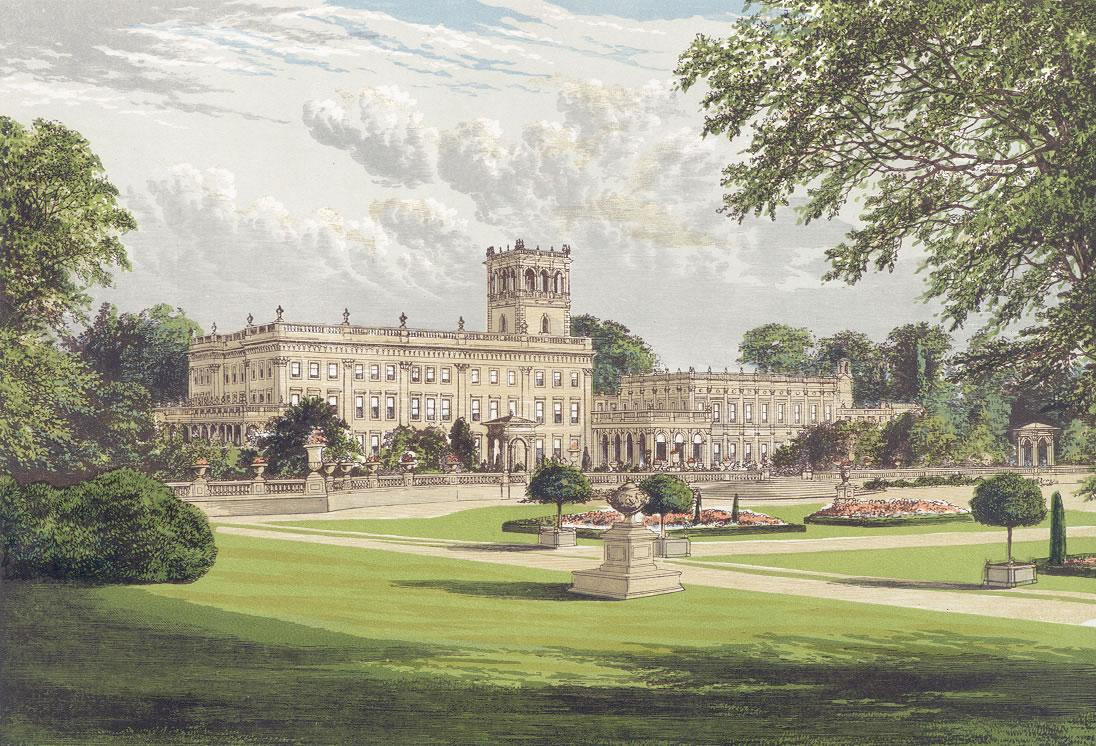
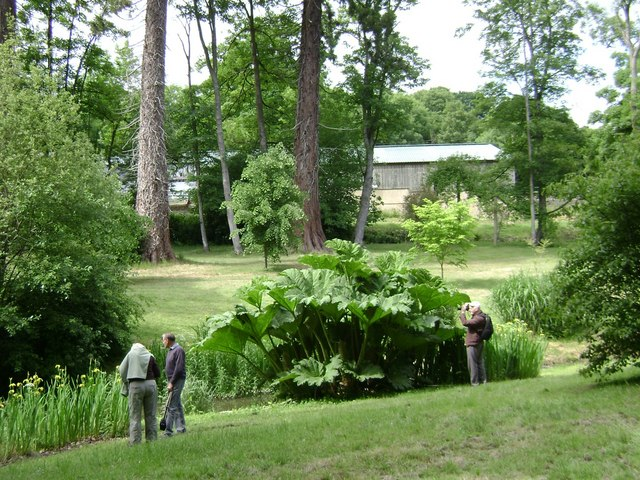
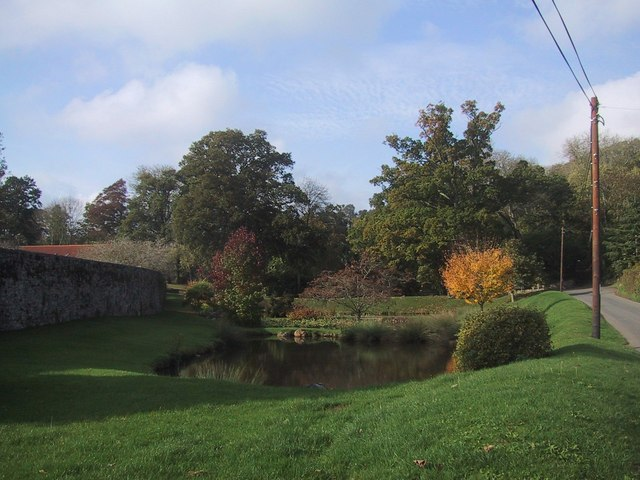
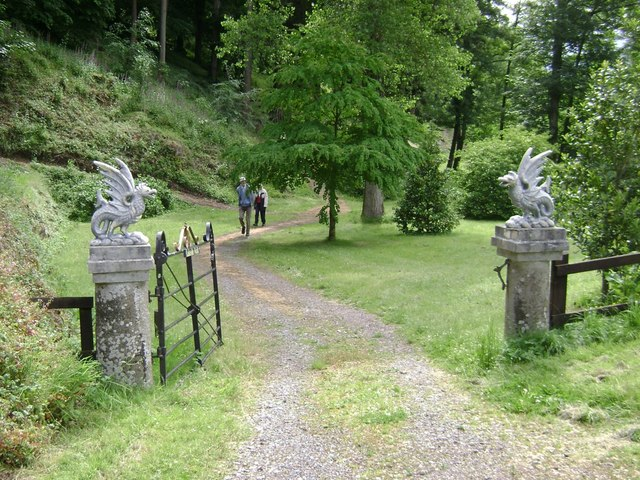
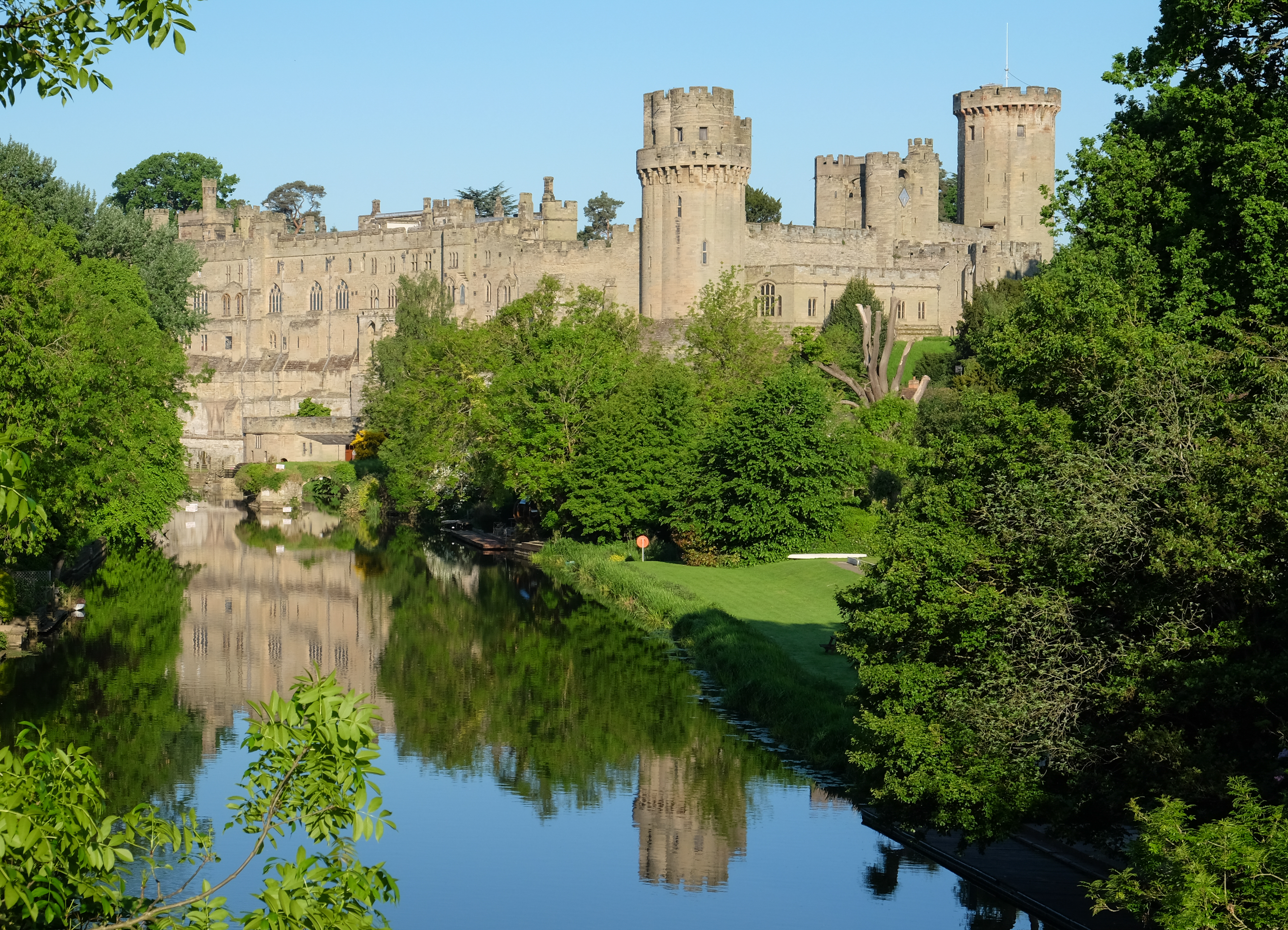
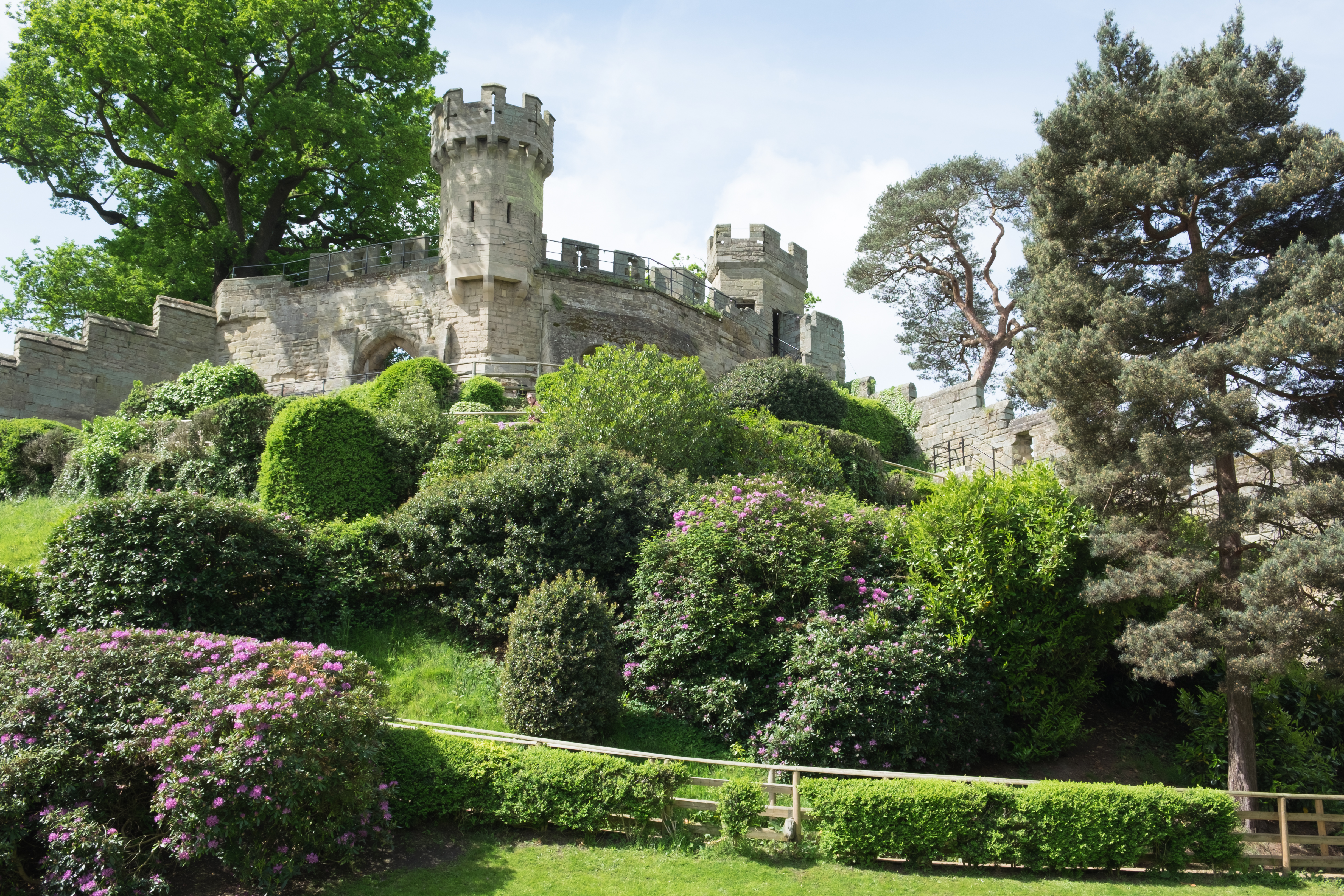
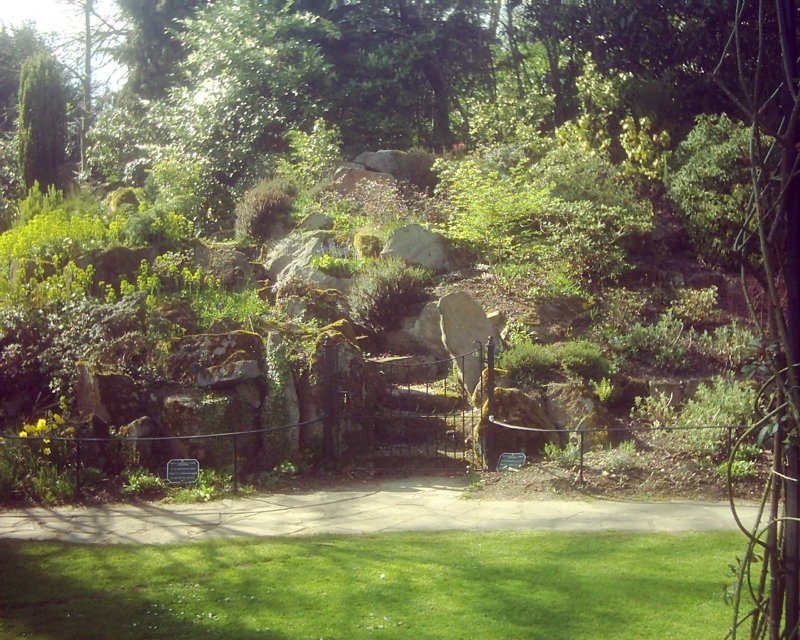
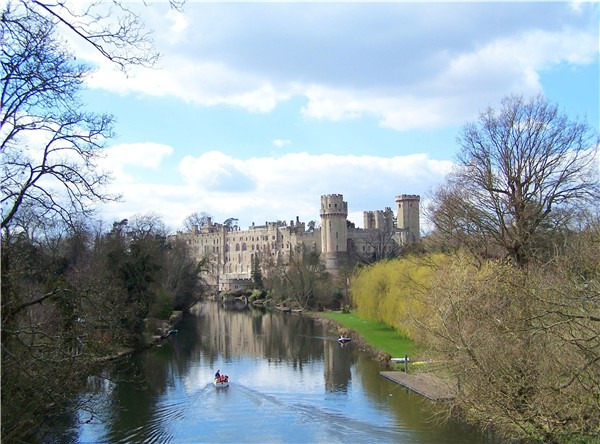
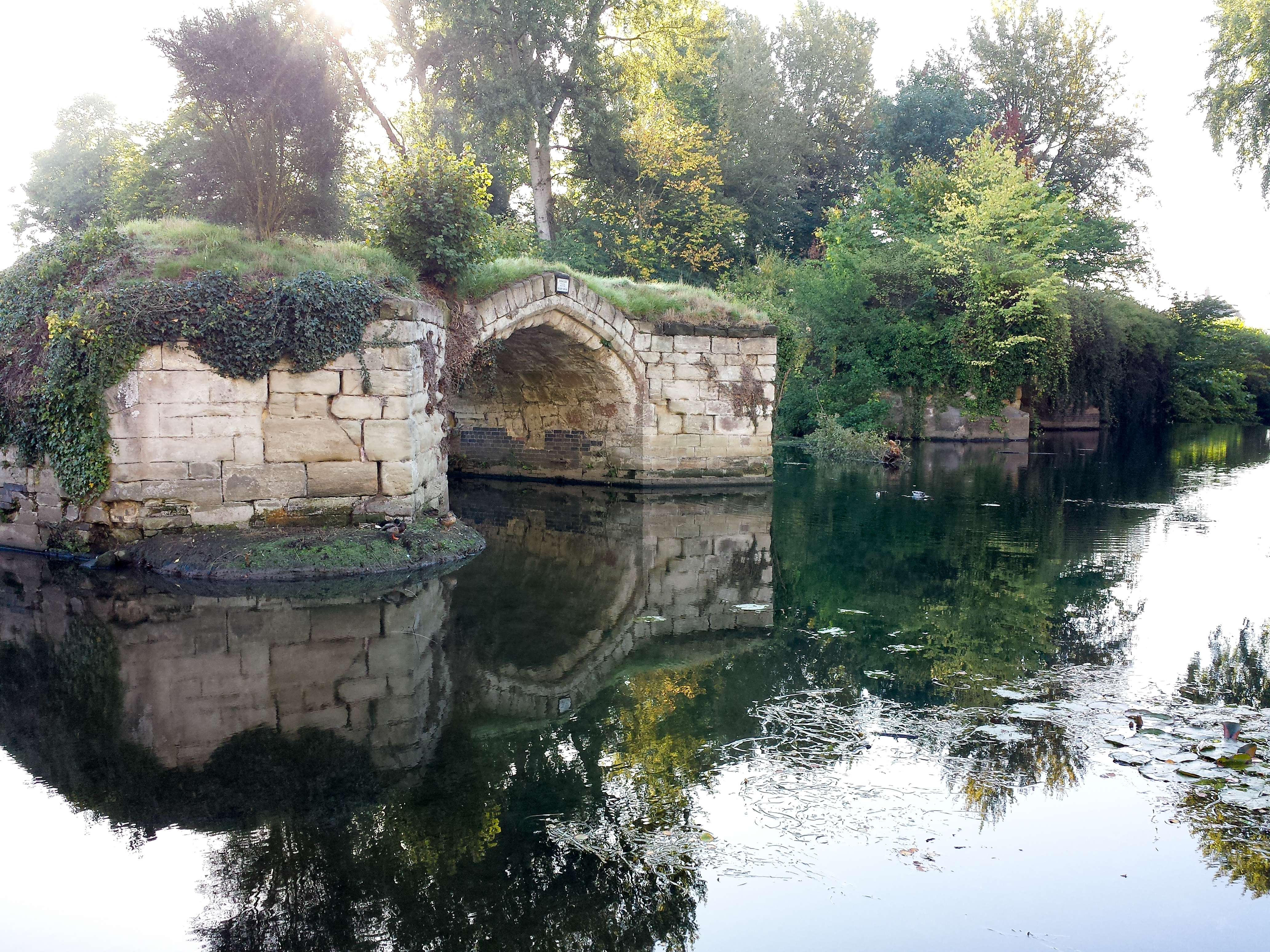
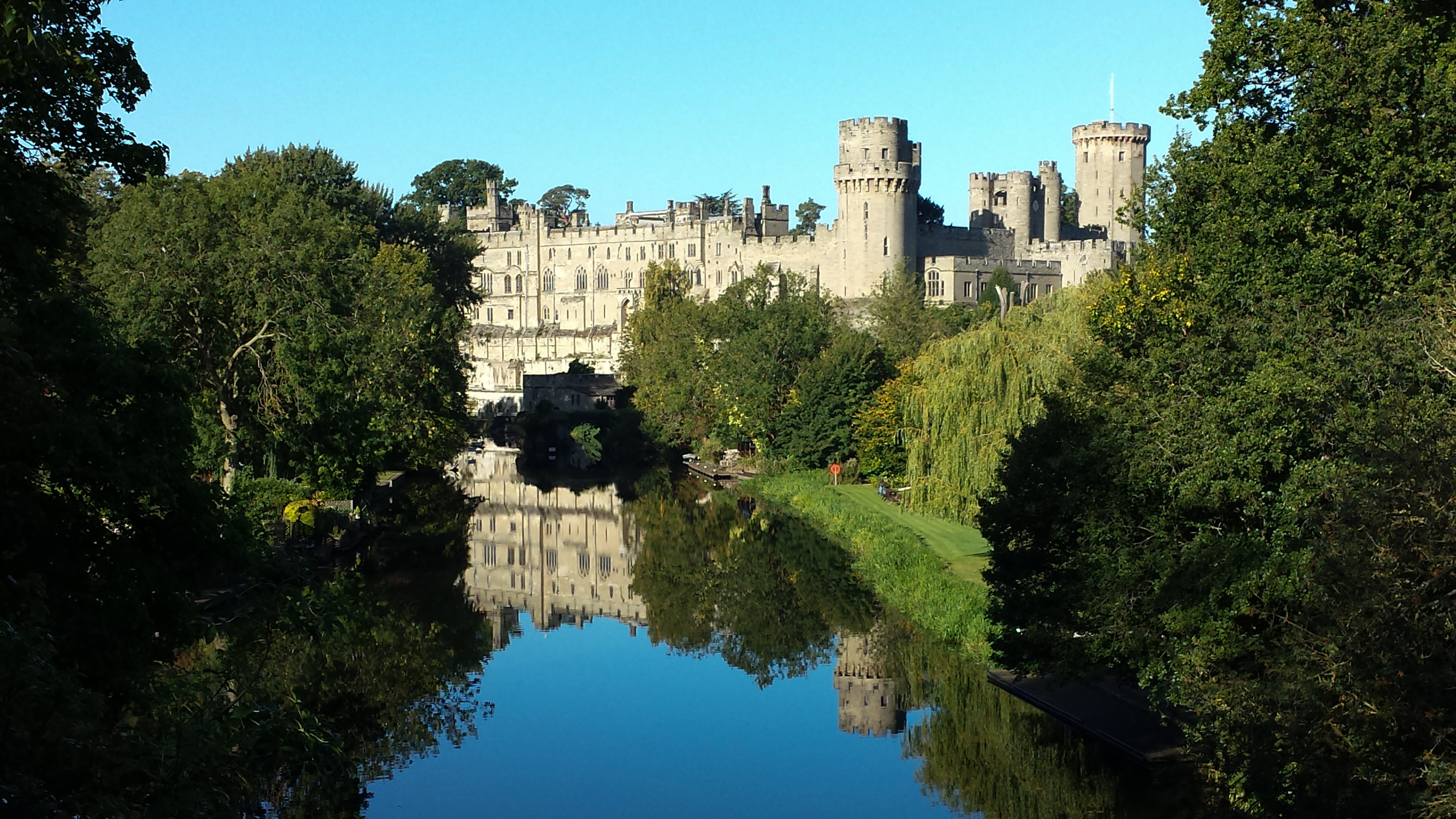
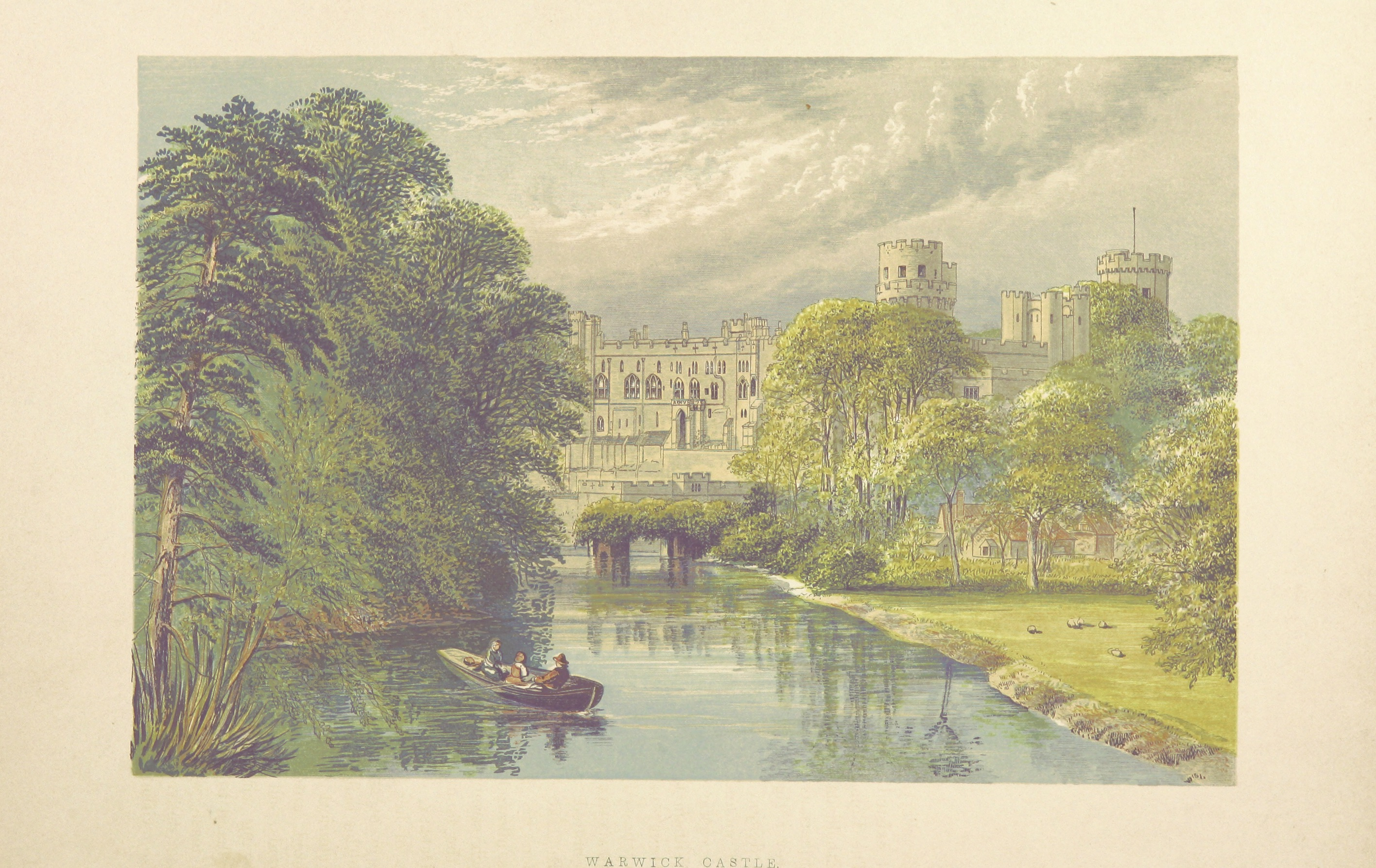
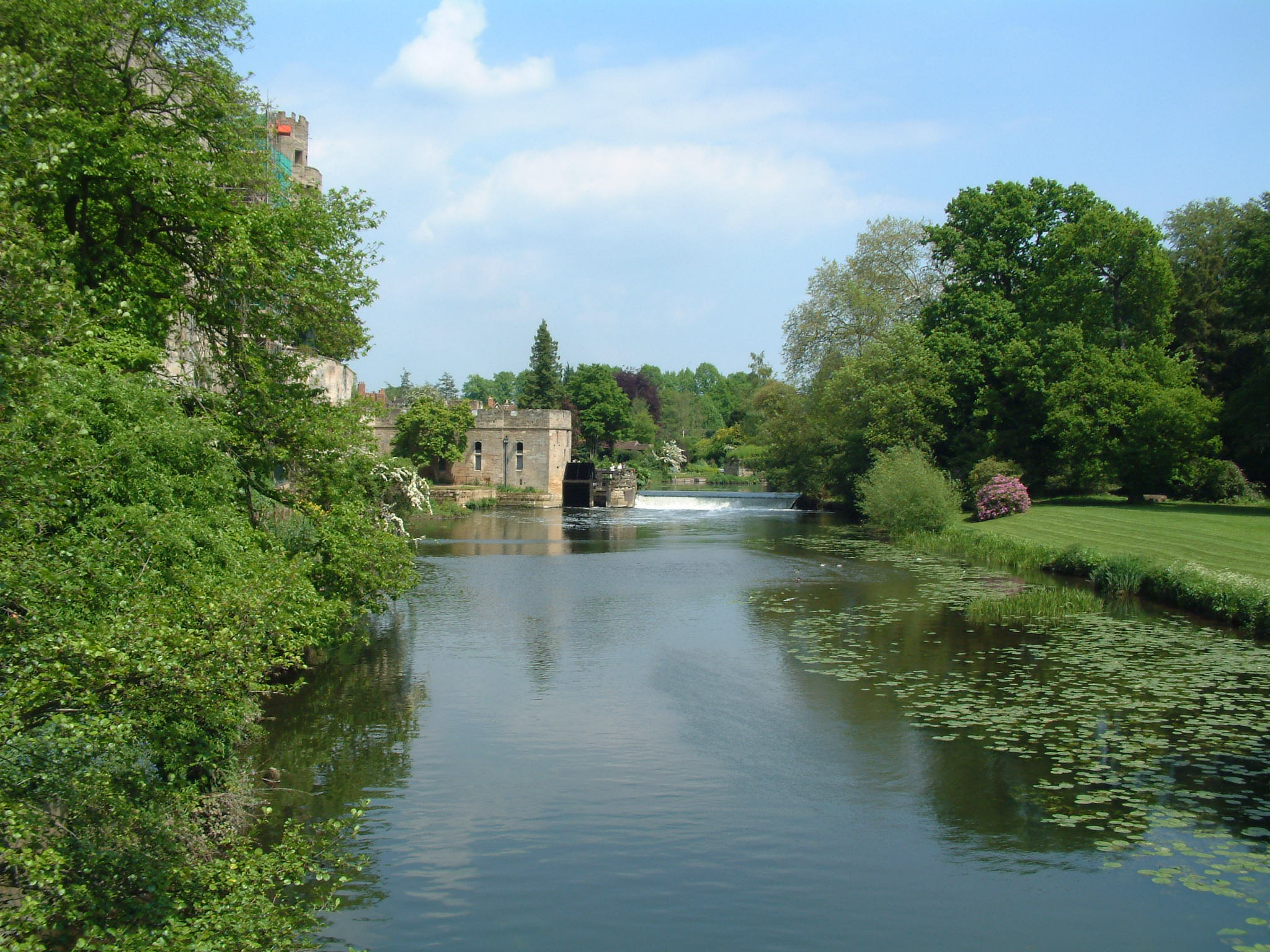
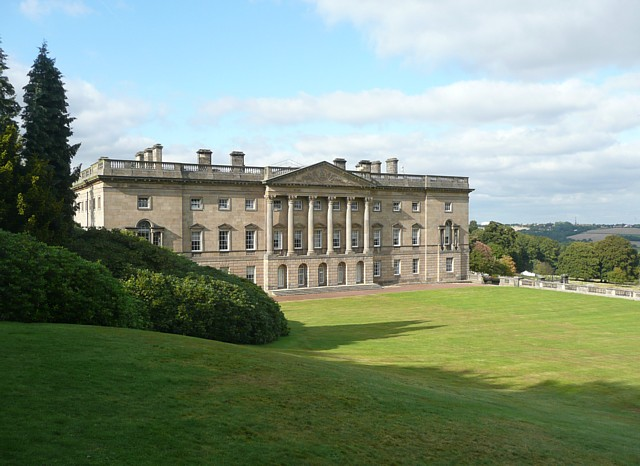
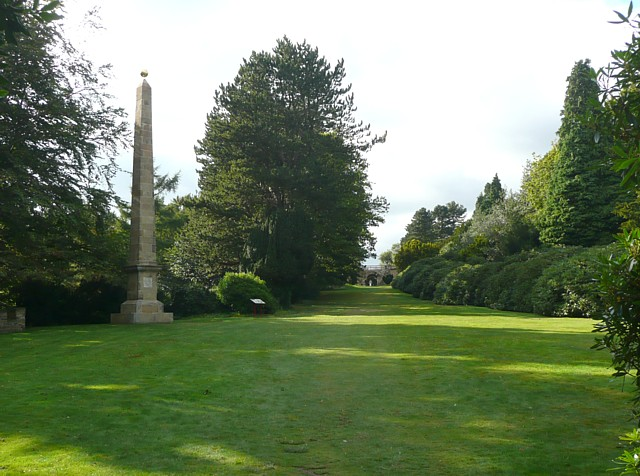
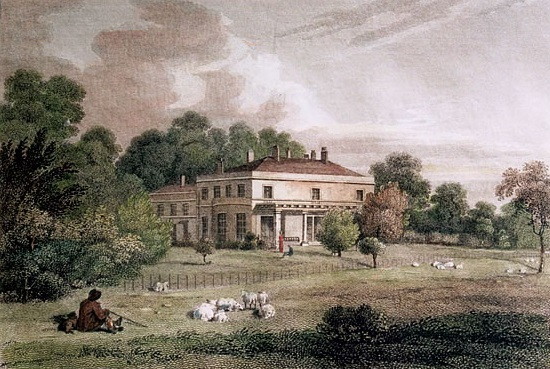
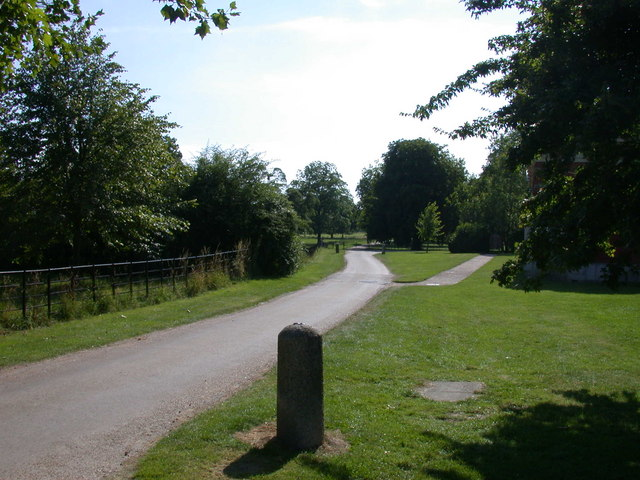
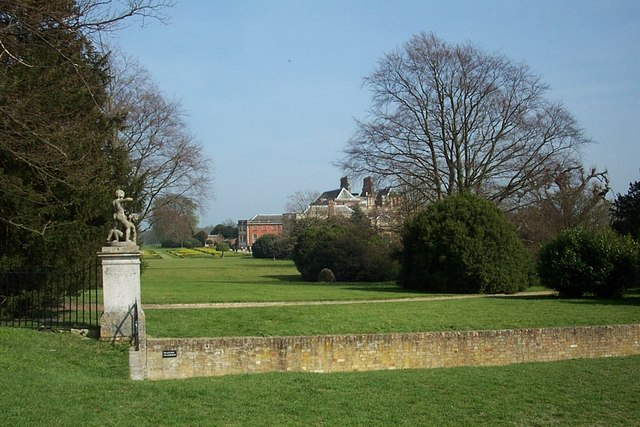
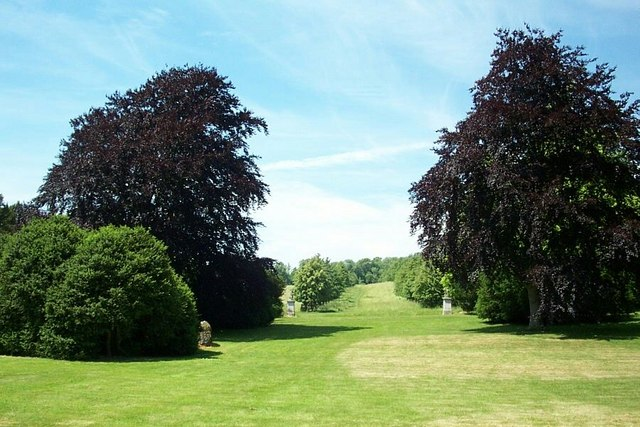
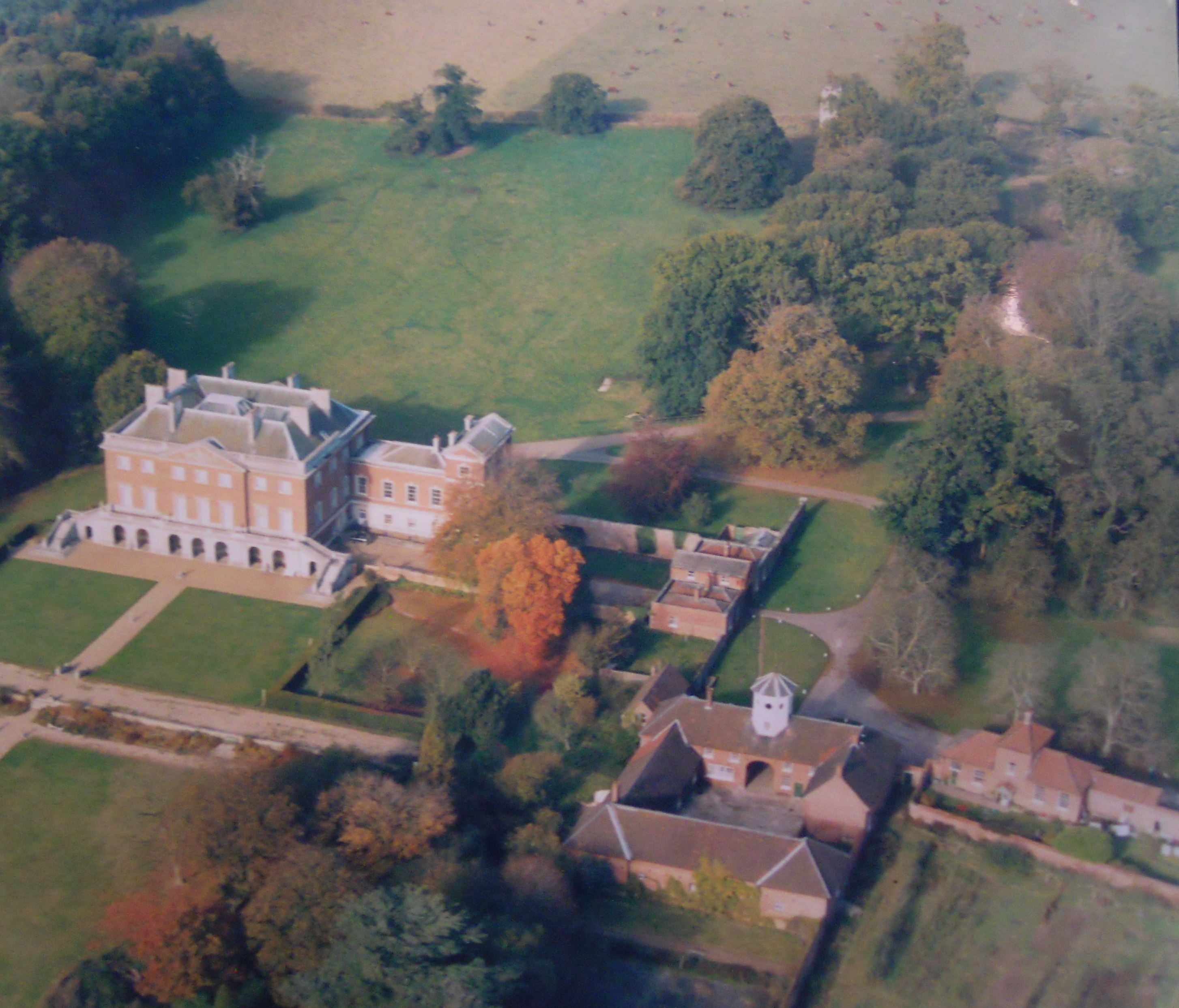
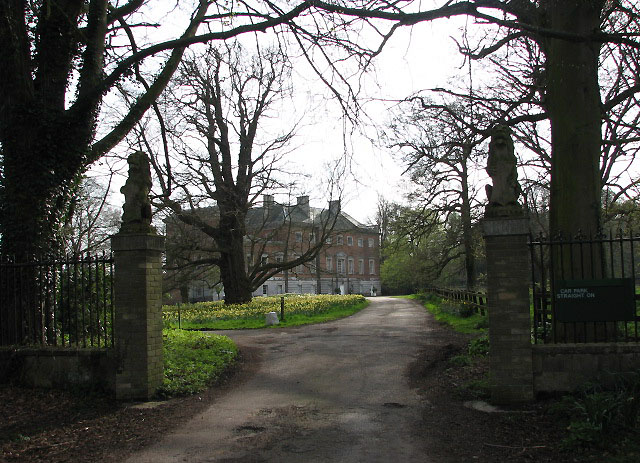
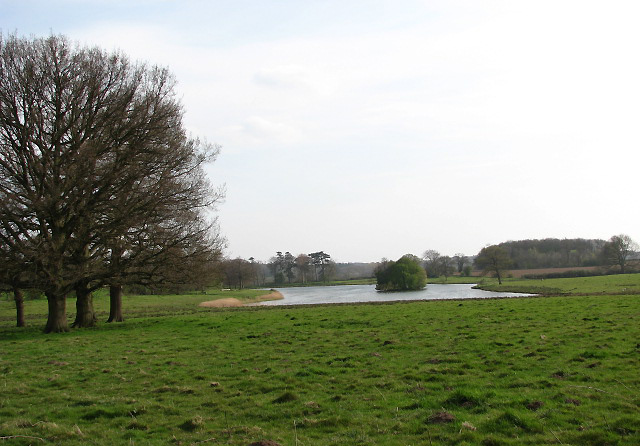
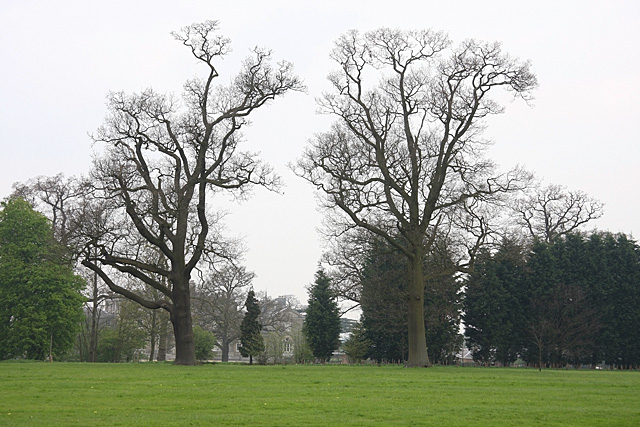
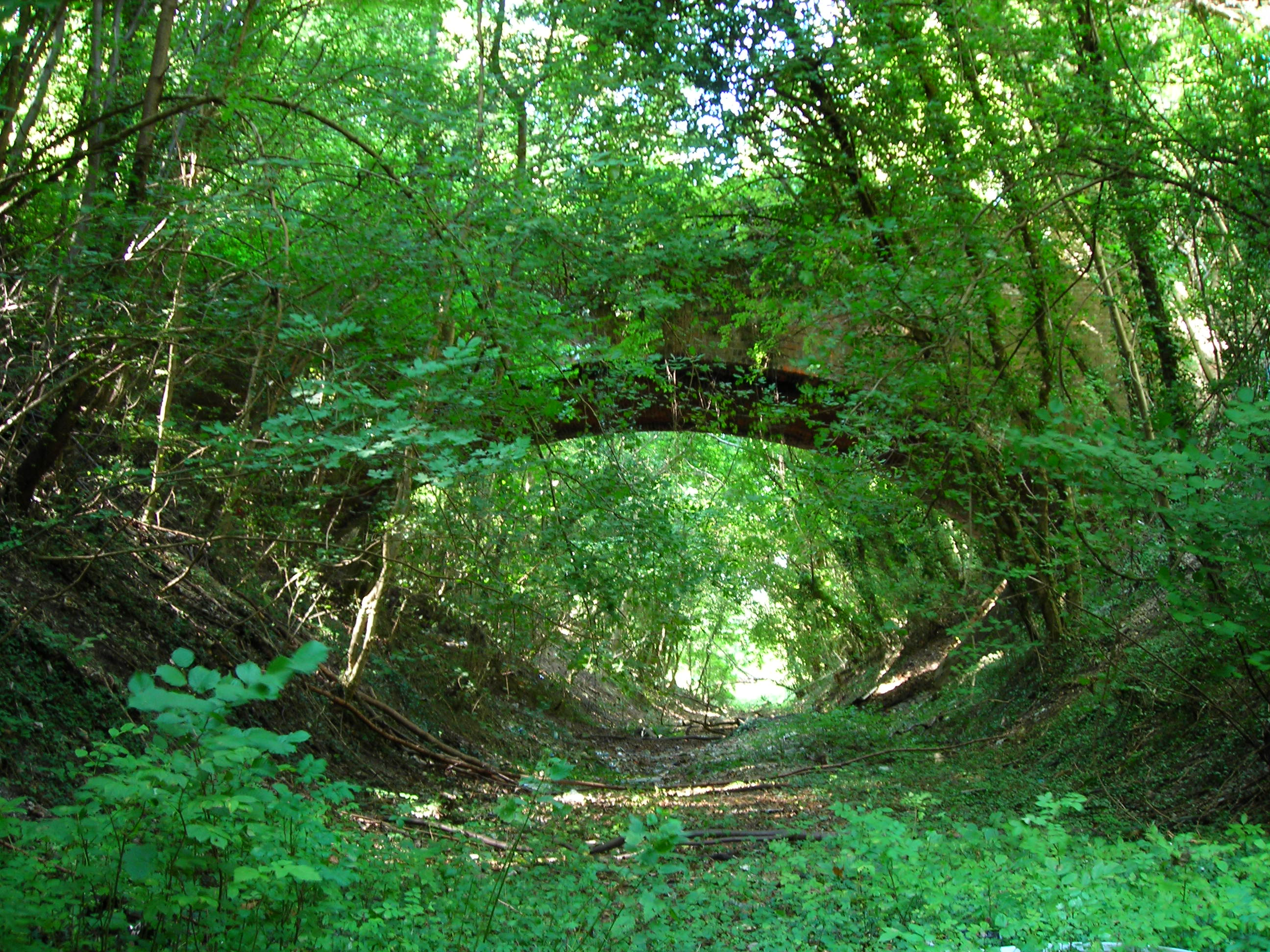
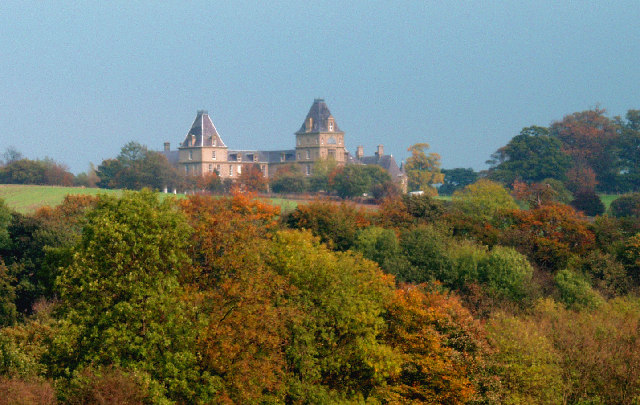
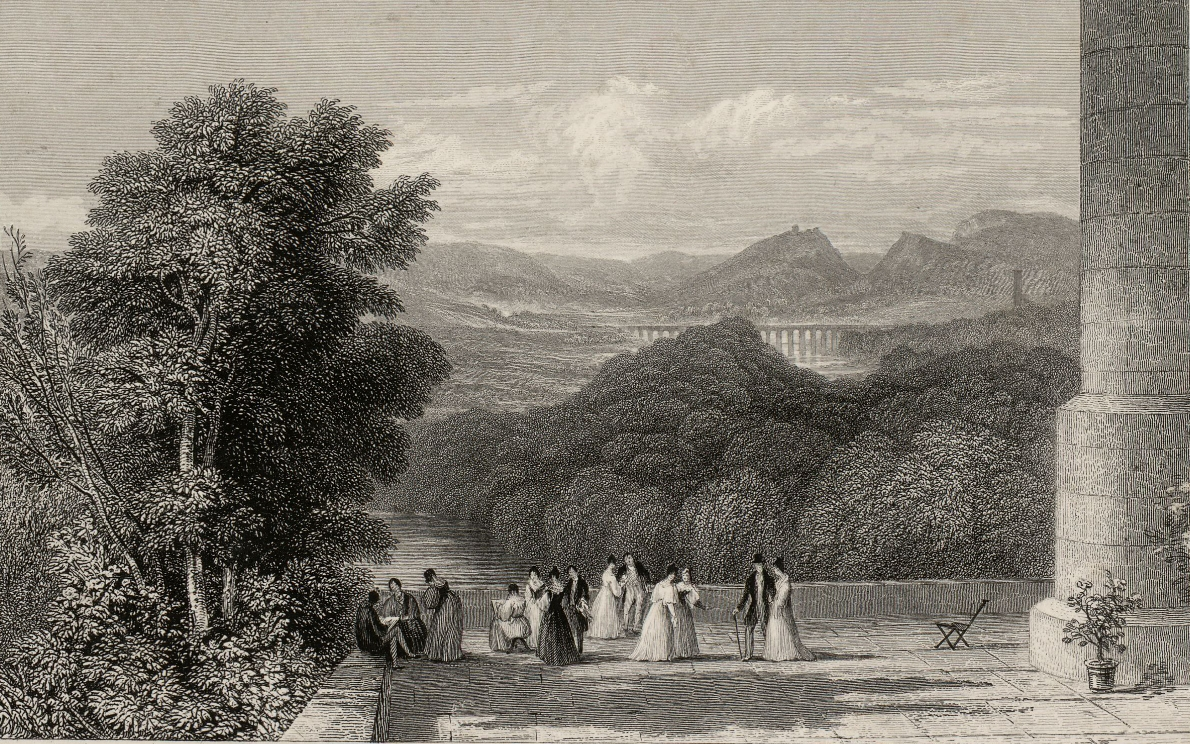

- Datos: Q454635
- Multimedia: Capability Brown / Q454635